# Pontevedra
Pontevedra es una ciudad y municipio de España, capital de la provincia homónima. Se ubica en el noroeste de la península ibérica, en la comunidad autónoma de Galicia. Está enclavada en el margen izquierdo del río Lérez, en su estuario en la ría de Pontevedra, en pleno centro de las Rías Bajas. Es conocida como «Capital de las Rías Bajas», «Ciudad del Lérez» y «Boa Vila» (La Bonne Ville o La Buena Ciudad), nombre dado por el cronista francés Jean Froissart en sus crónicas del siglo XIV por su magnífica situación geográfica y su esplendor económico y ha sido bautizada por los medios de comunicación franceses como la «Ciudad en la que el peatón es el rey». En el siglo XVI era gracias a su puerto la mayor ciudad de Galicia.
Ciudad monumental de arte e historia, posee un centro histórico que, tras el de Santiago de Compostela, es el más importante de Galicia. Pontevedra cuenta con una gran riqueza monumental en la que destacan sus plazas de origen medieval y edificios religiosos como la basílica gótico-renacentista de Santa María la Mayor, la iglesia barroca de la Virgen Peregrina, la iglesia gótica de San Francisco, la iglesia barroca de San Bartolomé, o las ruinas góticas de Santo Domingo así como numerosos edificios nobiliarios con escudos de armas de los que son destacados exponentes la casa gótico-renacentista de las Campanas, el pazo barroco de García Flórez, el pazo barroco de Mugartegui o el pazo renacentista de los Condes de Maceda.
La ciudad es modelo urbanístico internacional de referencia. Ha recibido en el siglo XXI numerosos premios y distinciones de organismos internacionales por su urbanismo ejemplar. En noviembre de 2014 le fue concedido el galardón mundial ONU-Hábitat, entregado en Dubái, que la reconoce como una de las ciudades europeas más cómodas para vivir, especialmente en materia de calidad urbana, movilidad y accesibilidad. En 2015 le fue concedido por el mismo motivo el premio de excelencia urbana del Center for Active Design en la ciudad de Nueva York y el premio Ciudad de Movilidad Inteligente Euro-China 2015 entregado en Hong Kong. La ciudad también recibió el primer premio de seguridad urbana de la Comisión Europea otorgado en Bruselas en 2020 y el premio La Ciudad es la gente del Congreso Internacional de Paisaje Urbano celebrado en Costa Rica en 2025. El modelo urbano de Pontevedra suscita un gran interés en Francia, Estados Unidos, Italia, Portugal, Reino Unido, Alemania, China, México, Corea del Sur o Japón, entre otros países. El periódico británico The Guardian la reconoció en 2018 como «ciudad paraíso» para vivir.
El Camino de Santiago Portugués atraviesa la ciudad, de sur a norte, siendo Pontevedra la capital del camino portugués en España. Monumentos importantes ligados al Camino son testimonio de ello, como la iglesia de la Virgen Peregrina, que fue construida en el siglo XVIII para acoger a los peregrinos, y el puente del Burgo que muestra las famosas conchas del Peregrino esculpidas entre sus arcos.
El municipio capitalino tenía una población empadronada de 83 077 habitantes en 2024. Pontevedra es la cabecera de la comarca de Pontevedra y de una aglomeración en torno a la ría de Pontevedra que constituye con otros municipios limítrofes el área metropolitana de Pontevedra. El área metropolitana de Pontevedra está formada, además de por la capital provincial, por los municipios de Poyo, Marín, Sangenjo, Cerdedo-Cotobade, Vilaboa, Sotomayor, Puentecaldelas y Campo Lameiro. A éstos se suman por su relación con la ciudad el municipio de Bueu, también en la ría de Pontevedra, y los municipios limítrofes de Barro y el de La Lama, pertenecientes a la comarca de Pontevedra con lo que la población del área metropolitana asciende a 188 245 habitantes. Entre las grandes ciudades gallegas, es la que tiene el mayor número de población infantil y la población más joven, con una edad media de 42,9 años.
Pontevedra es un importante centro administrativo, político, judicial, histórico, cultural y militar. La ciudad cuenta con numerosas delegaciones estatales y servicios administrativos y judiciales. Es en su provincia la sede de la Diputación Provincial de Pontevedra, de la Subdelegación del Gobierno en Pontevedra así como de la Audiencia Provincial de Pontevedra y de otros importantes órganos judiciales en su Palacio de Justicia y en la Ciudad de la Justicia de Pontevedra y es sede también de la Brigada de Infantería Ligera "Galicia" VII. En el ámbito cultural es sede de relevantes instituciones como el Museo de Pontevedra, el Palacio de Congresos y Exposiciones de Pontevedra, la Facultad de Bellas Artes de Galicia en el Campus Universitario de Pontevedra, Afundación, y el Centro Asociado de la UNED en la provincia de Pontevedra, el más importante de Galicia.
El término municipal limita al norte con los de Barro y Moraña, al noreste con el de Campo Lameiro, al este con el de Cerdedo-Cotobade, al sureste con el de Puentecaldelas, al sur con el de Sotomayor, al suroeste con los de Vilaboa y Marín, al oeste con el océano Atlántico (ría de Pontevedra) y el municipio de Poyo y al noroeste con el municipio de Meis. Al sur, en el punto de El Castillo, en la parroquia civil de Puente Sampayo la pequeña isla Insuíña o de Medal y el islote del Castillo también forman parte de su término municipal.

## Toponimia
El topónimo de Pontevedra deriva del latín pontem veteram, que alude al primer puente que se construyó en la época de los romanos para salvar el río Lérez y la ría de Pontevedra.
Estudios recientes han relacionado el nacimiento y fundación de la ciudad de Pontevedra con el asentamiento romano de Turoqua ('Torre sobre el agua'), mansio de la vía romana XIX que los romanos situaron en la orilla sur del río Lérez.

### Ciudades homónimas
- Pontevedra Beach, Estados Unidos
- Pontevedra, Estados Unidos
- Pontevedra, Argentina
- Islote de Pontevedra, Chile
- Pontevedra, Colombia
- Pontevedra, Filipinas
- Pontevedra, Filipinas

## Símbolos

### Escudo
El escudo de la capital pontevedresa, que constituye la base del escudo de la provincia de Pontevedra, representa el carácter marítimo de la ciudad reflejado en la conjunción de las aguas de la ría de Pontevedra y río Lérez, así como su carácter monumental, en el puente que le dio nombre, en el crucero de granito en el centro del puente (hoy trasladado a las inmediaciones de la basílica de Santa María) y en la torre que existía para defender la entrada de la ciudad, desaparecida en el transcurso de diversas invasiones marítimas.

### Bandera
Está formada por un diábolo azul, el resto de la bandera es blanca y en el medio lleva el escudo de la ciudad. La bandera se puede ver en todos los edificios dependientes de la administración municipal de la ciudad.

### Otros símbolos
Iglesia de la Virgen Peregrina
Es el símbolo por excelencia de la ciudad ya que es la única iglesia circular con planta en forma de concha venera (vieira) existente en España. Está situada en el centro de la ciudad en un extremo de una animada plaza peatonal que lleva su nombre. Le otorga a Pontevedra la capitalidad del camino portugués de peregrinación a Santiago, ya que es punto de parada obligada para todos los peregrinos que hacen el camino a los que la Virgen Peregrina, la Virgen de los peregrinos, ofrece su protección.
Loro Ravachol

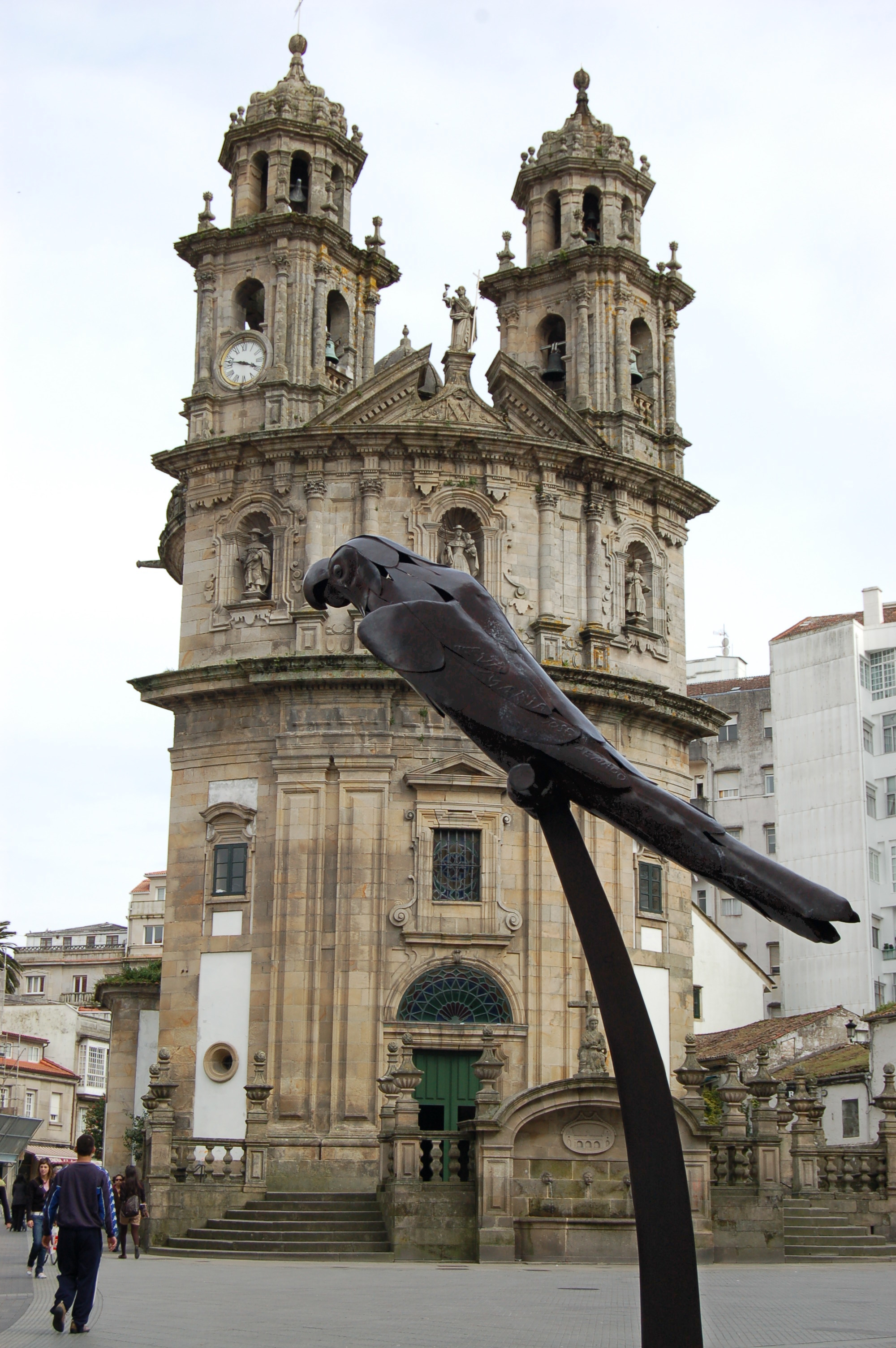
Iglesia circular barroca de la Virgen Peregrina y Loro Ravachol

El loro Ravachol fue un loro famoso en la ciudad a finales del siglo XIX y principios del siglo XX. Era un personaje muy conocido que se convirtió en icono de Pontevedra ya que estaba presente en muchas de las tertulias de la ciudad por tenerlo su dueño, el licenciado D. Perfecto Feijoo en la botica que regentaba en el centro de la ciudad, frente a la iglesia de la Peregrina, por lo que se la conocía como la farmacia de la Peregrina. Allí tenía lugar una famosa tertulia, por la que pasaban múltiples pontevedreses y políticos españoles de la época. Ravachol murió en 1913 durante el carnaval y como recuerdo, la ciudad recrea todos los años el entierro del loro Ravachol al final de los carnavales, sustituyendo el entierro de la sardina que se celebra en la mayoría de las ciudades españolas.
Los puentes
El puente en sí mismo representa la esencia de Pontevedra, y está relacionado con el puente viejo que le dio nombre, en la actualidad denominado puente del Burgo. Al lado de esta construcción nació la ciudad y es el más antiguo de todos con los que cuenta la capital pontevedresa. Posteriormente, a finales del siglo XIX y durante el siglo XX e inicios del siglo XXI se siguieron construyendo puentes marcados por las tendencias constructivas de la época, desde el puente de la Barca, auspiciado por la arquitectura del hierro hasta otros más modernos como el puente de los Tirantes, de finales del XX o el puente de arco tesado o bowstring de principios del XXI denominado puente de las Corrientes.

## Geografía
Pontevedra se encuentra en el fondo de la ría del mismo nombre, en el estuario del Lérez. Este emplazamiento siempre fue muy estratégico, ya que es el primer punto viniendo desde el mar, a través de la ría de Pontevedra, en el que primero se puede cruzar de norte a sur mediante un puente, en su origen el puente del Burgo. La ciudad es desde la antigüedad cruce de caminos debido a esta ubicación. El tramo de costa de su municipio se extiende desde la zona de Orillamar en la propia ciudad (desde el puerto deportivo y el muelle de Corvaceiras, aguas abajo) hasta Placeres y Estribela, barrios pontevedreses situados en la parroquia marítima de Lourizán. El municipio limita en zona urbana con el municipio de Poyo, lo que hace que el puente de la Barca sirva como límite de separación de todo el continuo urbano. El municipio de Pontevedra cubre 118,3 km² y tiene aproximadamente 20 kilómetros de norte a sur.
| Noroeste: Barro                     | Norte: Barro y Moraña    | Nordeste: Campo Lameiro                  |
| Oeste: Ría de Pontevedra y Poyo     |                          | Este: Cerdedo-Cotobade y Puente Caldelas |
| Suroeste: Ría de Pontevedra y Marín | Sur: Vilaboa y Sotomayor | Sureste: Sotomayor                       |

### Relieve
La ciudad está asentada a una altitud media de 20 m sobre el nivel del mar en una loma rocosa relativamente aplanada por la erosión que, aunque no es de mucha altura, ha obligado a que el río Lérez la tenga que rodear por el norte antes de abrirse a la ría de Pontevedra. Ello hace que las únicas calles algo empinadas sean las que bajan a la zona de orillamar y del río. La ciudad se extiende al fondo de su ría ocupando los valles de los ríos Lérez y Tomeza. El municipio pontevedrés se asienta en la llamada Depresión Meridiana, por la que transcurre el lecho del río Lérez.

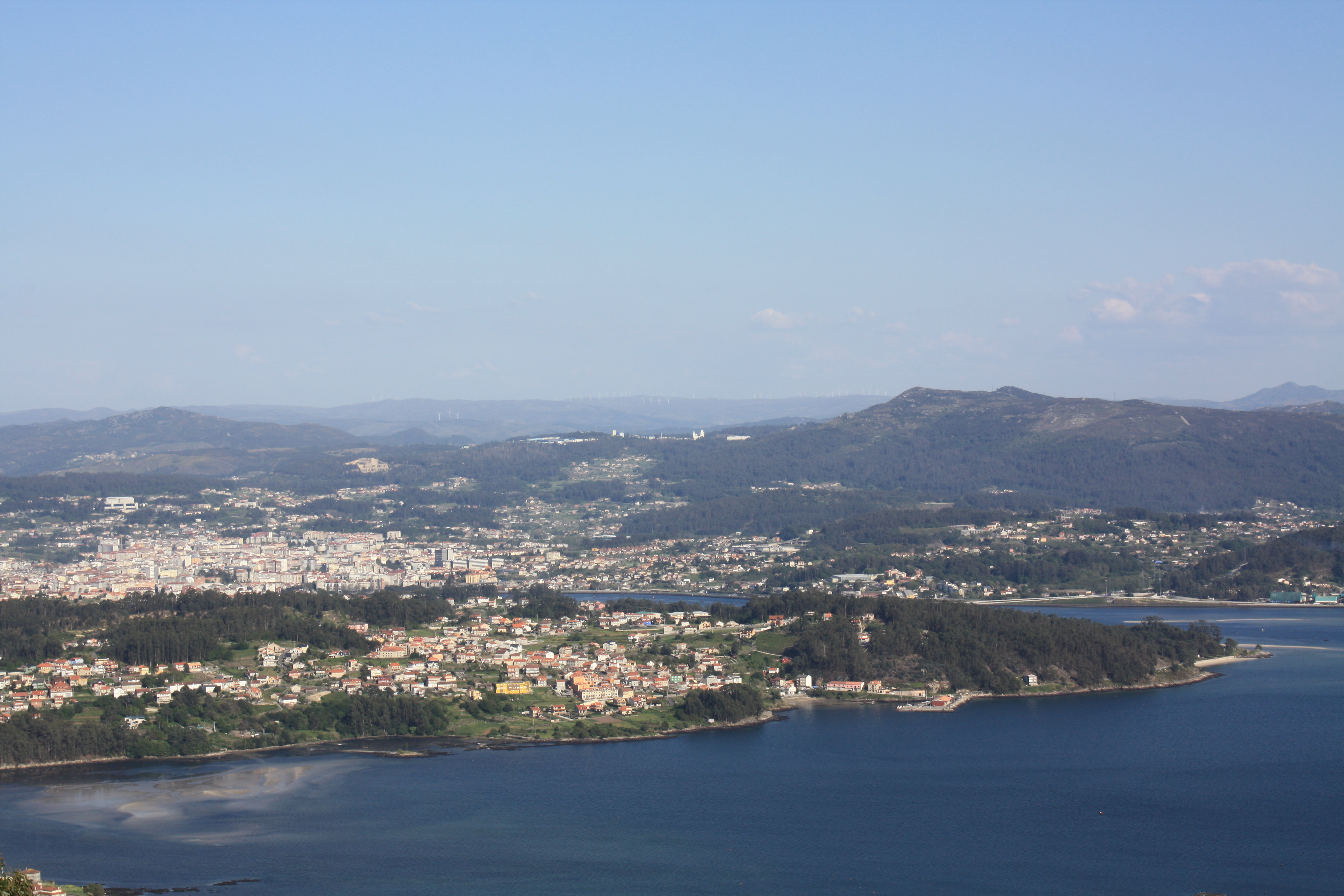
Vista parcial de la ciudad y su ría desde el municipio limítrofe de Poyo

El municipio de Pontevedra está rodeado por cuatro unidades montañosas de distinta envergadura. Por el lado norte el monte Acibal, a 10,5 kilómetros de la aglomeración urbana, con cima a 537 m de altitud en el municipio limítrofe de Campo Lameiro. Por el lado sudoriental se encuentra el monte de A Fracha a unos 6 kilómetros del casco urbano y cuya cumbre se encuentra en el municipio limítrofe de Puentecaldelas a 493 m y con vistas a la Ría de Pontevedra. Por el lado noroccidental se encuentra el monte Castrove, con pico en el colindante municipio de Poyo a 613 m de altitud, si bien la cara este del monte si pertenece al municipio de Pontevedra, alcanzándose allí la máxima altitud del municipio de 608 m. Tiene vistas a las rías de Pontevedra y de Arosa. Dentro de esta unidad montañosa, en el monte Escusa en el municipio de Meis, se ubica el campo de golf de referencia para la ciudad de Pontevedra. Al sur de la ciudad se encuentra el monte de Cotorredondo (términos municipales de Marín y Vilaboa) a una altura media de 400 m y 8 kilómetros de la ciudad, con su famoso mirador sobre las rías de Pontevedra y Vigo y el lago de Castiñeiras y el parque natural de Cotorredondo.

### Hidrografía
La ciudad está situada en las orillas del río Lérez y en la orilla sur de la ría de Pontevedra, que la rodean de este a oeste. El principal río es el río Lérez, eje de la red hidrográfica del municipio de Pontevedra: es un río caudaloso que se mezcla en su estuario con las mareas y atraviesa el municipio pontevedrés de este a oeste en un recorrido de poco más de diez kilómetros. Desemboca en la ría de Pontevedra y se convierte en un río de grandes dimensiones a su paso por la capital: el efecto de las mareas es claramente visible en los puentes que lo cruzan. Otros ríos que transcurren por el municipio de Pontevedra son el río Tomeza, llamado en su zona más urbana río Gafos que también pasa por el casco urbano, está canalizado a su paso por el barrio de Campolongo y desemboca en la ría de Pontevedra en la zona de Corvaceiras, el río Rons y el Gándara que son los principales cursos de agua de la parte septentrional del municipio de Pontevedra y desembocan en el parque de la Xunqueira de Alba y al final de este en el río Lérez y el río Almofrey (afluente del Lérez por la izquierda desembocando en el mismo a la altura de Ponte Bora (Santa Marina). Desemboca asimismo en el municipio de Pontevedra, en la parroquia de Puente Sampayo, el río Verdugo. Por una parte del este del casco urbano discurre también el arroyo de Valdecorvos, que bordea el barrio del mismo nombre y discurre de modo subterráno desde la calle Casimiro Gómez hasta su desembocadura muy cerca del puente de los Tirantes. Pontevedra cuenta también con un humedal a las puertas de la ciudad, las marismas de Alba, que forman parte en la actualidad del parque de la Xunqueira de Alba.
La ciudad se abastece de agua del río Lérez, que también abastece a los municipios de la Ría de Pontevedra y cuenta como reserva de abastecimiento el Embalse de Pontillón de Castro, situado en la parroquia de Verducido del municipio de Pontevedra.

### Clima

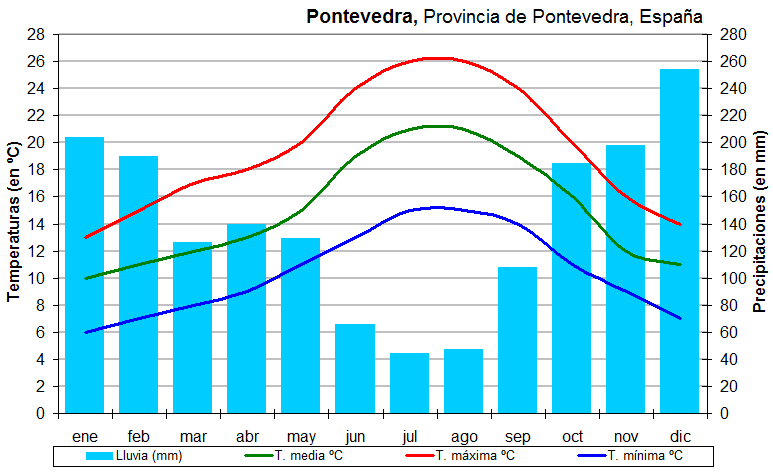
Climograma de la ciudad

De acuerdo a la clasificación climática de Köppen Pontevedra tiene un clima oceánico de tipo Csb (de verano suave). La temperatura promedio es de 14,8 °C.
Las Rías Bajas son uno de los puntos más lluviosos de Galicia; Sin embargo, Pontevedra con elevadas precipitaciones y registros de 1586 mm anuales es menos lluviosa que otras ciudades gallegas como Santiago de Compostela o Vigo según fuentes de la AEMET (Agencia Estatal de Meteorología). La ciudad de Pontevedra cuenta con un microclima especial, de los más benignos de Galicia y cuenta con mayor número de días despejados que la mayoría de municipios gallegos, equiparable con las que se tienen en el sur de Andalucía. La ciudad tiene pocos cambios de temperatura gracias a que el mar ejerce una acción moderadora de las condiciones climáticas. En invierno las heladas son escasas.
| Parámetros climáticos promedio de Observatorio de Pontevedra (108 m s. n. m.) (Periodo de referencia: 1991-2020, extremos: 1985-presente) | Parámetros climáticos promedio de Observatorio de Pontevedra (108 m s. n. m.) (Periodo de referencia: 1991-2020, extremos: 1985-presente) | Parámetros climáticos promedio de Observatorio de Pontevedra (108 m s. n. m.) (Periodo de referencia: 1991-2020, extremos: 1985-presente) | Parámetros climáticos promedio de Observatorio de Pontevedra (108 m s. n. m.) (Periodo de referencia: 1991-2020, extremos: 1985-presente) | Parámetros climáticos promedio de Observatorio de Pontevedra (108 m s. n. m.) (Periodo de referencia: 1991-2020, extremos: 1985-presente) | Parámetros climáticos promedio de Observatorio de Pontevedra (108 m s. n. m.) (Periodo de referencia: 1991-2020, extremos: 1985-presente) | Parámetros climáticos promedio de Observatorio de Pontevedra (108 m s. n. m.) (Periodo de referencia: 1991-2020, extremos: 1985-presente) | Parámetros climáticos promedio de Observatorio de Pontevedra (108 m s. n. m.) (Periodo de referencia: 1991-2020, extremos: 1985-presente) | Parámetros climáticos promedio de Observatorio de Pontevedra (108 m s. n. m.) (Periodo de referencia: 1991-2020, extremos: 1985-presente) | Parámetros climáticos promedio de Observatorio de Pontevedra (108 m s. n. m.) (Periodo de referencia: 1991-2020, extremos: 1985-presente) | Parámetros climáticos promedio de Observatorio de Pontevedra (108 m s. n. m.) (Periodo de referencia: 1991-2020, extremos: 1985-presente) | Parámetros climáticos promedio de Observatorio de Pontevedra (108 m s. n. m.) (Periodo de referencia: 1991-2020, extremos: 1985-presente) | Parámetros climáticos promedio de Observatorio de Pontevedra (108 m s. n. m.) (Periodo de referencia: 1991-2020, extremos: 1985-presente) | Parámetros climáticos promedio de Observatorio de Pontevedra (108 m s. n. m.) (Periodo de referencia: 1991-2020, extremos: 1985-presente) |
| Mes | Ene. | Feb. | Mar. | Abr. | May. | Jun. | Jul. | Ago. | Sep. | Oct. | Nov. | Dic. | Anual |
| --- | --- | --- | --- | --- | --- | --- | --- | --- | --- | --- | --- | --- | --- |
| Temp. máx. abs. (°C) | 23.2 | 23.5 | 28.6 | 31.3 | 34.0 | 38.0 | 39.5 | 38.2 | 36.6 | 33.6 | 25.6 | 23.4 | 39.5 |
| Temp. máx. media (°C) | 12.8 | 14.1 | 16.7 | 18.1 | 20.7 | 23.6 | 25.7 | 25.8 | 23.6 | 19.7 | 15.3 | 13.3 | 19.1 |
| Temp. media (°C) | 9.6 | 10.2 | 12.2 | 13.4 | 15.9 | 18.5 | 20.4 | 20.6 | 18.8 | 15.8 | 12.0 | 10.2 | 14.8 |
| Temp. mín. media (°C) | 6.3 | 6.3 | 7.8 | 8.7 | 11.0 | 13.4 | 15.0 | 15.3 | 13.9 | 11.8 | 8.7 | 7.1 | 10.4 |
| Temp. mín. abs. (°C) | -3.6 | -1.7 | -2.0 | 0.6 | 3.3 | 7.0 | 8.6 | 9.8 | 7.2 | 2.3 | 0.0 | -1.5 | -3.6 |
| Precipitación total (mm) | 186 | 126 | 139 | 141 | 114 | 59 | 41 | 56 | 88 | 205 | 221 | 210 | 1586 |
| Días de precipitaciones (≥ 1 mm) | 14.3 | 11.3 | 11.9 | 13.3 | 11.1 | 7.3 | 5.0 | 5.8 | 8.0 | 12.9 | 14.6 | 14.6 | 130.0 |
| Días de nevadas (≥ 0.01 mm) | 0.1 | 0.0 | 0.0 | 0.0 | 0.0 | 0.0 | 0.0 | 0.0 | 0.0 | 0.0 | 0.0 | 0.0 | 0.1 |
| Horas de sol | 99 | 127 | 183 | 210 | 245 | 258 | 298 | 282 | 228 | 149 | 102 | 90 | 2265 |
| Humedad relativa (%) | 79 | 74 | 71 | 71 | 71 | 70 | 70 | 70 | 73 | 78 | 81 | 80 | 74 |
| Fuente: Agencia Estatal de Meteorología                                                                                                   | | | | | | | | | | | | | |

### Flora y fauna

#### Flora
En el casco urbano hay una multitud de árboles ornamentales en plazas, avenidas y calles. En las calles y plazas del centro de la ciudad destacan:
- el camelio, presente por todo el casco urbano: en las avenidas de Eduardo Pondal y María Victoria Moreno, en las calles García Camba, General Martitegui, Maestranza, en la plaza de la Herrería, en los parques de las Palmeras, de las Camelias (barrio de A Parda).
- la palmera de abanico californiana en las calles General Gutiérrez Mellado, Sagasta, Peregrina, Andrés Mellado, avenida de Vigo o la plaza Eira da Veiga.

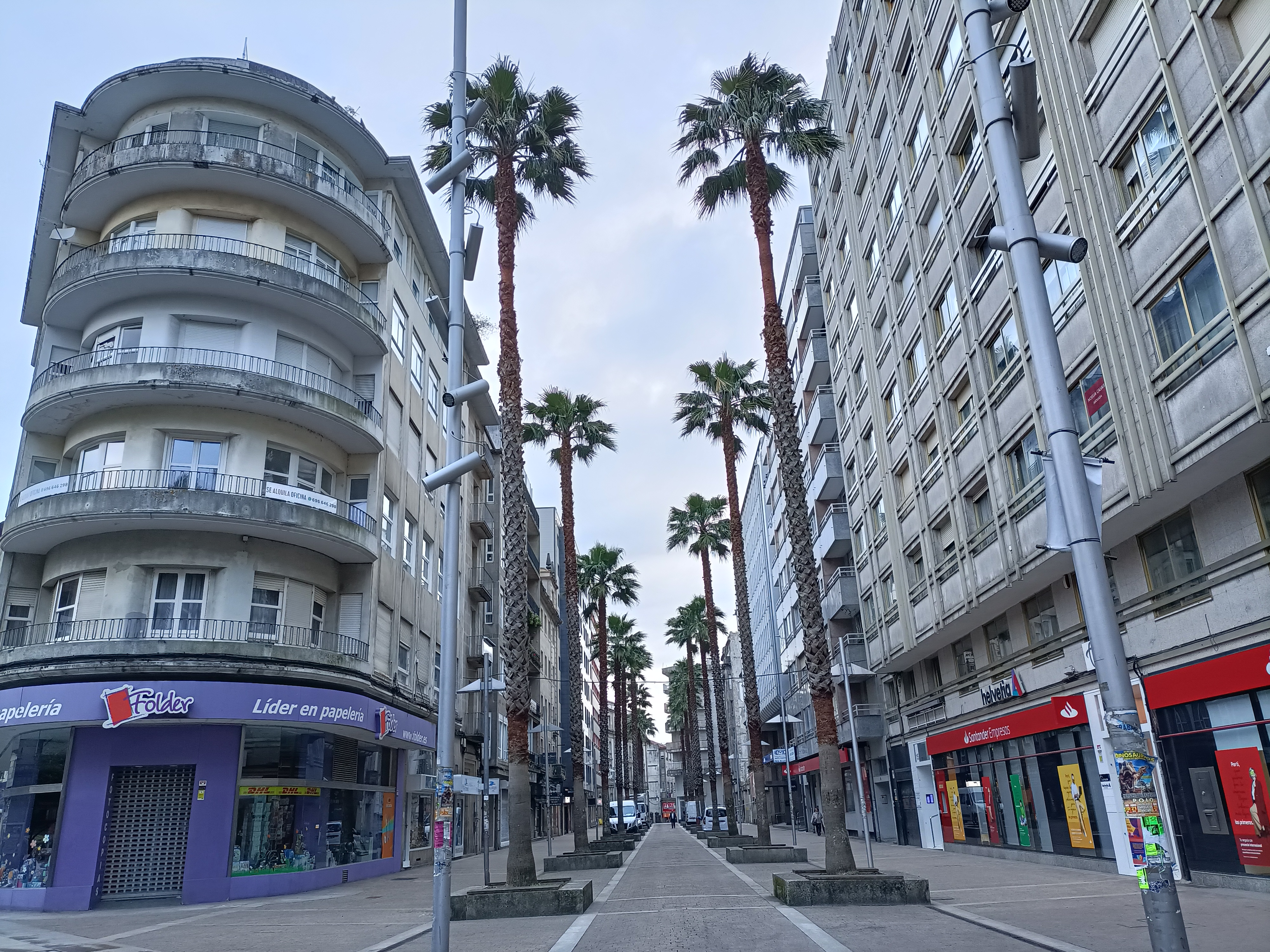
Palmeras de abanico californianas en la calle General Gutiérrez Mellado

- la palmera canaria especialmente en el parque de las Palmeras.
- el fresno común en el centro de la ciudad en toda la plaza de Galicia y a lo largo de la avenida de Augusto García Sánchez.
- la sófora en la céntrica calle de Benito Corbal.
- el naranjo amargo en las calles Rosalía de Castro, Peregrina y Santa Clara en el centro de la ciudad, en las plazas de Teucro y de Curros Enríquez en el centro histórico de Pontevedra o en la avenida de Marín.
- el peral de Callery en el cruce de la calle Peregrina con Daniel de la Sota, en la plaza das Regas y en la calle Gorgullón.[116]
- el ciruelo de Pissard en las calles San Antoniño y Maruxa Mallo, en las avenidas Reina Victoria y Virxinia Pereira Renda.
- el liquidambar en las plazas de la Verdura, del Hospital Provincial-calle Doctor Loureiro Crespo[117] y Valentín García Escudero (centro histórico de Pontevedra), en la avenida de Uruguay, en la calle Espincelo (Campolongo) o en el parque de la Isla de las Esculturas.
- el cerezo común en la calle Cobián Roffignac, en el cruce de la calle Peregrina con Daniel de la Sota o en la plaza de la Verdura y cerezo japonés en las calles Rosalía de Castro, Padre Amoedo, Doctor Loureiro Crespo o en la avenida de Lugo.
- el álamo o chopo blanco, el árbol del amor o el ciprés híbrido de Leyland en la avenida de Compostela.
- el plátano de sombra en el parque Rosalía de Castro, en la playa del Lérez, en la calle Manuel del Palacio, en la avenida de Buenos Aires y especialmente en la Alameda de Pontevedra.
- la higuera de Port Jackson en las calles Castelao, Cruz Gallastegui y Joaquín Costa y la acacia de Constantinopla o árbol de la seda en esta última calle.

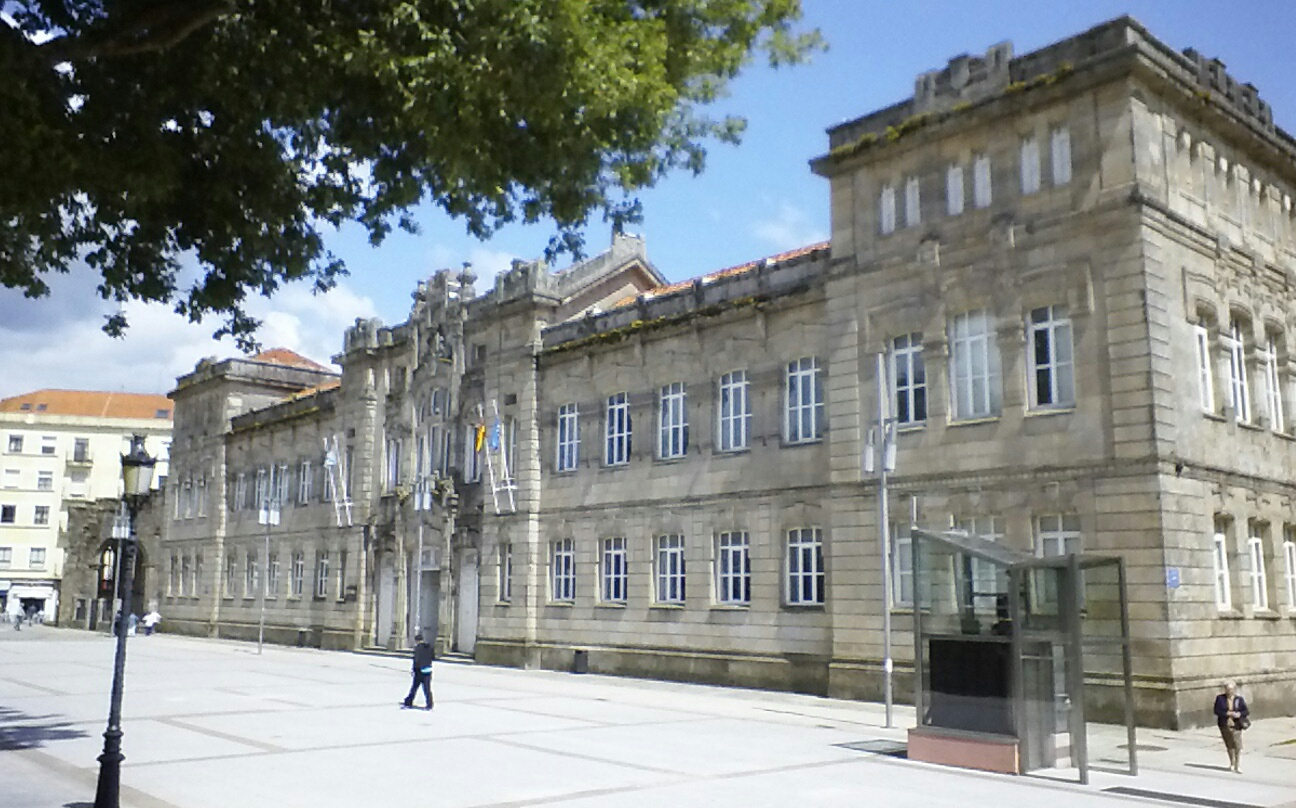
Instituto Valle-Inclán.

- el olivo, simbólico el ejemplar en la calle de la Oliva, delante del Edificio Central de Correos.
- el abedul de Jacquemont en el paseo de Colón.
- el magnolio de China en la calle Alfonso XIII y en la plaza de San José.
- el manzano silvestre de Siberia, el manzano común y el manzano rojo en la plaza de San José.

En las marismas de Alba, que forman parte del actual parque de la Xunqueira de Alba hay un importante ecosistema de arbustos y plantas herbáceas.

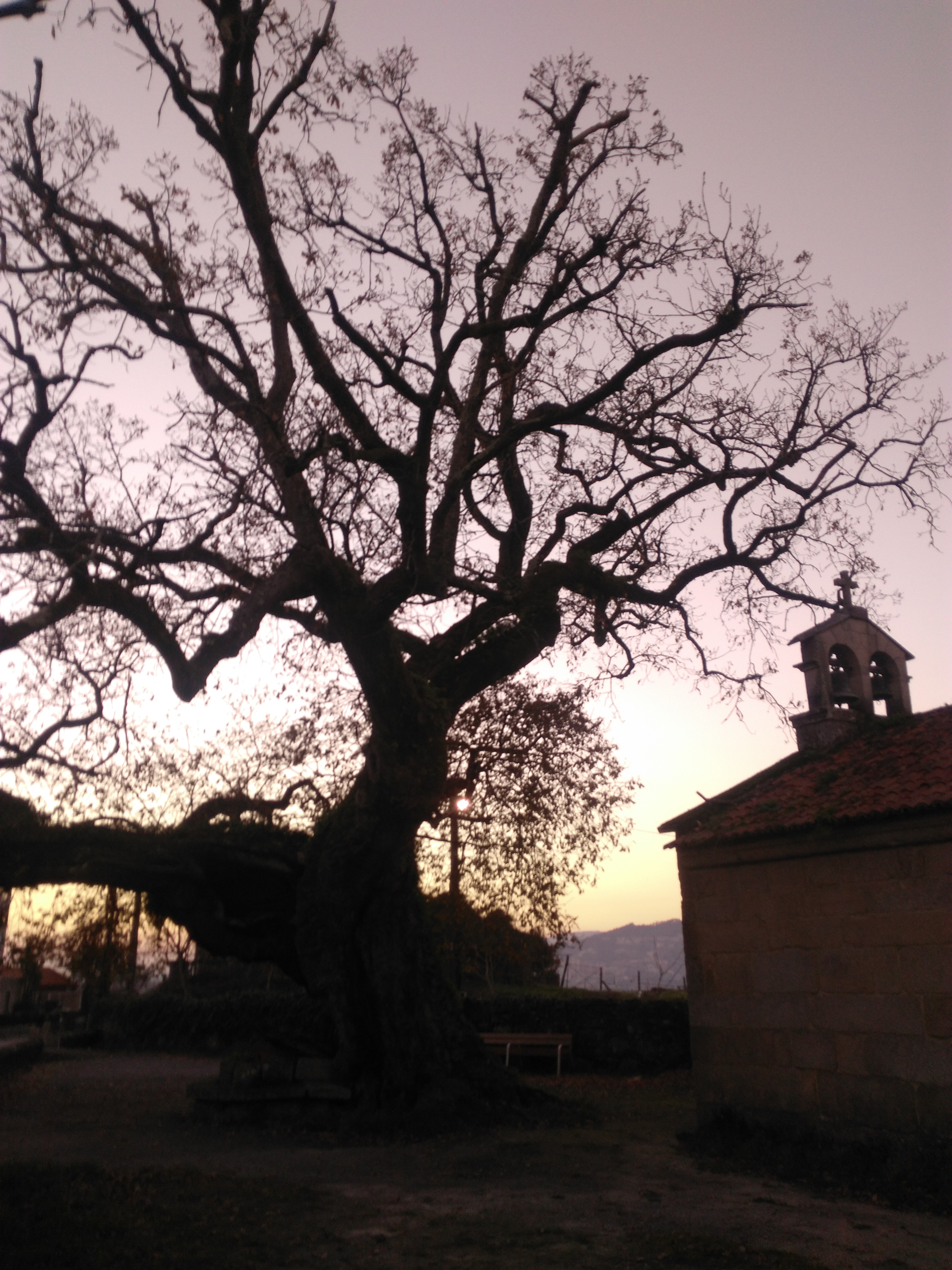
Roble y ermita románica de Santa Margarita, en Mourente

Alrededor de la ciudad, existen eucaliptales, pinos, robles y castaños, en menor medida. Algunos de ellos, como el centenario Roble de Santa Margarita, han sido incluidos en el Catálogo Gallego de Árboles Singulares de la Junta de Galicia, por su singularidad y valor natural. Los incendios de 2006 destruyeron parte de la flora y desde entonces el municipio ha sido repoblado con especies autóctonas, siguiendo el Plan Monte Vivo, aprobado en 2008, por el cual se han plantado 4 árboles por cada ciudadano pontevedrés empadronado.

### Arquitectura modernista, art déco y racionalista

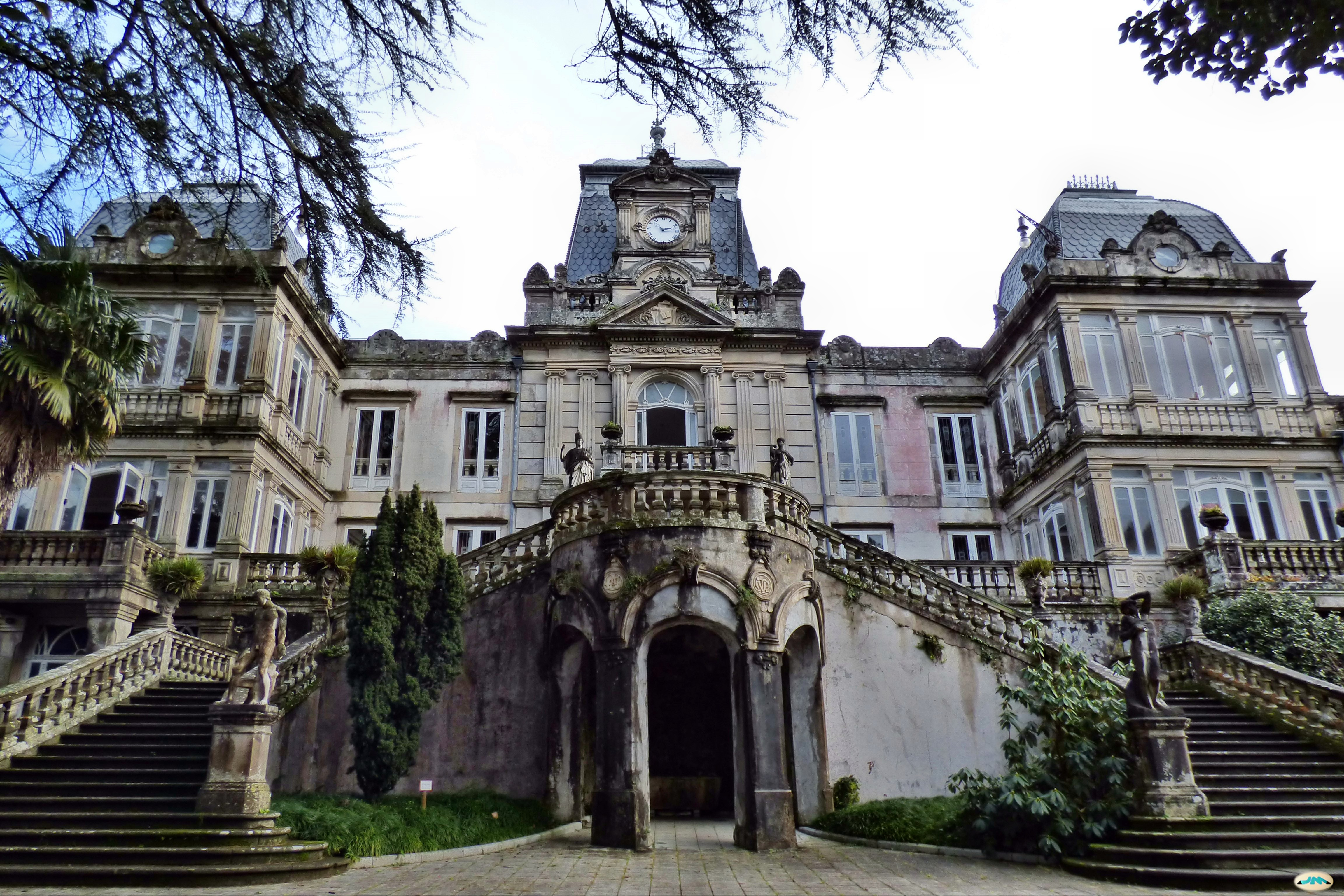
Pazo de Lourizán

#### Fauna
En la ciudad hay gaviotas y palomas en grandes cantidades. En los parques también anidan mirlos y estorninos, así como patos en el río Gafos y ocasionalmente, en el río Lérez. La presencia más o menos estable de un centenar de especies de aves silvestres, que han adoptado el entorno urbano como residencia o como lugar de paso habitual de aves como el carricerín cejudo o los estorninos, constituye un indicador de calidad ambiental. En la ciudad y en su entorno urbano se han detectados tres grandes grupos de aves. En primer lugar, especies acuáticas como garzas, garcetas, cormoranes moñudos, gaviotas o algún ejemplar de martín pescador. También se han localizado rapaces, como el halcón peregrino. Y en tercer lugar, especies paseriformes, palomas, urracas, gorriones, mirlos o los famosos estorninos.
En los bosques pequeños que rodean la ciudad hay la típica fauna del bosque litoral gallego, aunque en las marismas, como las de Alba, hay además numerosos anfibios.

### Ecosistemas
Aparte de la ría de bosques caducifolios, las marismas de Alba, hoy parte del parque de la Xunqueira de Alba, son uno de los núcleos más ricos y apreciados. Comienzan en la ciudad, en el barrio de O Burgo, y se alargan hasta la parroquia de Alba. Anfibios, aves y plantas de marisma conviven en este frágil entorno protegido.

### Parques y espacios naturales
Pontevedra es una capital verde. Es la segunda ciudad en Galicia que tiene más metros cuadrados de zona verde por habitante con un total de 19,86 m cuadrados y una de las únicas que supera la ratio saludable de zonas verdes. En ella más del 70% de sus habitantes vive cerca de áreas verdes, superando las recomendaciones de la OMS. Todos estos espacios verdes de que disfruta la ciudad son los siguientes:

#### Parques y jardines
- Jardines de Casto Sampedro. Se proyectaron en 1852 tras la desamortización de Mendizábal en el antiguo terreno del huerto del Convento de San Francisco, contiguo a la plaza de la Herrería.
- Alameda de Pontevedra. Concebida por el arquitecto Alejandro Rodríguez Sesmero en el siglo XIX. De forma alargada, en ella se encuentran un quiosco de música y en su muro inferior oeste están los azulejos del pintor Carlos Sobrino Buhigas. Su entrada oeste se encuentra flanqueada por dos altos columnas de piedra de 6 m de altura coronados por la efigie de dos leones de piedra con el escudo de la ciudad.

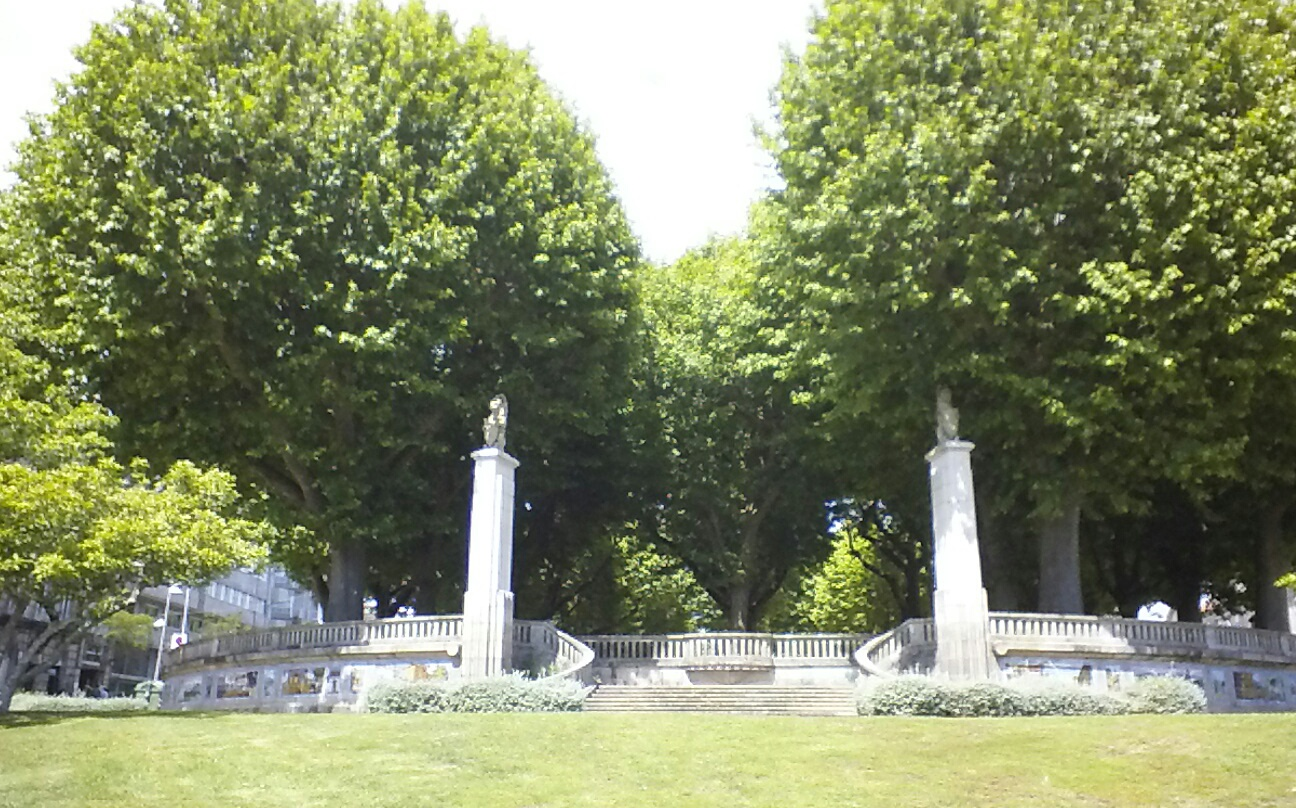
Alameda de Pontevedra

- Parque de las Palmeras. Con un paseo central flanqueado por altas palmeras que tiene su continuación en la calle peatonal Gutiérrez Mellado, el parque de las Palmeras posee un estanque de piedra en el extremo este de su paseo central de palmeras canarias y la citada calle y múltiples jardines embellecidos por estatuas como la de Colón. Es el parque más popular del centro de la ciudad.

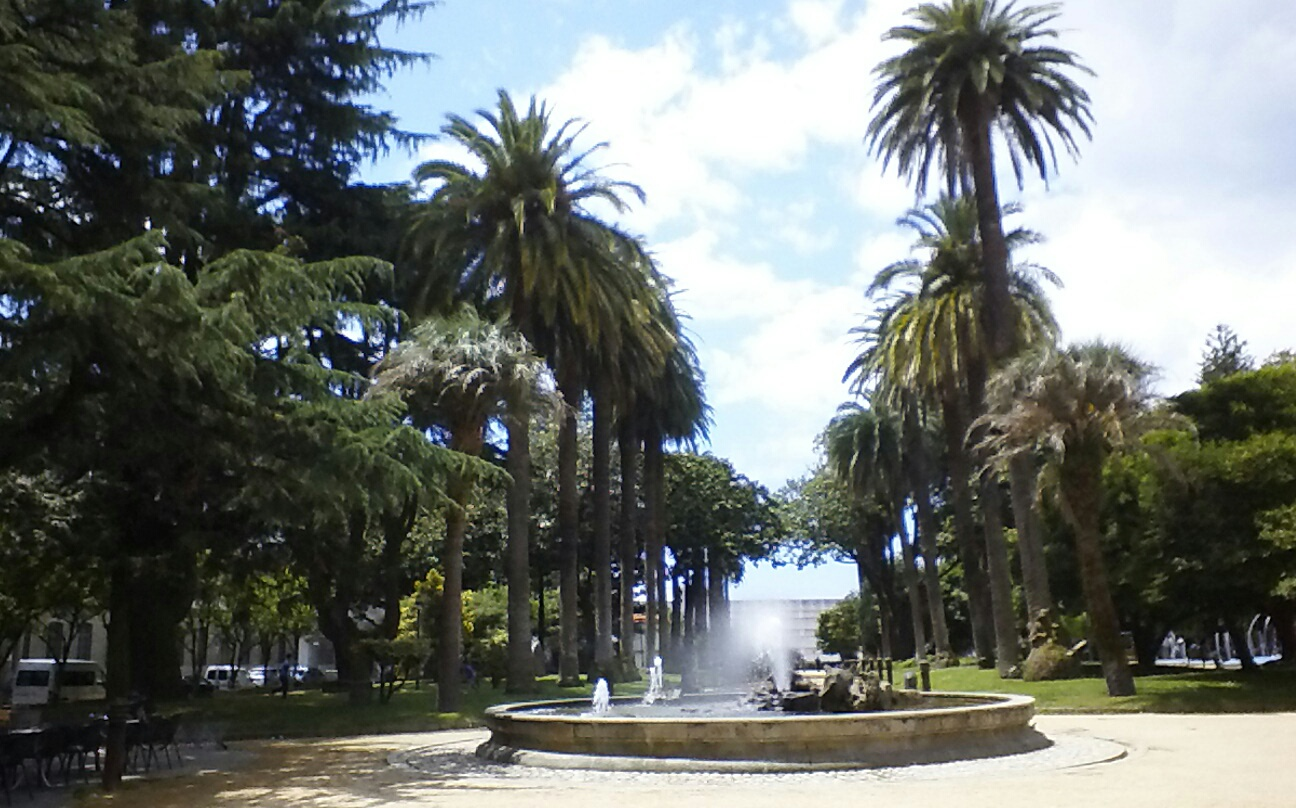
Parque de las Palmeras

- Jardines del Doctor Marescot. Adoptaron su configuración actual en 1909, al finalizar la reconstrucción del Cuartel de San Fernando.
- Plaza de Barcelos. Plaza de 16.000 m2 al lado de la calle peatonal más comercial, Benito Corbal (donde se ubican las principales cadenas de moda como H&M, Zara, Stradivarius, Oysho, Massimo Dutti, Tezenis, Mango, Springfield, Levi's...), posee un parque infantil y zonas de juego para los más pequeños. Una gran escultura de un árbol en su extremo superior recuerda los múltiples plátanos que la poblaban antes de que se construyese el gran apartamiento subterráneo que ocupa su parte central.

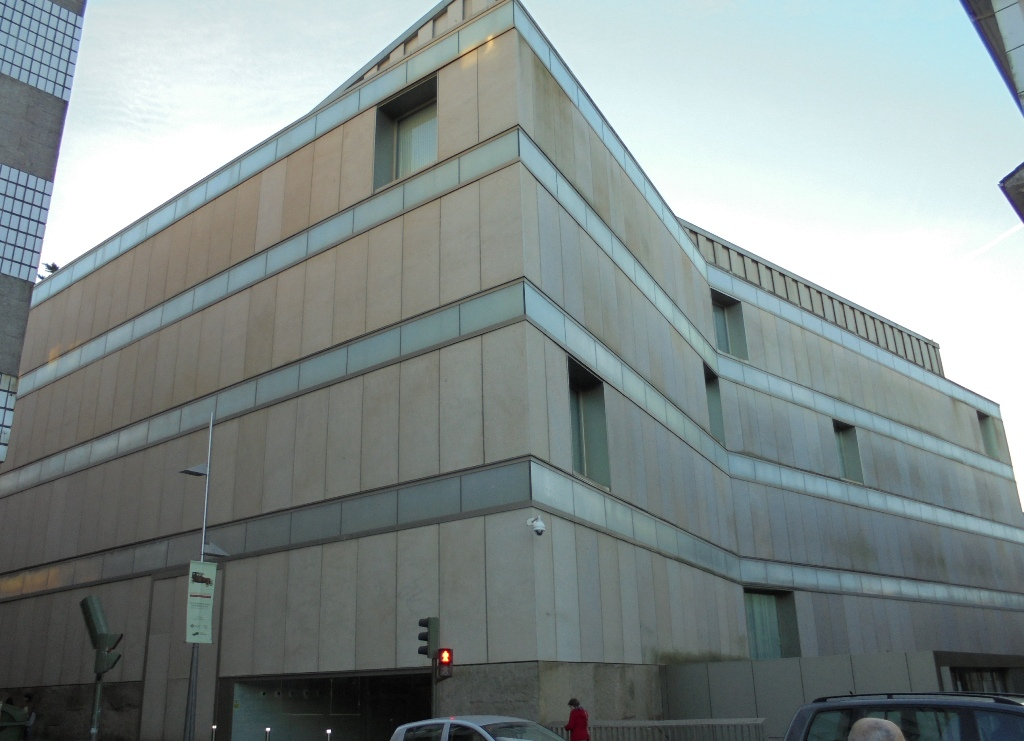
Edificio Castelao

- Parque Rosalía de Castro. Al otro lado del puente de Santiago y de los Tirantes se encuentra el parque Rosalía de Castro situado delante del gran edificio del Recinto Ferial de Pontevedra, concebido por el arquitecto Manuel de las Casas. Dispone de un área infantil de juegos y un parque de juegos de agua inaugurado en 2024.[128]

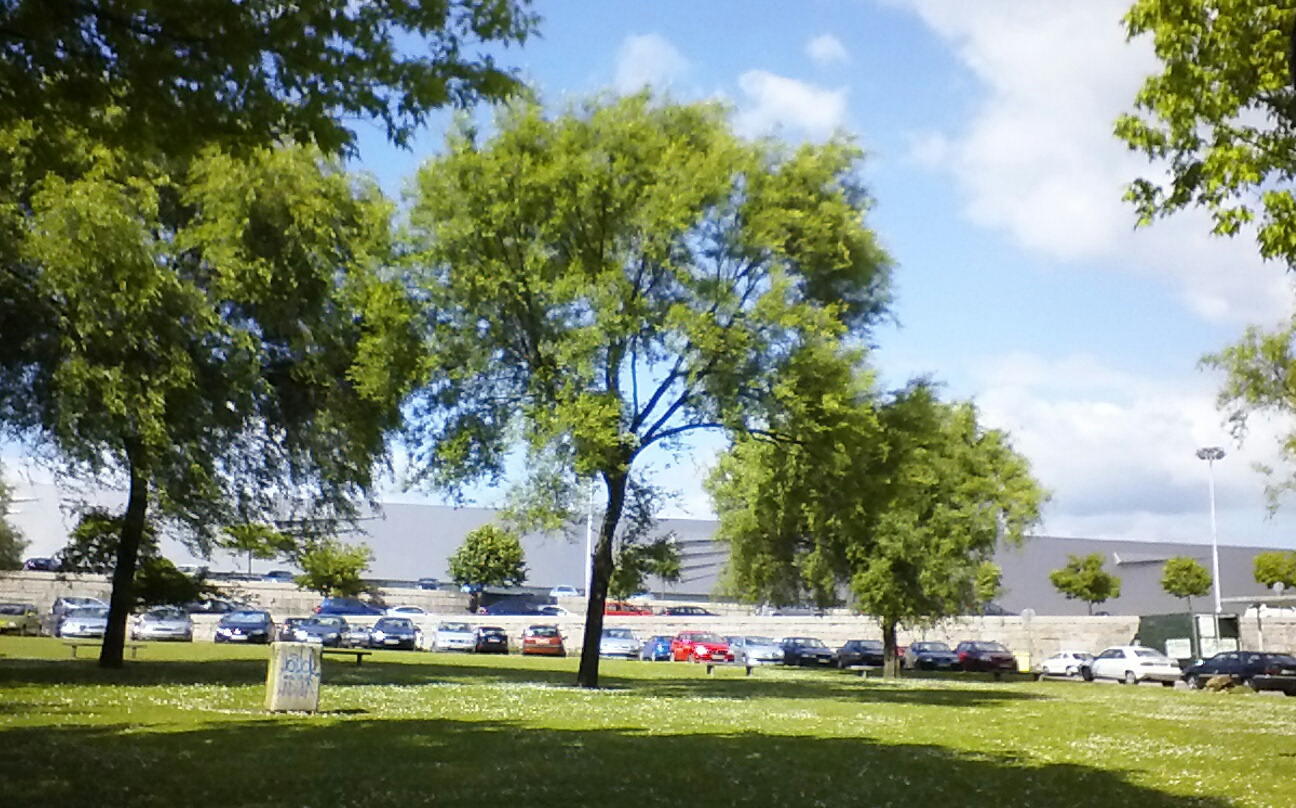
Parque Rosalía de Castro y Recinto Ferial de Pontevedra

- Parque de la Isla de las Esculturas. Parque urbano más importante de la ciudad, de 70 000 m² situado en una isla del Lérez, próxima al campus universitario, al Palacio de Congresos y Exposiciones y puente de los Tirantes. Está comunicada con el campus por tres pasarelas interiores de madera y a la avenida de Buenos Aires por una pasarela peatonal atirantada. Totaliza con el vecino parque de la Familia 130 000 m².

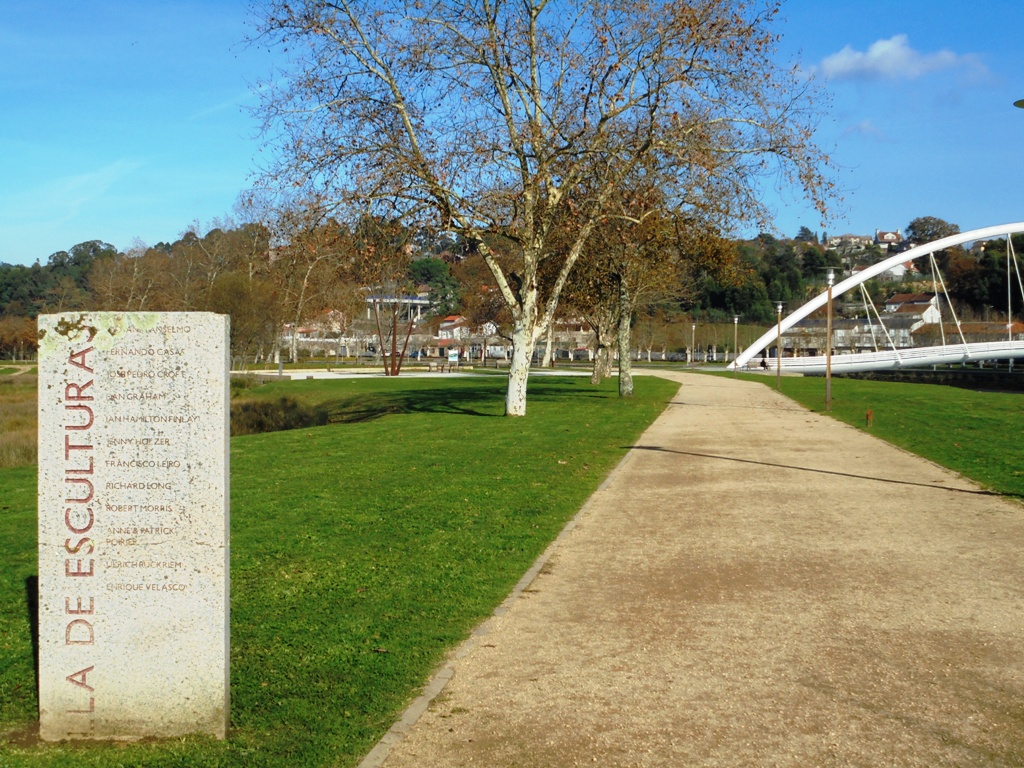
Parque de la Isla de las Esculturas y pasarela atirantada sobre el Lérez

Este parque de 7 hectáreas es el lugar preferido por los pontevedreses para hacer deporte, pasear o hacer pícnics. En la isla hay múltiples senderos que conducen a las doce esculturas del parque realizadas en granito por importantes artistas internacionales en las que el arte reflexiona sobre la relación del hombre con su entorno. Las esculturas contemporáneas de granito que se encuentran en ella son: Cielo acortado, de Giovanni Anselmo - Los 36 justos, de Fernando Casás - S/T. Casa, de José Pedro Croft - Pyramid, de Dan Graham - Petrarca, de Ian Hamilton Finlay - S/T. Bancos de granito, de Jenny Holzer - Saavedra (popularmente conocida como «La Batea»), de Francisco Leiro - Línea de Pontevedra, de Richard Long - Laberinto de Pontevedra, de Robert Morris - Folie o Pequeño paraíso para Pontevedra, de Anne y Patrick Poirier - S/T o Estela, de Ulrich Rückriem - Xaminorio xunquemenes abay, de Enrique Velasco.

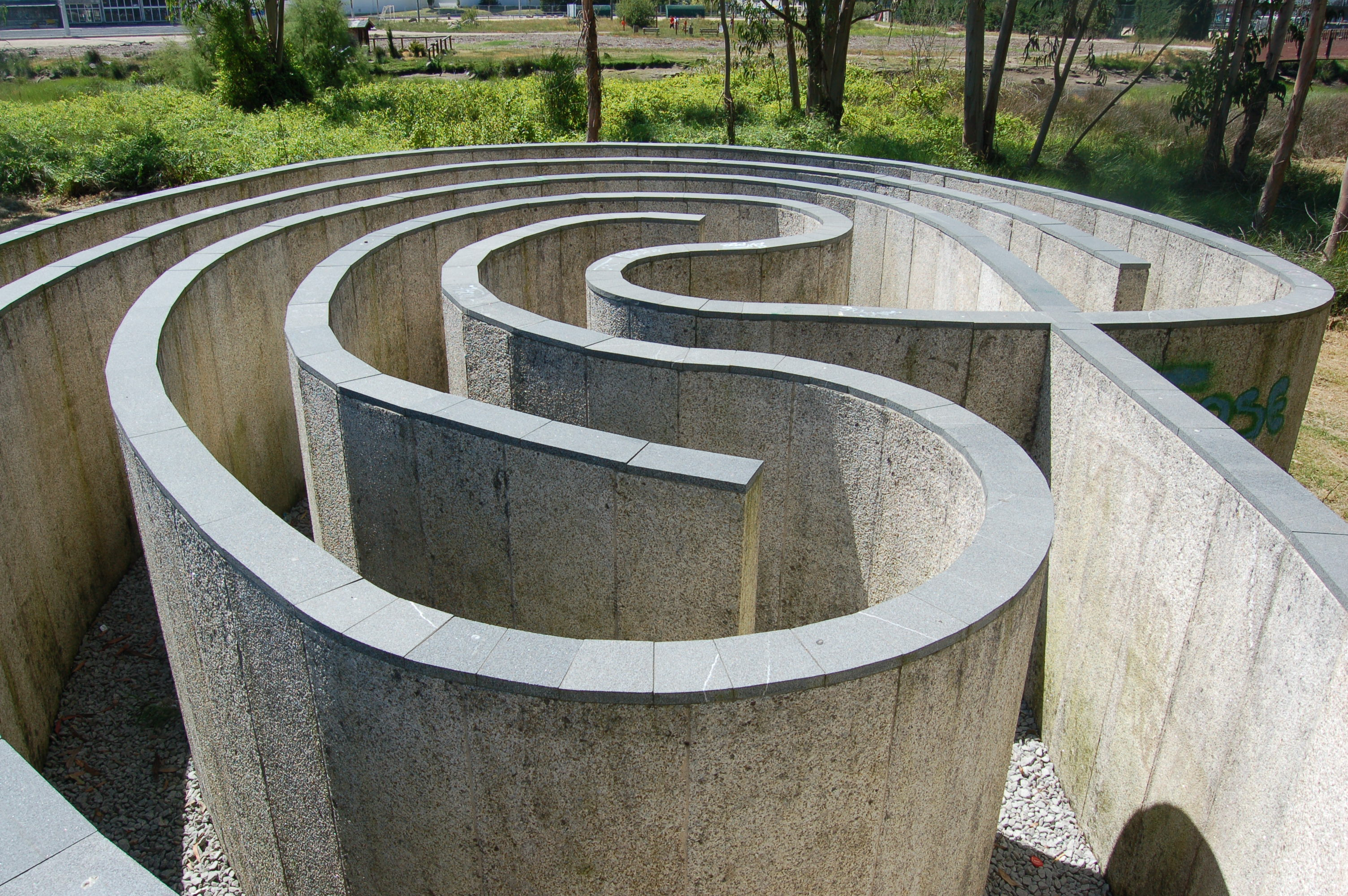
Laberinto de Pontevedra en la Isla de las Esculturas

- Parque de las marismas del Alba. Al otro lado del puente de las Corrientes, este es un gran parque natural de alrededor de 80 hectáreas en su totalidad que acoge en su humedal más de 120 especies de aves y 160 especies vegetales diferentes. Dispone de varios senderos de paseo para caminantes y ciclistas y al fondo en su parte izquierda, de un observatorio de aves. La Xunqueira de Alba se localiza en el tramo final del río Rons, muy cerca de su desembocadura en el río Lérez y la ría y es un refugio para muchas especies, entre ellas aves migratorias; cuenta asimismo con un sector dedicado al uso público, con senderos y miradores para el disfrute ciudadano. Fue declarado primer Espacio Natural de Interés Local (ENIL) de Galicia para proteger su flora y su fauna.[130]

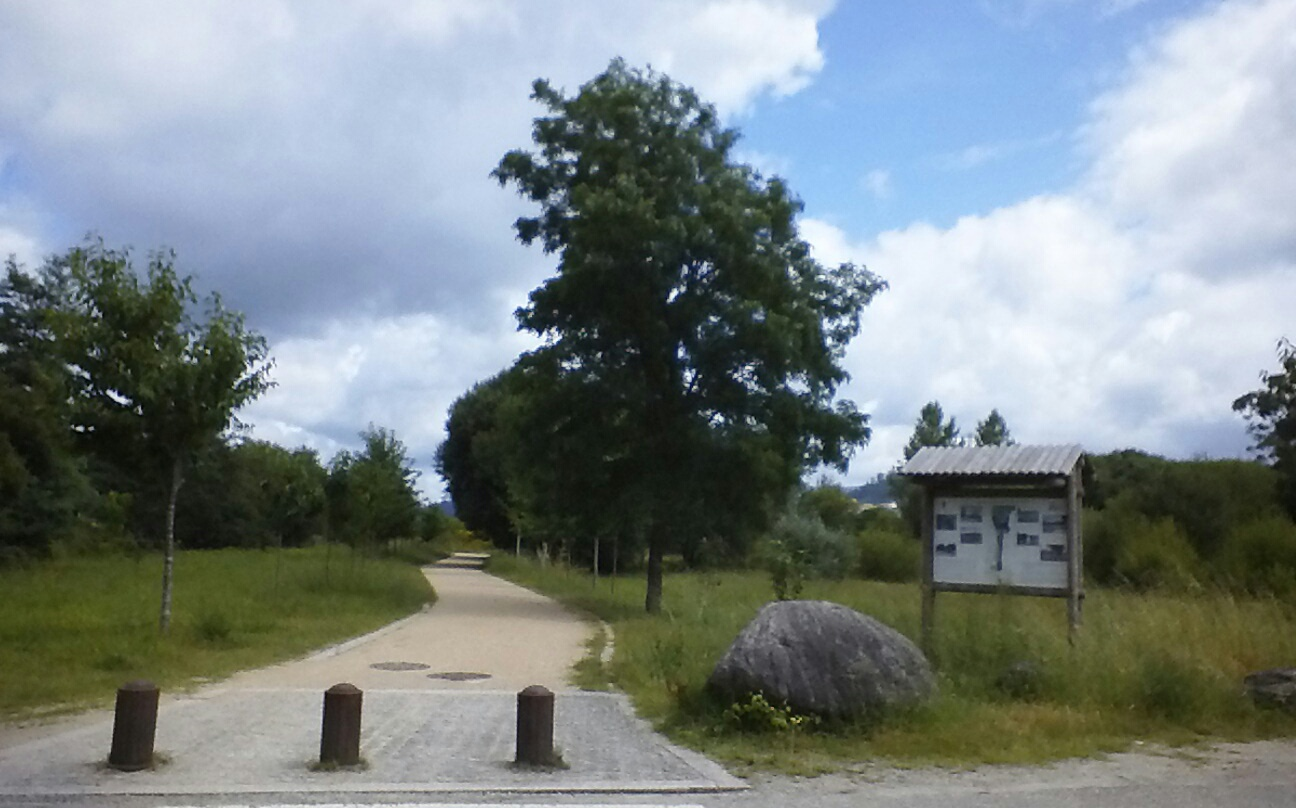
Parque de la Xunqueira de Alba

- Parque de Campolongo. En el centro de la ciudad, en el barrio de Campolongo, está este parque en la plaza de la Constitución, de amplias dimensiones, con paseos, dos parques infantiles, un pequeño hórreo gallego y un estanque.
- Parque del Gafos. Parque lineal paralelo al río a lo largo de 2 kilómetros en su tramo urbano hasta su desembocadura próxima a la dársena del puerto de Corvaceiras. Dispone de senderos para caminantes que también son aptos para paseos en bicicleta.
- Plaza de Galicia. Plaza ajardinada que funciona de nexo de unión entre el centro de la ciudad y el barrio de Campolongo.
- Parque de María Vinyals. Situado en el barrio pontevedrés de Campolongo, es un espacio verde de 8.580 m² integrado en un entorno de áreas verdes de 24.000 m². Levantado sobre los antiguos terrenos del cuartel de Artillería, fue inaugurado en 2008 y lleva el nombre de la escritora y feminista pontevedresa María Vinyals. Su diseño es fluido y abierto, con caminos curvos y abundante arbolado.
- Parque de A Parda. Parque urbano de 3,4 hectáreas en el barrio de A Parda, al este de la ciudad. Gran espacio verde situado junto a la Ciudad de la Justicia y la estación de ferrocarril. El proyecto, iniciado en 2025 y previsto para 2027, transformará antiguos terrenos en desuso en una zona con jardines, un parque infantil, un arroyo, miradores, un skatepark y más de 1.800 árboles. Incluirá también accesos universales, aparcamientos y un moderno pabellón polideportivo con rocódromo.
- Parque de Valdecorvos. Zona verde de más de 6 hectáreas en el barrio de Valdecorvos, al este de la ciudad. Dispone de senderos y pasarelas de madera sobre el cauce del arroyo Valdecorvos.[131]
- Parque de Tafisa. El parque de Tafisa es un espacio urbano de 23.000 m² que conecta la ciudad con el río Lérez. Inaugurado en 2015, es un lugar ideal para actividades culturales al aire libre y eventos musicales masivos. Destaca por su diseño funcional, con senderos, zonas arboladas y capacidad para 20.000 personas, albergando festivales como el Big Sound Festival Pontevedra.[132][133]
- Paseo marítimo de Pontevedra. Pontevedra capital cuenta con un paseo marítimo-fluvial de 7 kilómetros alrededor de la ría de Pontevedra y del río Lérez en las dos márgenes del río-ría. Se divide en varios tramos llamados Paseo marítimo (siguiendo la avenida de Marín), desde el que se ve abrirse al mar la ría de Pontevedra con vistas a la isla de Tambo (especialmente desde su mirador), Paseo de Orillamar a lo largo de las avenidas de las Corvaceiras y de Uruguay y Paseo del Lérez a lo largo de la avenida de Buenos Aires. El paseo marítimo o de Marín, el del Lérez y el del otro lado de la ría entre en el puente del Burgo y el de las Corrientes disponen de carril bici específico para los ciclistas, mientras que en las otras partes del paseo los ciclistas coexisten con los peatones. El paseo del Lérez cuenta a lo largo de toda su extensión con parterres con césped, bancos y una hilera de plátanos y el paseo de Orillamar cuenta también con parterres con césped, bancos y árboles (pinos piñoneros, liquidambar, alcanforeros o perales de Callery o higueras lloronas).
- Parque de la Camelia. Parque de más de 11.000 metros cuadrados en el barrio del Castañal dedicado a la Camelia.

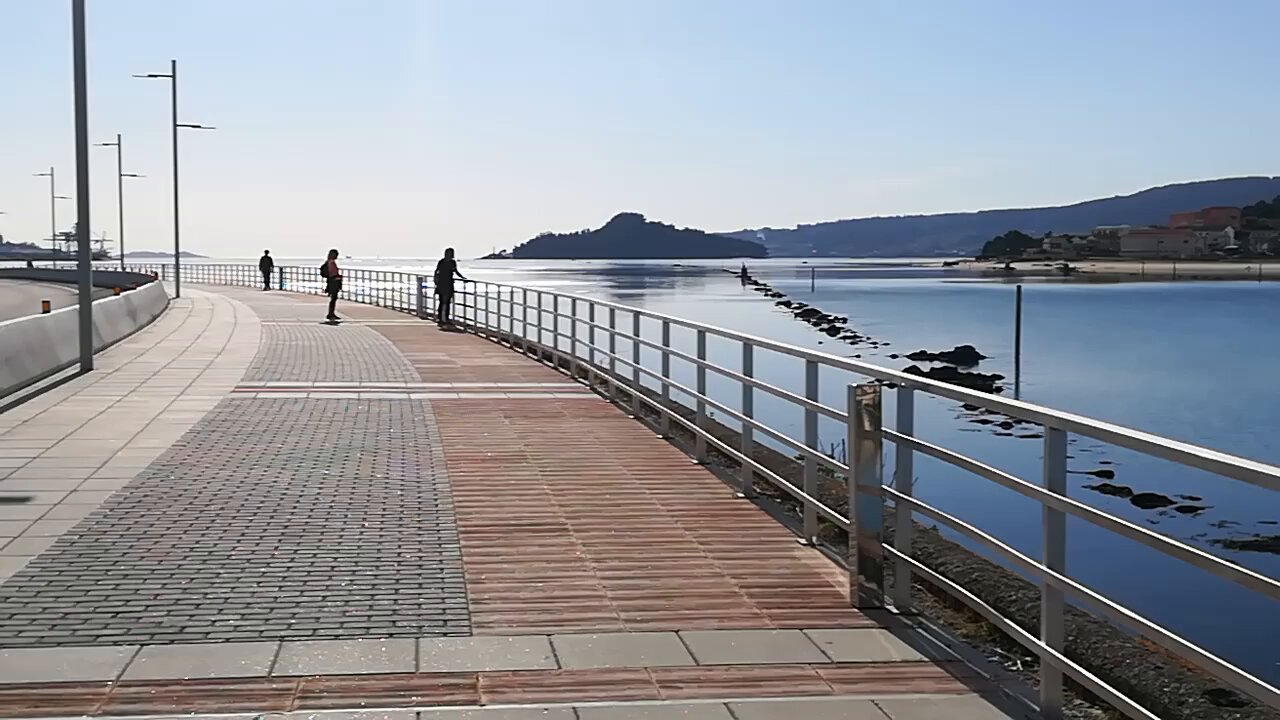
Paseo marítimo de Pontevedra e isla de Tambo y playa de Lourido

- Parque del Mirador. Parque de 60 000 m² situado al oeste del barrio de Monte Porreiro. Consta de senderos, una huerta urbana[134] y un paseo central bordeado de árboles que permite el acceso al Mirador de Monte Porreiro, con vistas sobre el río Lérez y una parte de la ciudad de Pontevedra. Dispone también de una zona de juegos infantiles y las instalaciones de un minigolf.
- Jardín botánico de Lourizán. Es uno de los parques botánicos más importantes de Galicia. Tiene 54 hectáreas y consta de múltiples senderos, fuentes y especies vegetales y arbóreas. En él está el pazo de Lourizán, del siglo XIX, remodelado por el arquitecto Jenaro de La Fuente entre 1909 y 1912.[135] Está situado a tres kilómetros del centro de la ciudad, en el margen izquierdo de la ría de Pontevedra, en dirección a Marín.[136]

#### Plazas medievales patrimoniales

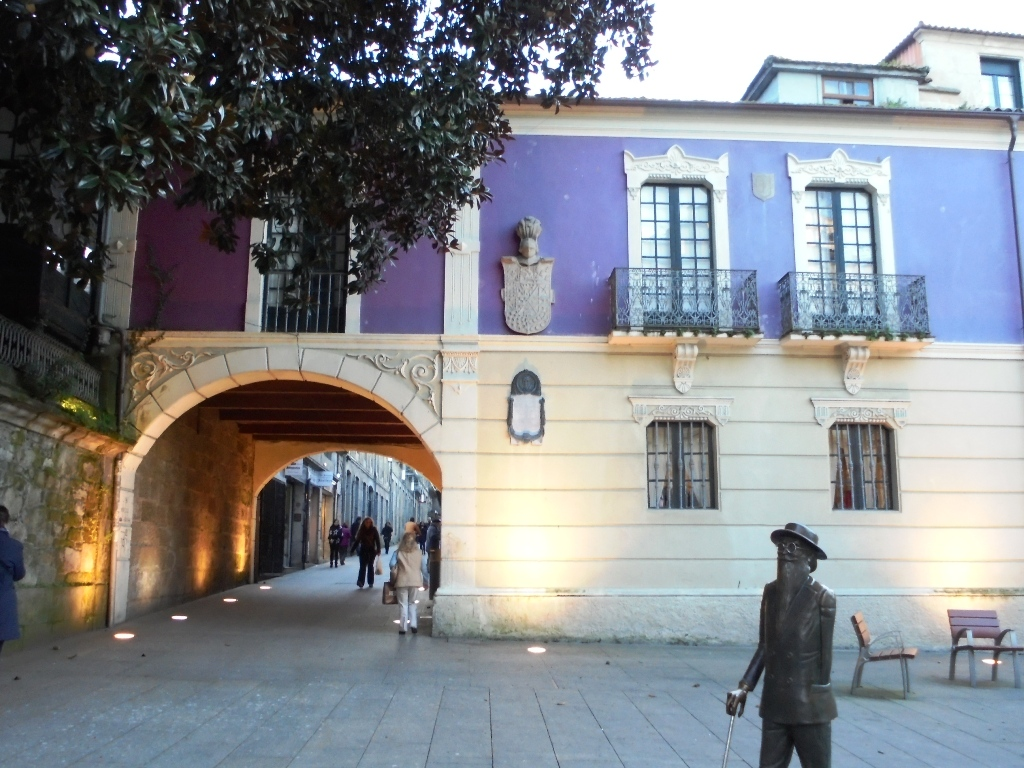
La casa de los Cru y Montenegro, en la plaza de Méndez Núñez

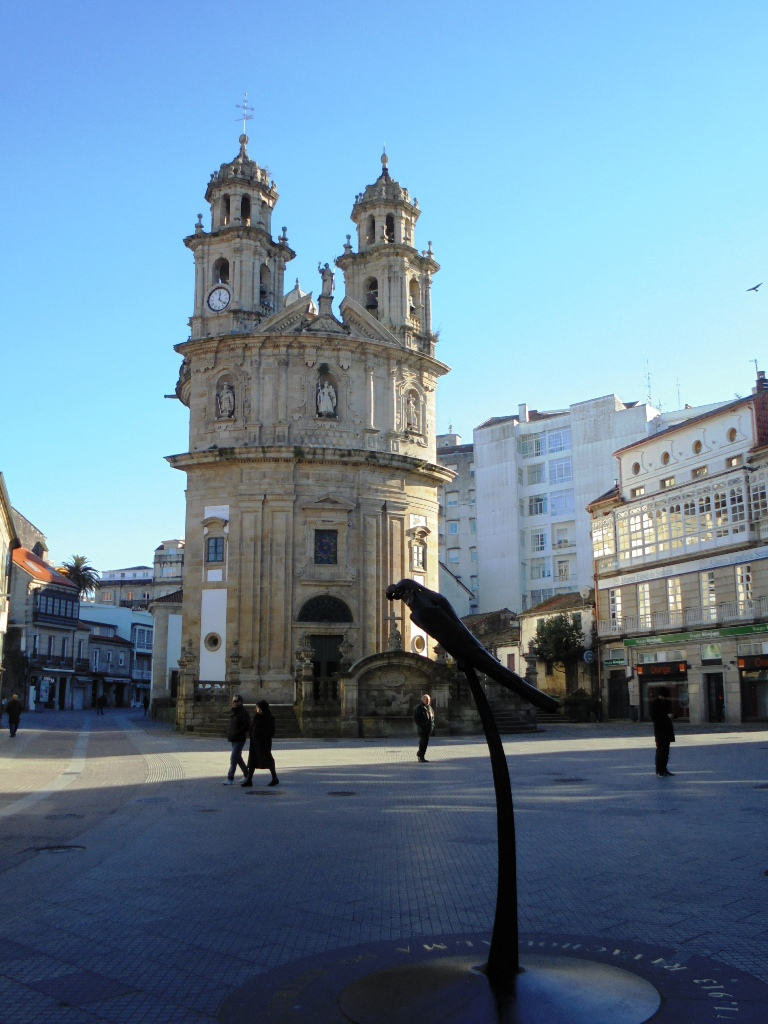
Plaza de la Peregrina

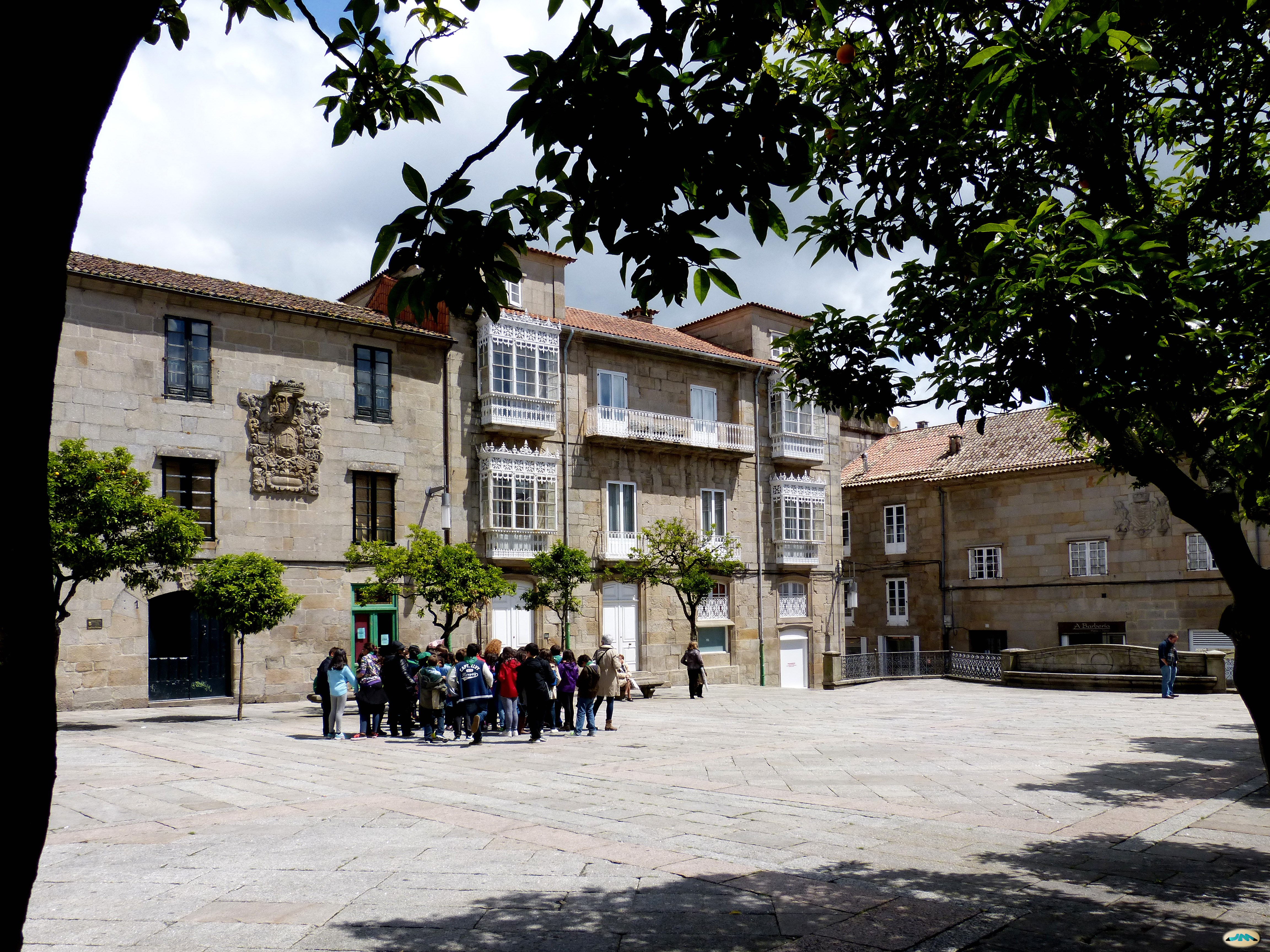
Plaza de Teucro

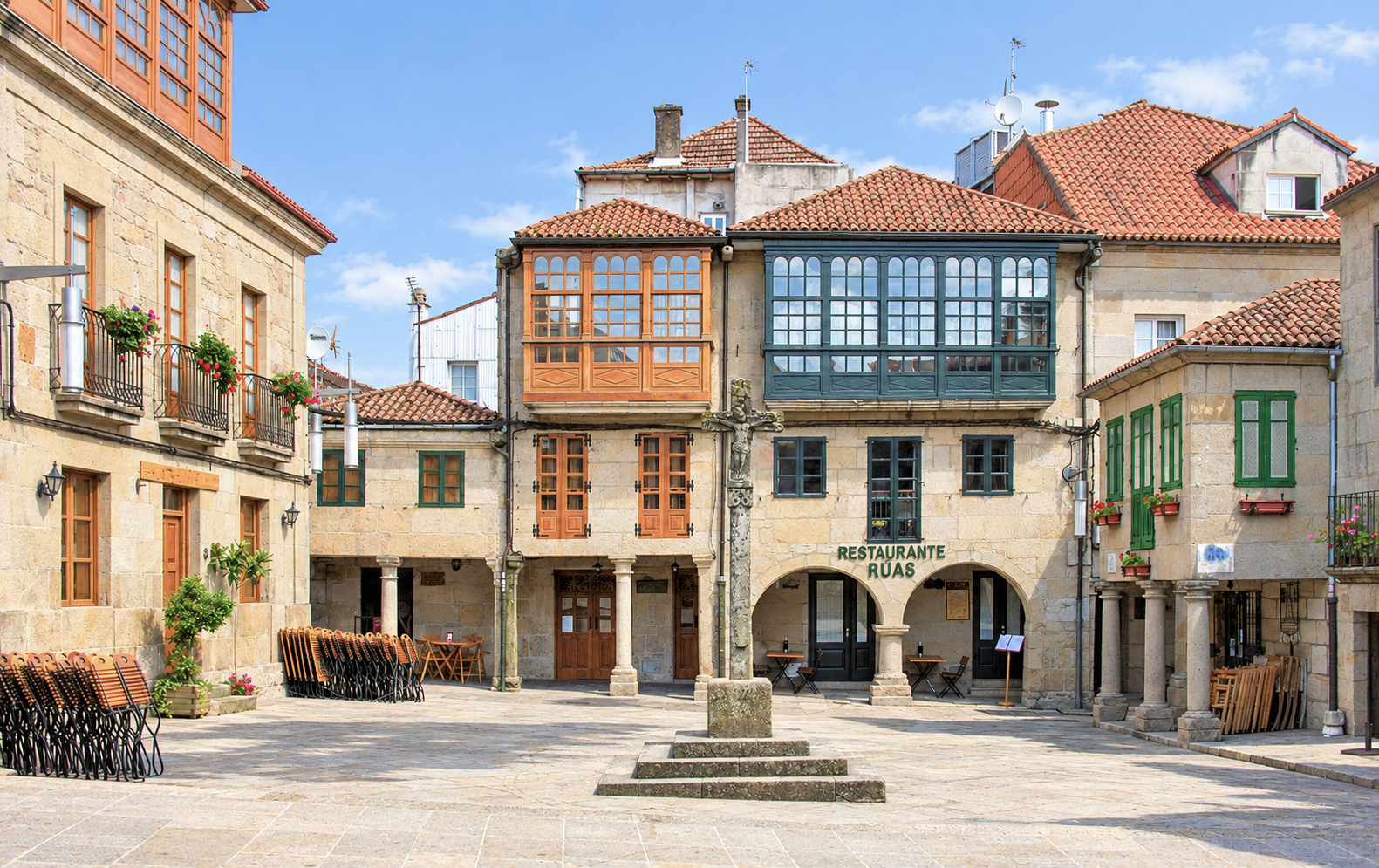
Plaza de la Leña

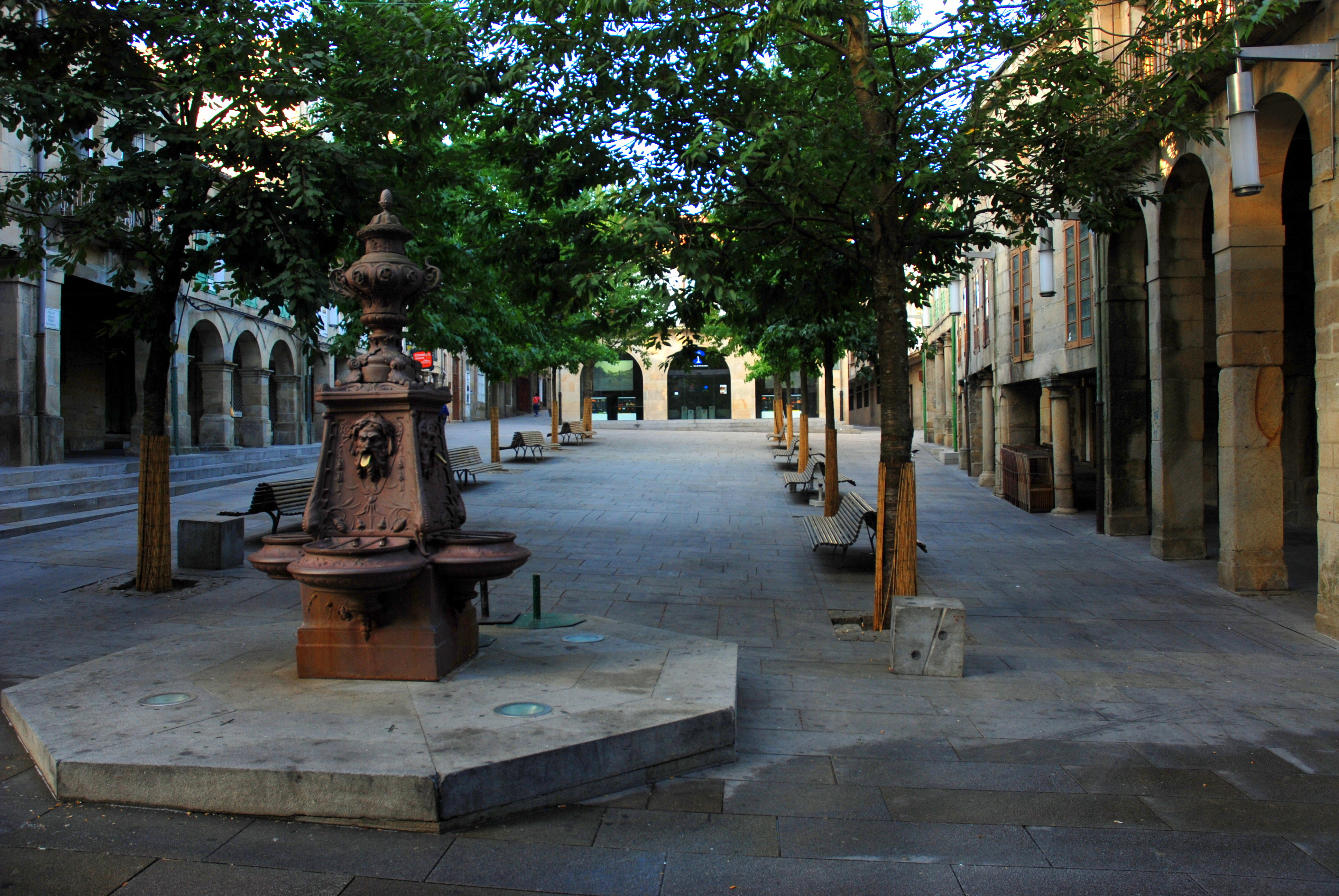
Plaza de la Verdura

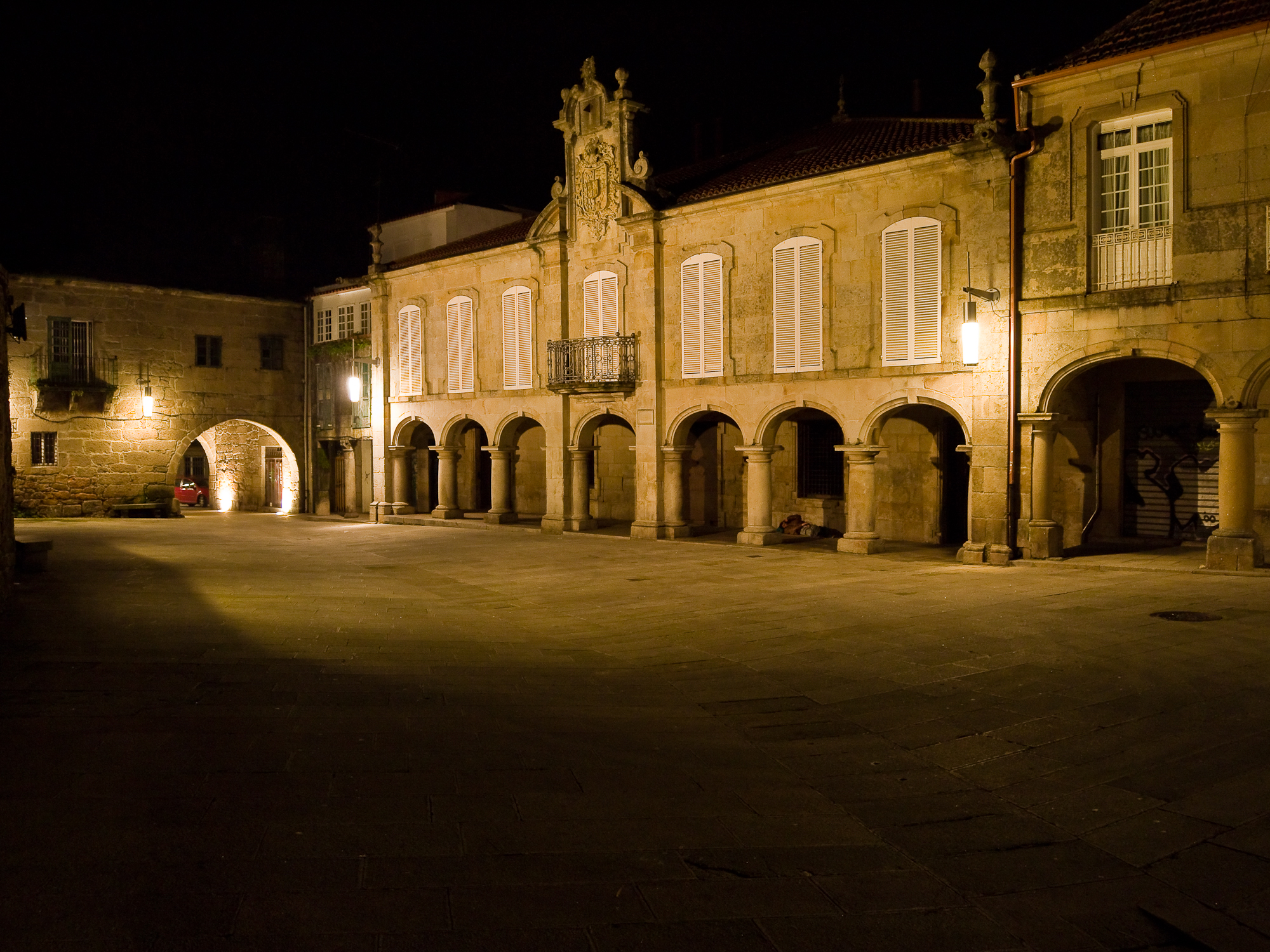
Palacio barroco de Mugartegui en la plaza de la Pedreira

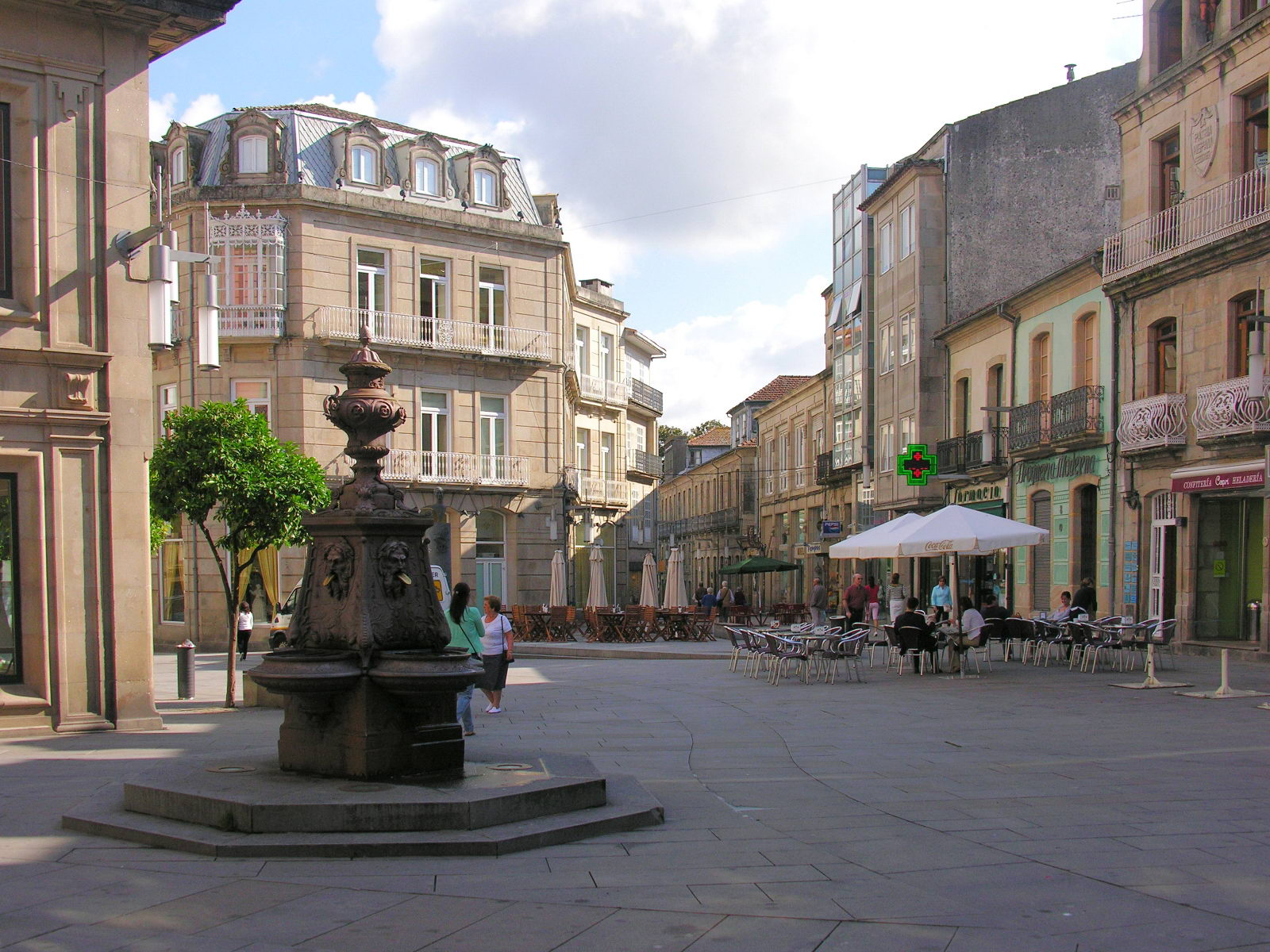
Plaza de Curros Enríquez

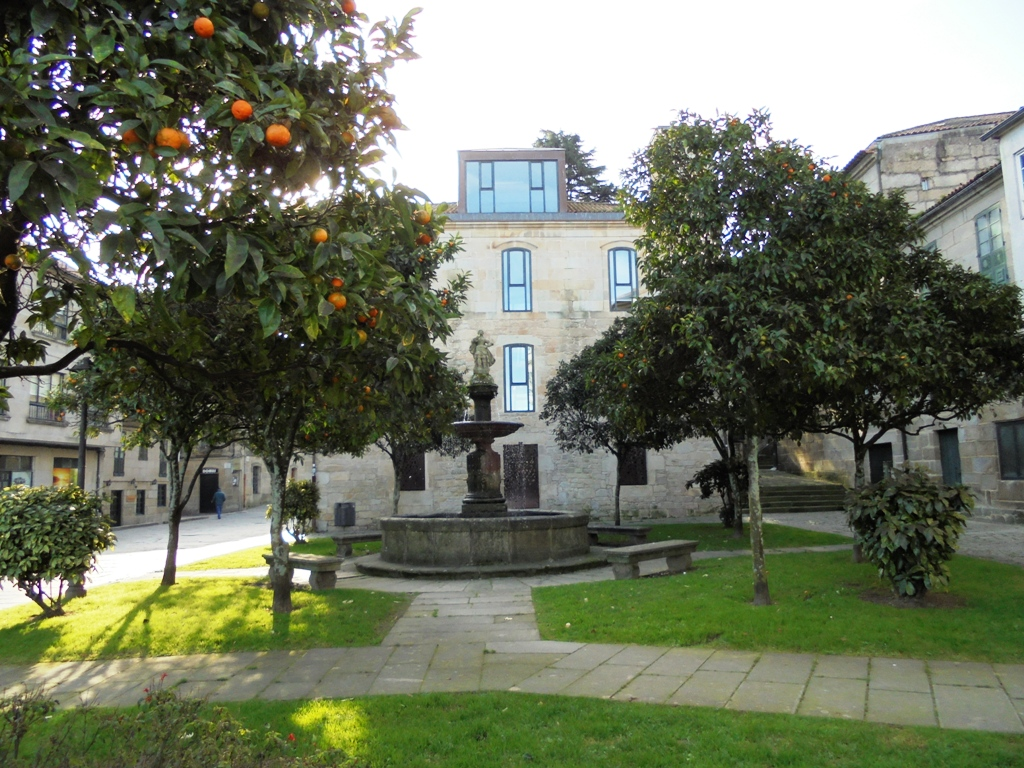
Plaza del Muelle

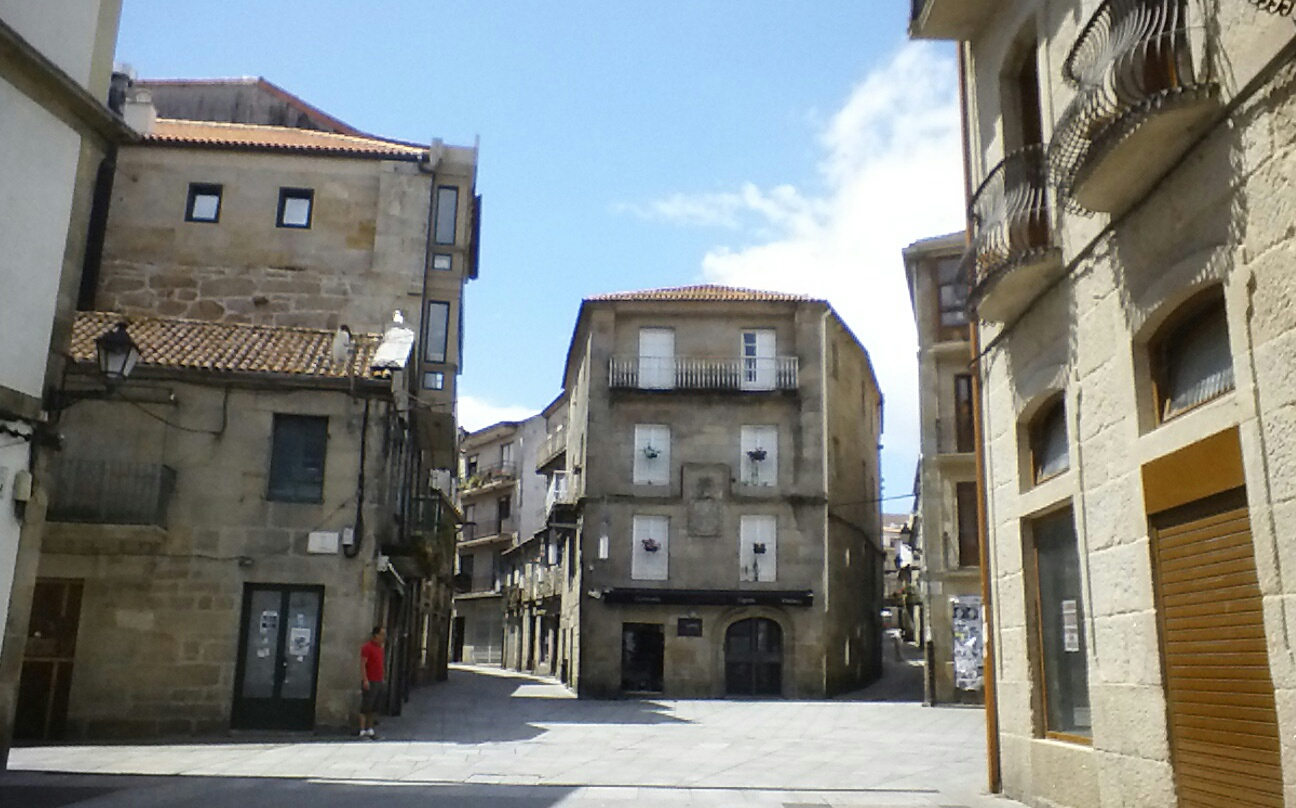
Plaza Celso García de la Riega

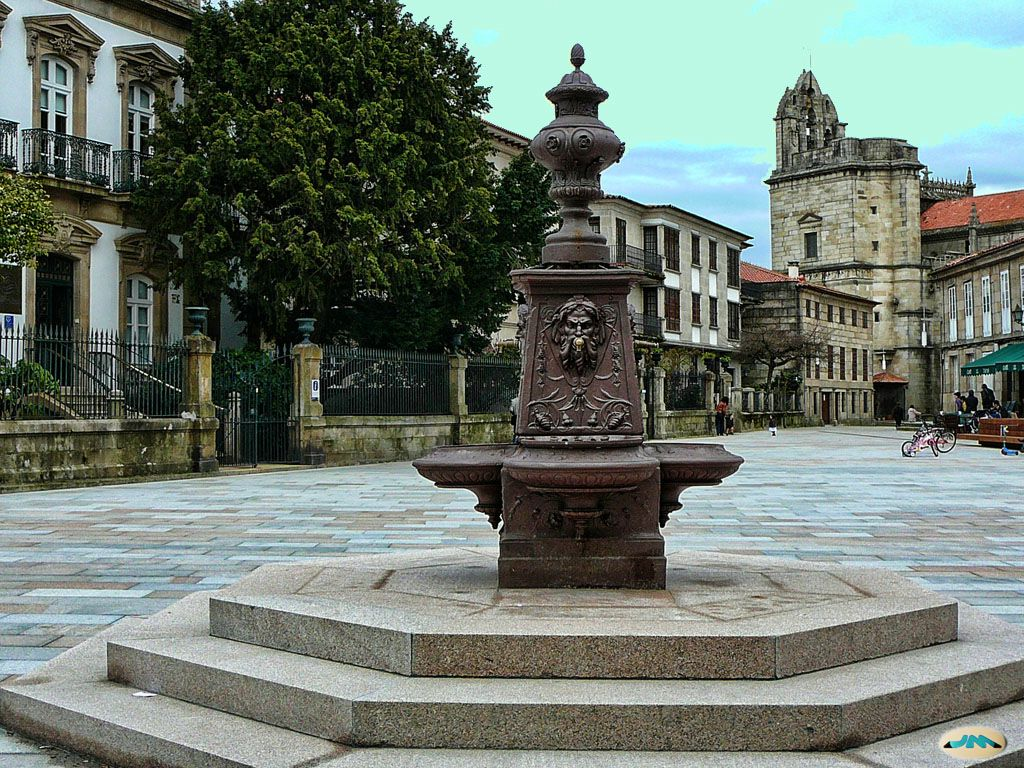
Avenida de Santa María.

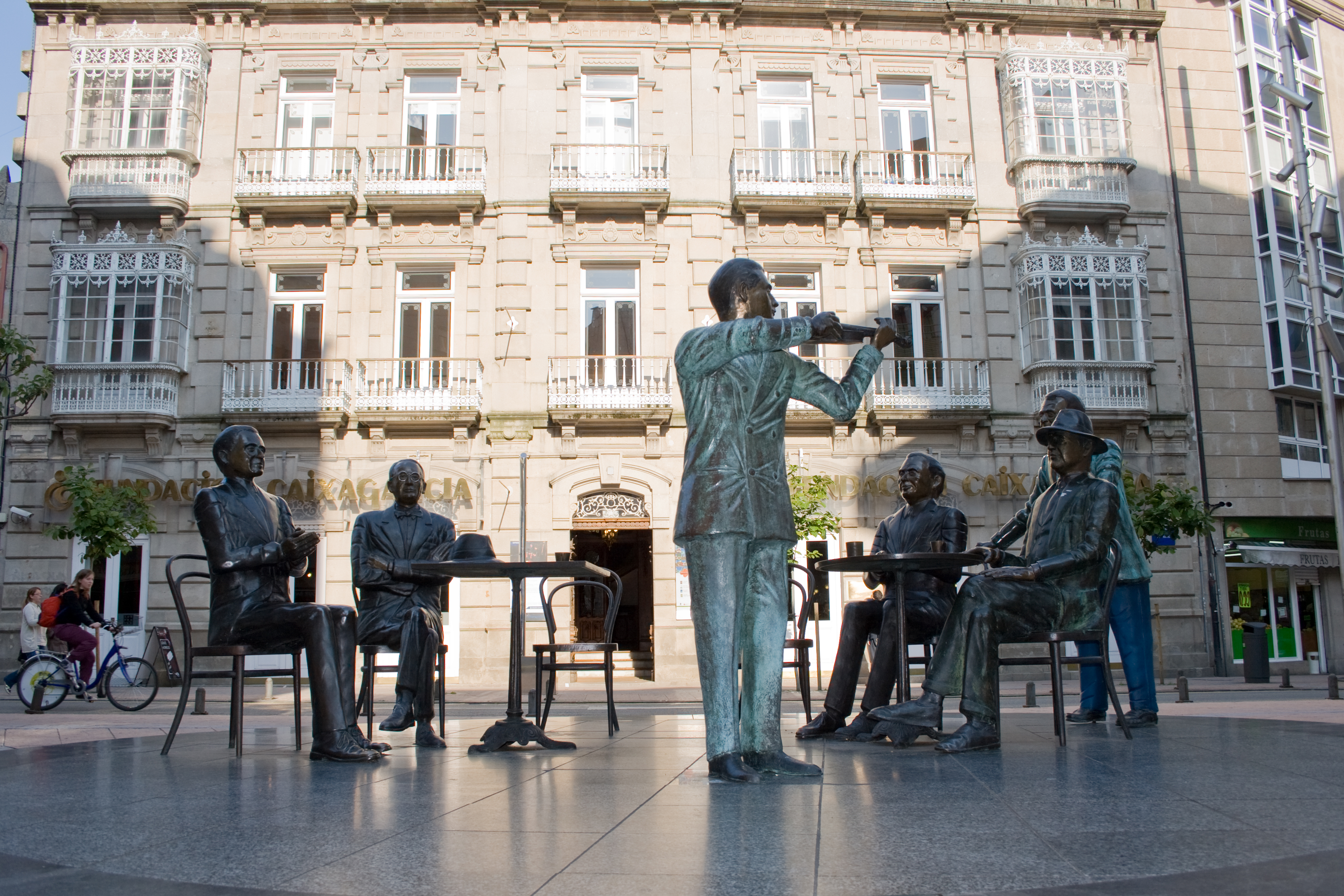
Plaza de San José y grupo escultórico La Tertulia

#### Calles medievales

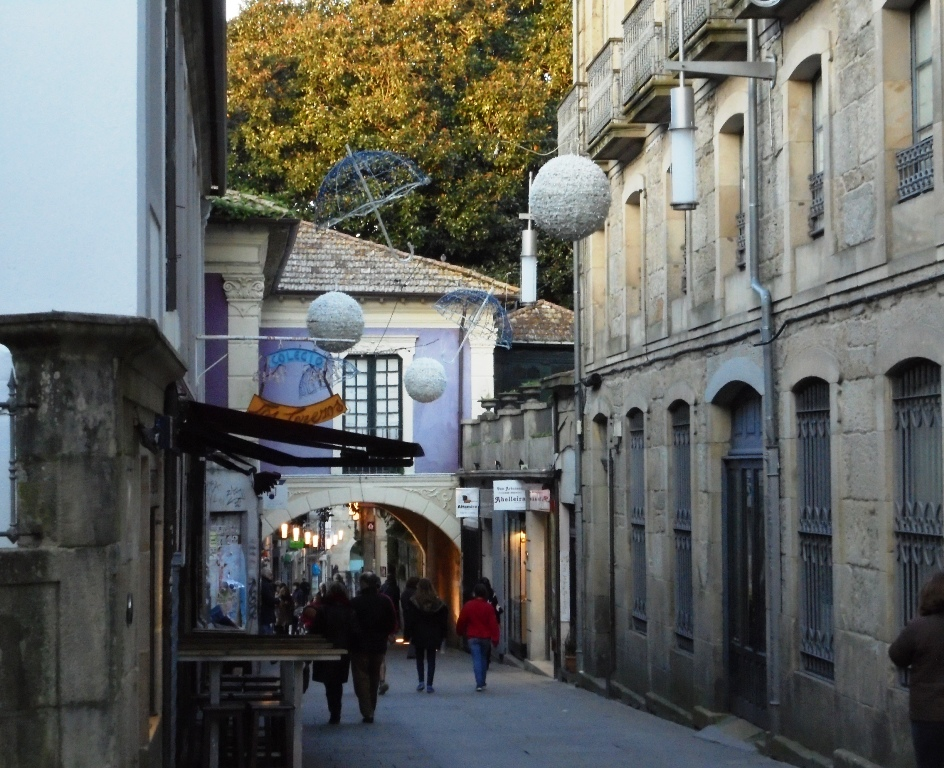
Calle Don Gonzalo

### Puentes de Pontevedra

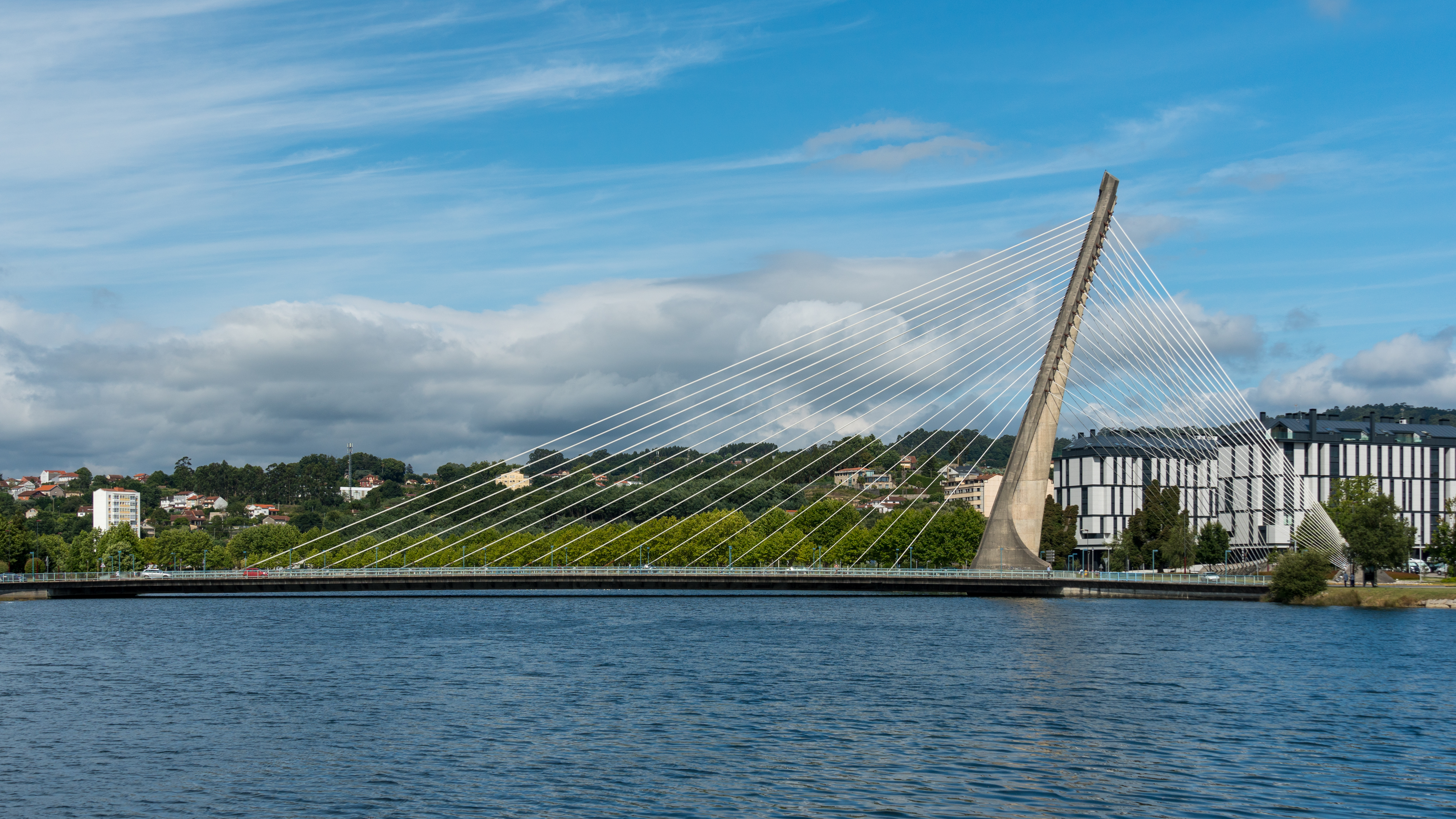
Puente de los Tirantes

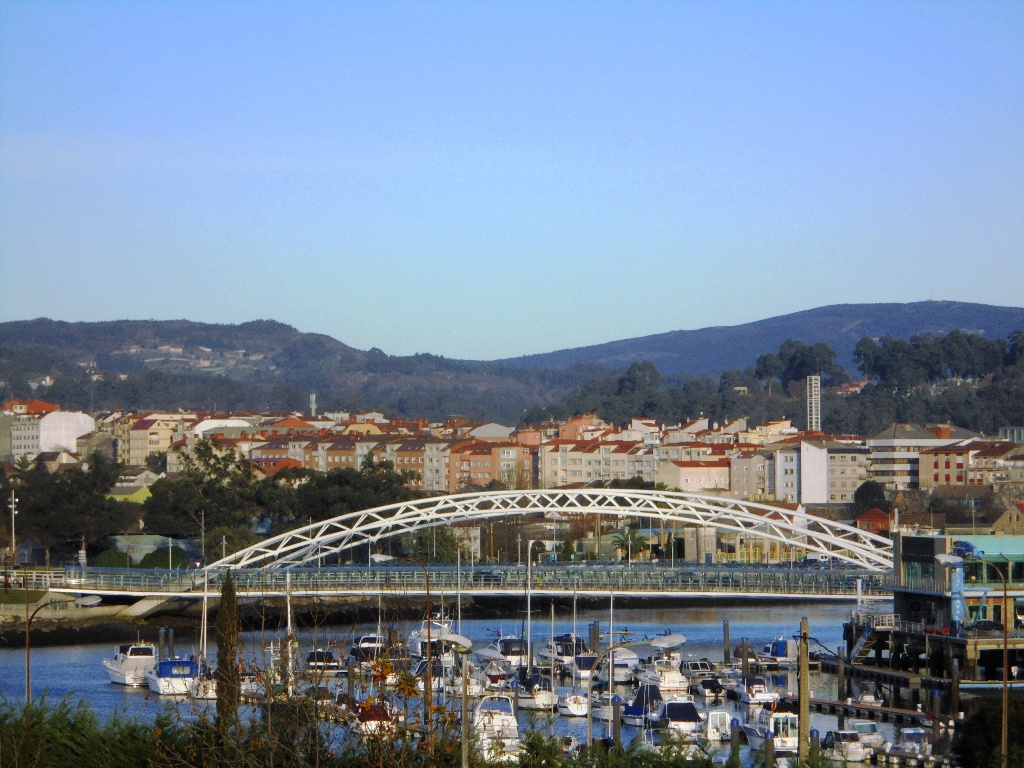
Puente de las Corrientes y puerto deportivo de la ciudad

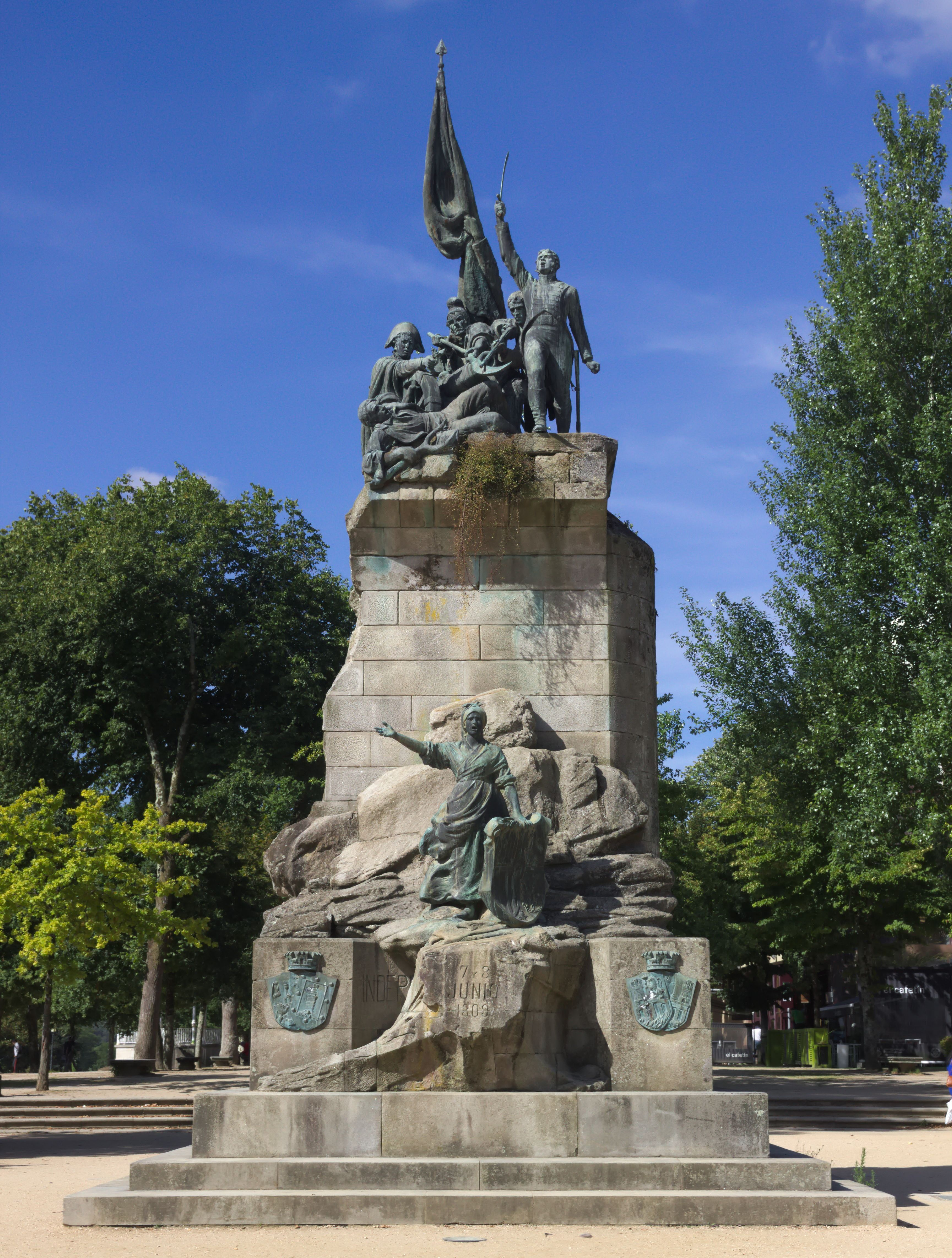
Monumento a los Héroes de Puente Sampayo

### Museos

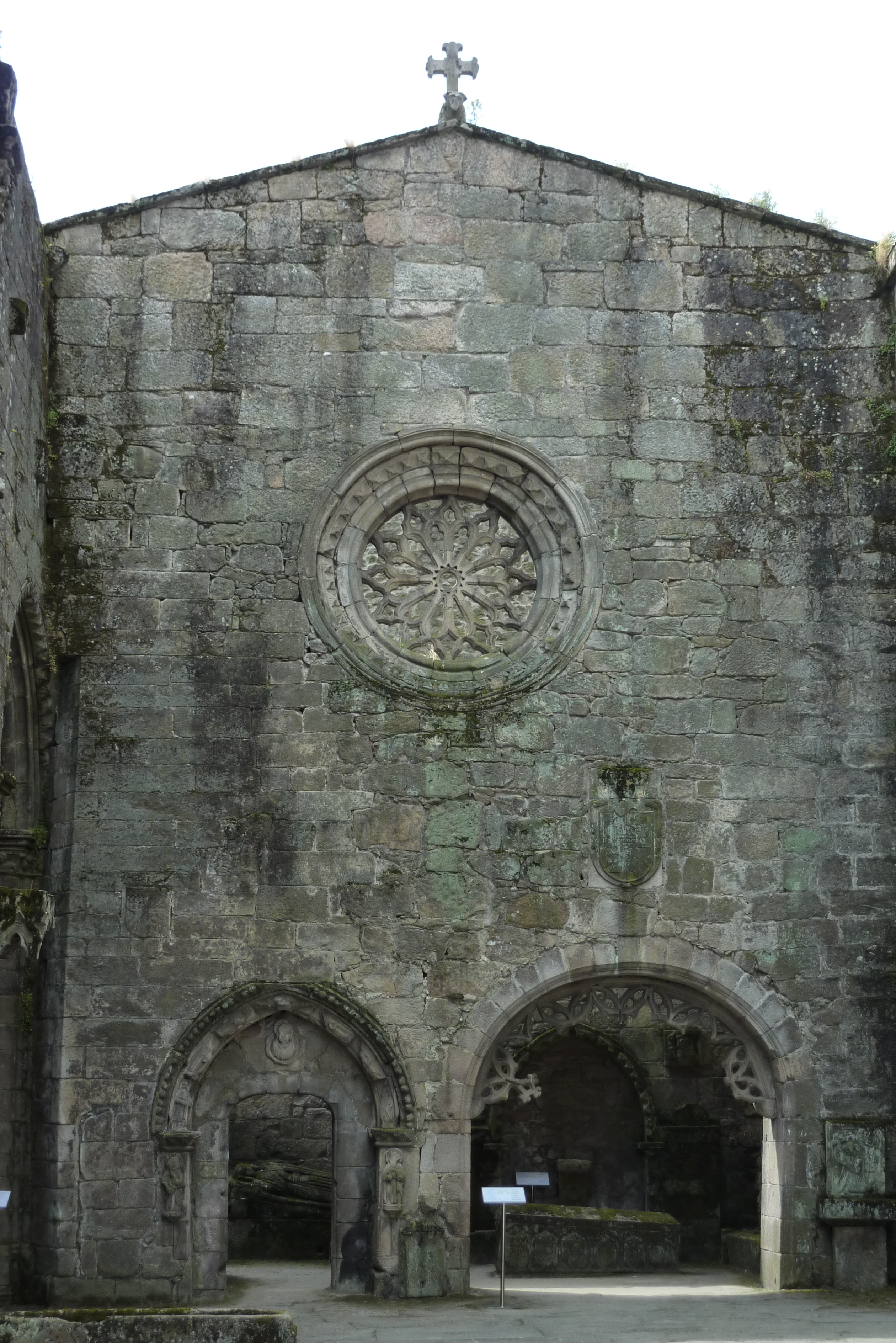
Ruinas góticas de la iglesia de Santo Domingo

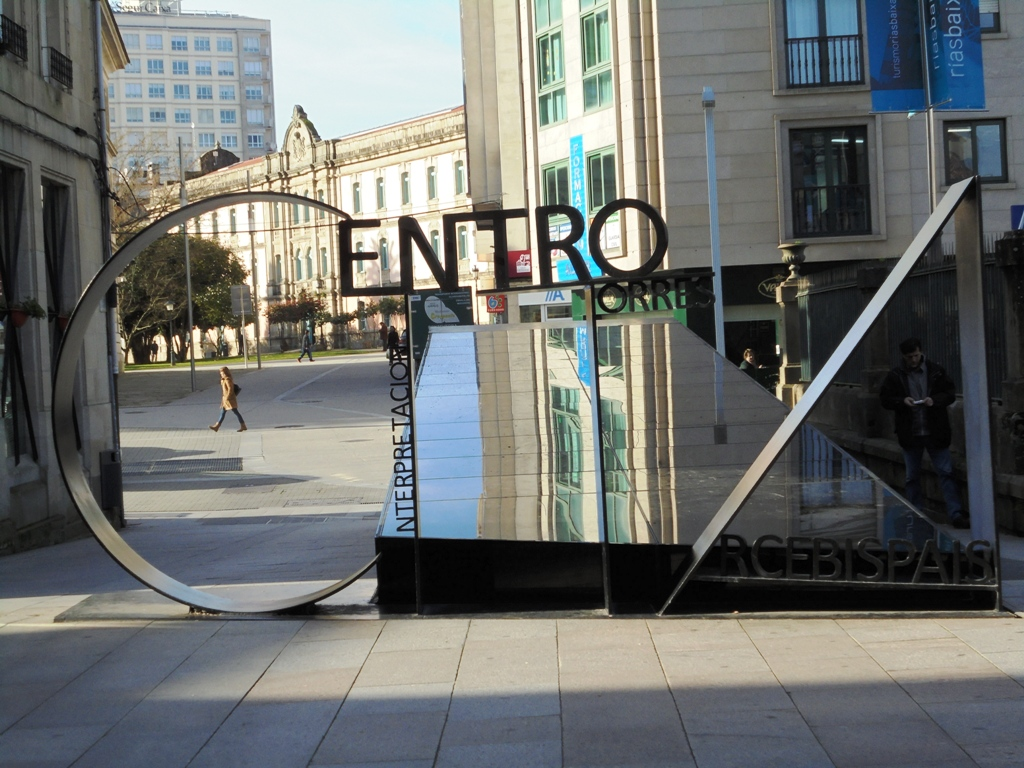
Centro de interpretación de las Torres Arzobispales

### Centros culturales y centros de exposiciones y congresos

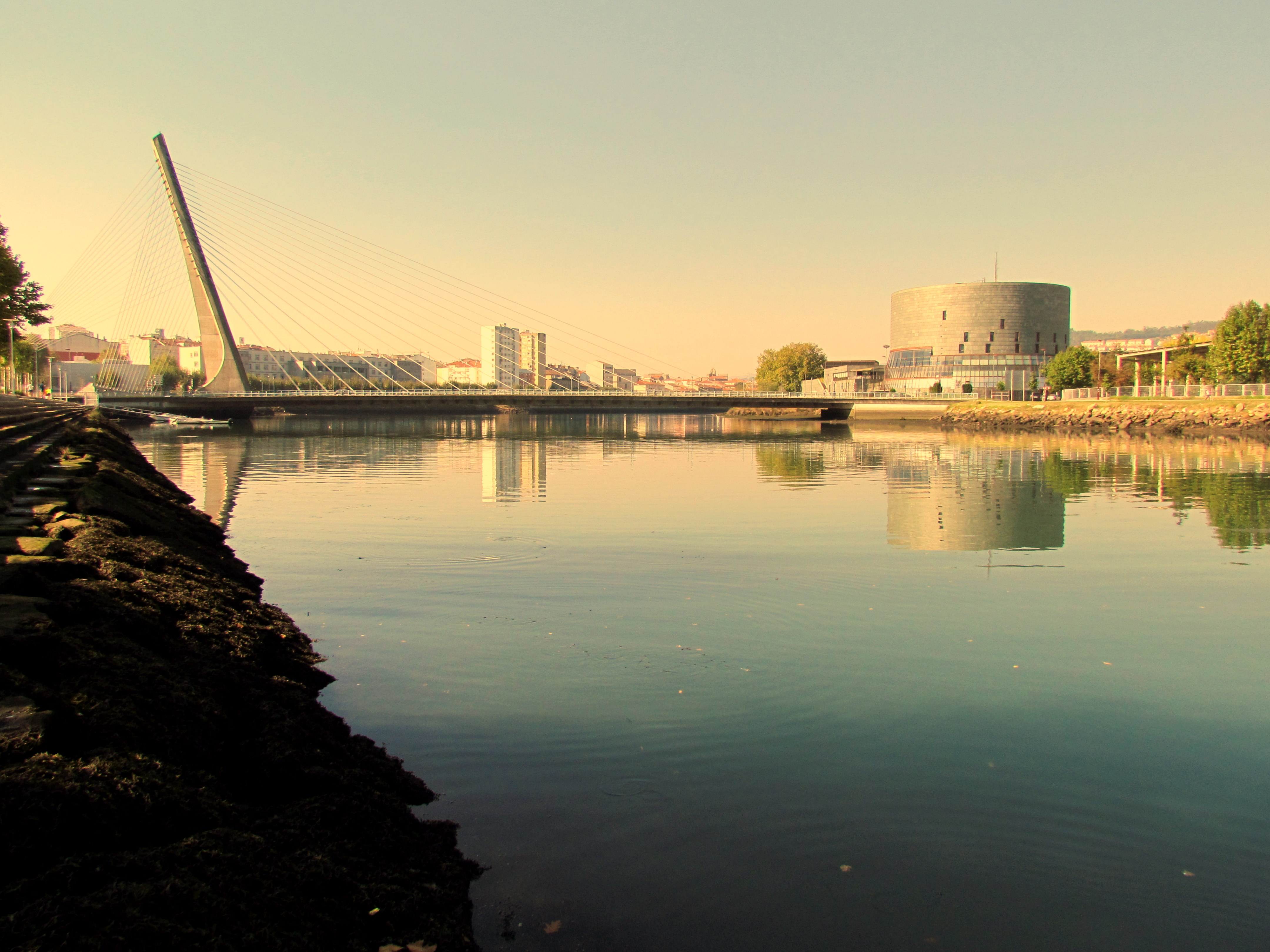
Puente de los Tirantes y Palacio de Congresos

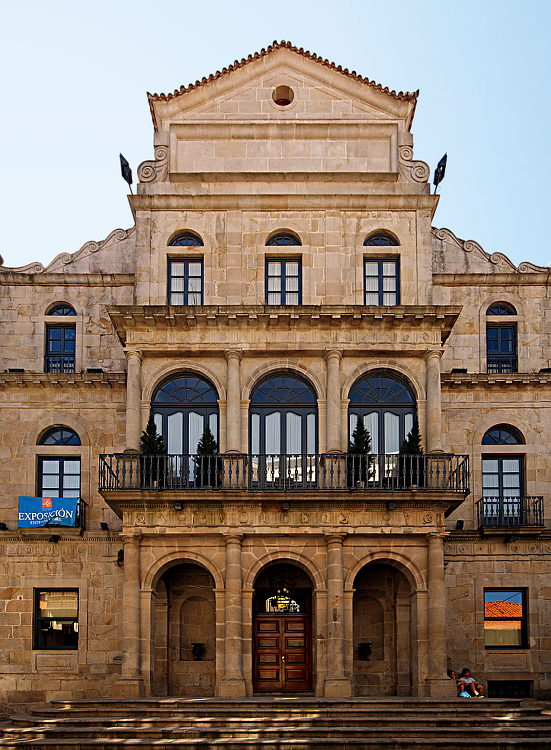
Liceo Casino

### Gastronomía

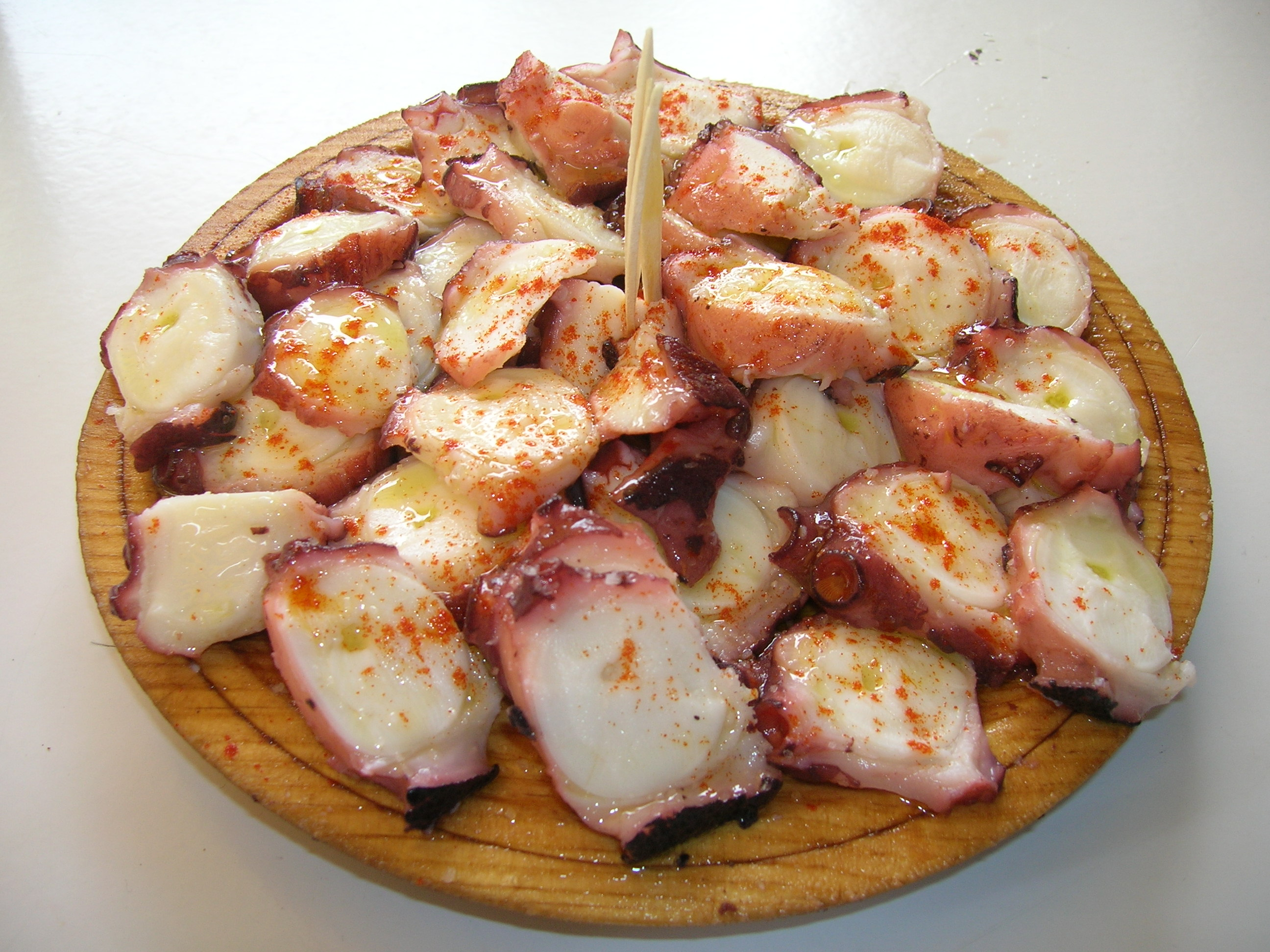
El pulpo puede degustarse en las pulperías del casco antiguo

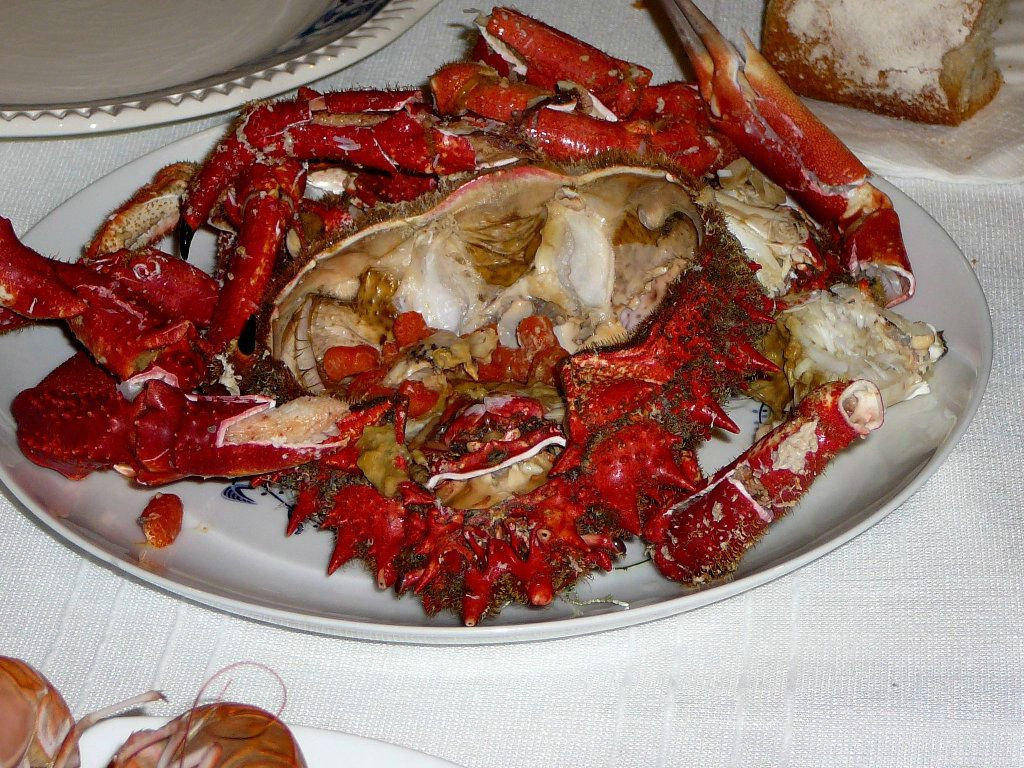
Marisco de la Ría de Pontevedra

### Deporte

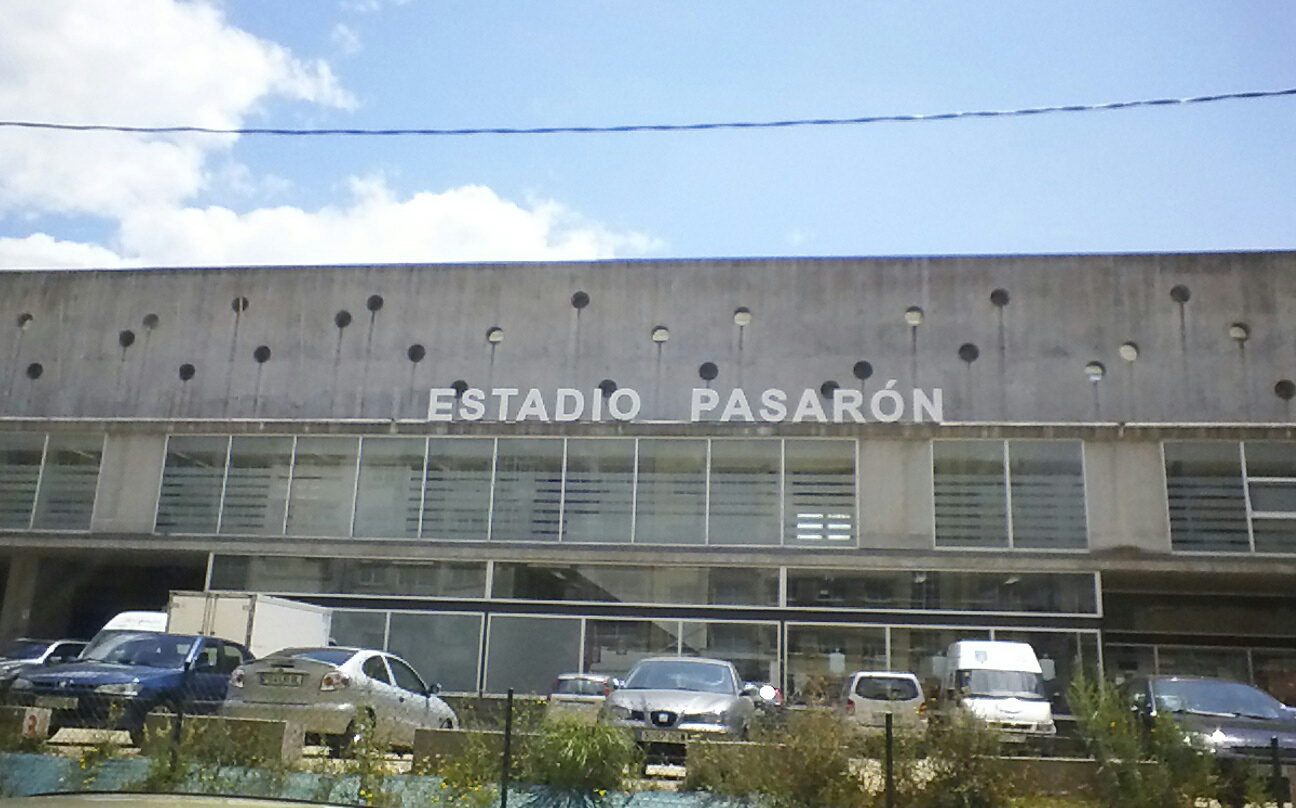
Estadio de Pasarón

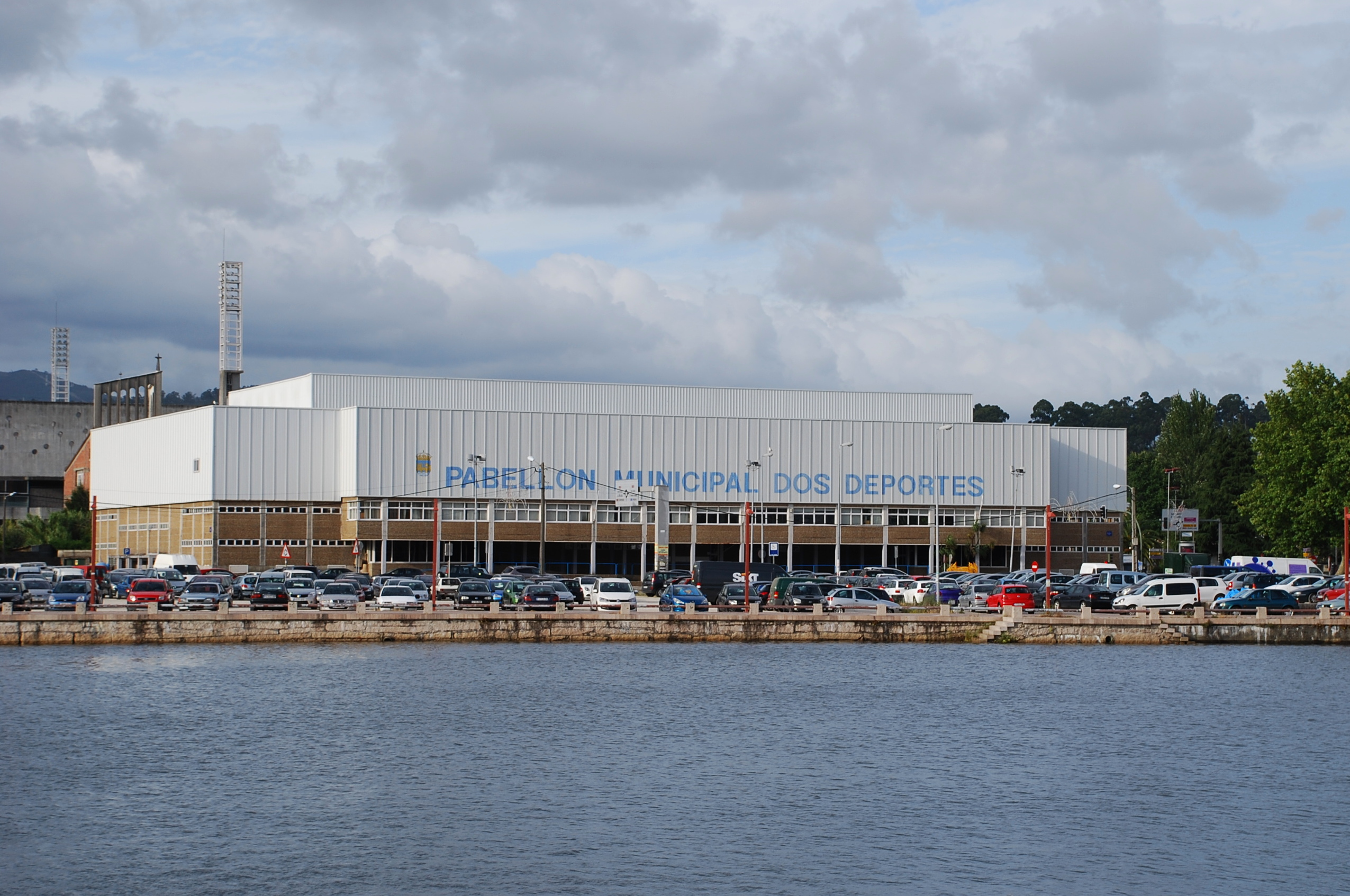
Pabellón Municipal de Deportes

#### Parques forestales
- Parque forestal A Tomba. Se trata de un parque forestal periurbano situado al norte de Pontevedra a 4 kilómetros del centro de la ciudad, en la parroquia civil de Campañó. Dispone de 82 hectáreas[137] y de 17 kilómetros de senderos. Tiene 22 hectáreas de bosque, 20 hectáreas de árboles frondosos (castaños y robles), 3 hectáreas de olivos y 15 hectáreas de bosque mixto. En la parte superior hay un mirador con vistas a Pontevedra.[138]
- Parque forestal A Fracha. Está situado entre las parroquias de Marcón, Tomeza y Canicouva al sur de la ciudad. Dispone de 406 hectáreas y más de 25 kilómetros de senderos, entre los que se encuentra un sendero circular de 11 kilómetros que puede ser recorrido en bicicleta. El lugar llamado Outeiro do Navío, a 420 m de altitud, marca la entrada del parque, con vistas a la ciudad y a la ría de Pontevedra. Entre las especies arbóreas se encuentran robles, castaños, catalpas y abedules.[139][140]
- Parque forestal Pontillón de Castro. Situado en la parroquia civil de Verducido, alrededor del embalse de Pontillón de Castro, al noreste de la ciudad cuenta con 50 hectáreas. Tiene 3,5 kilómetros de caminos para senderismo y ciclismo y acceso a sillas de ruedas en las inmediaciones del embalse por un camino rodeado de árboles que sube hasta la montaña de O Castro.[141] En una de las esquinas del parque hay un rocódromo y una importante pista de competición de piragüismo.

#### Senderismo
Además de las rutas de senderismo por distintos parques como el de la Xunqueira de Alba y las diversas rutas por los parques forestales en Pontevedra destacan los kilómetros de recorrido de las Sendas del Lérez que parten de la misma ciudad, desde la Isla de las Esculturas en el margen izquierdo del río Lérez o desde el paseo marítimo de Pontevedra a partir de su tramo del paseo del Lérez en el margen derecho. Esta última pasa por el barrio de Monte Porreiro y continua río arriba durante varios kilómetros pasando por el antiguo Balneario del Lérez y llegando a Bora.

### Playas
- Playa del Lérez. Playa marítimo-fluvial semiurbana, con agua dulce y salada ya que a ella llegan las corrientes de las subidas y bajadas de las mareas de la ría de Pontevedra. Está situada al final del paseo del Lérez, enfrente a la Isla de las Esculturas, entre el barrio de Monte Porreiro y el centro de la ciudad. Dispone de socorristas en la época estival, aseos, duchas, quiosco, zonas verdes de esparcimiento y mesas y bancos de piedra para comidas y picnics.

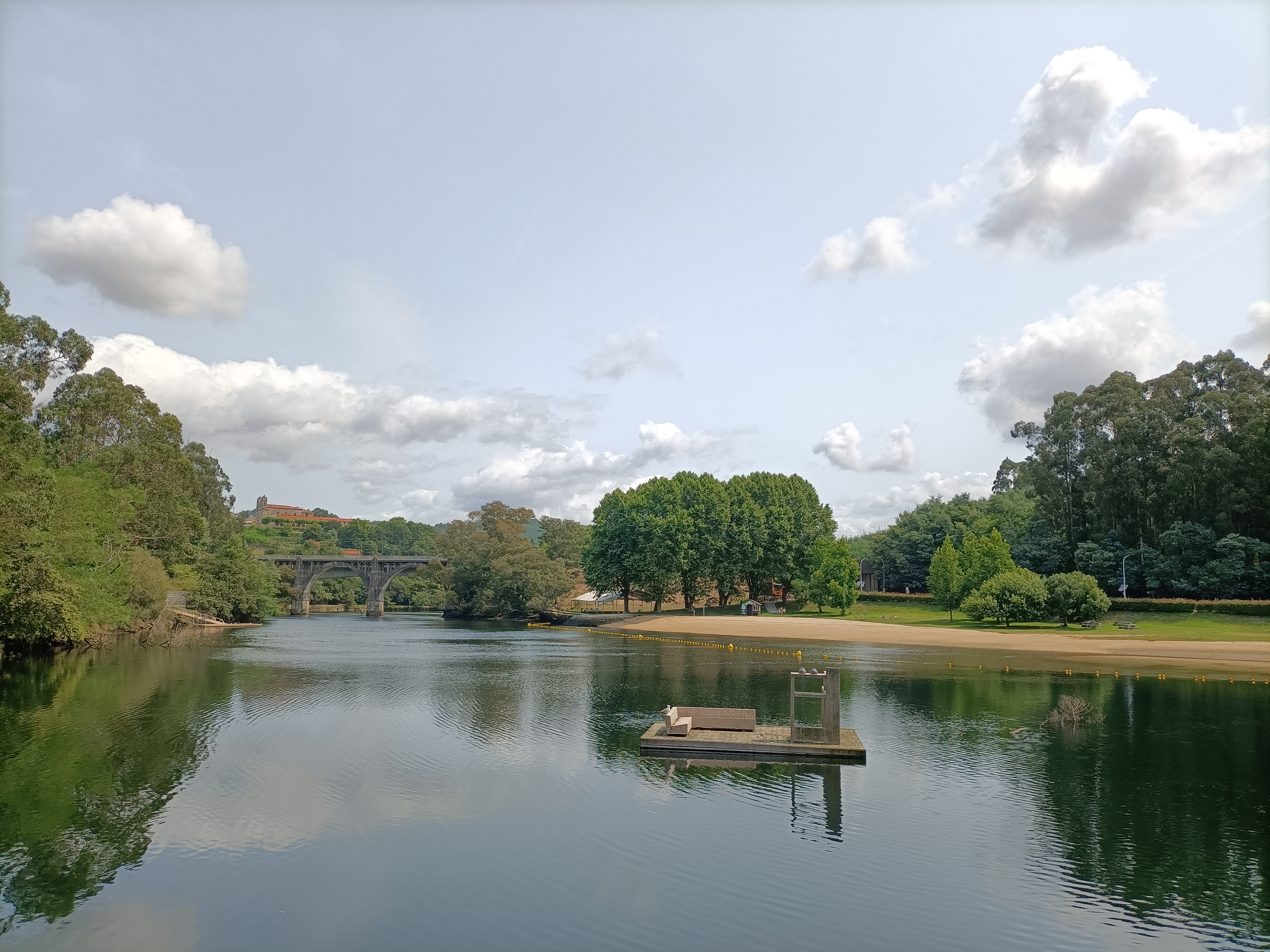
Playa del Lérez

- Playa de Placeres. La playa de Placeres, situada en el lugar de Placeres en la ría de Pontevedra, dentro del municipio capitalino, es una pequeña playa próxima a la zona portuaria y a los astilleros, que se divisan desde el mirador de la Alameda de Pontevedra. Es una playa semiurbana, muy próxima al barrio de Estribela y a la autovía PO-11. Dispone de duchas y establecimiento de bebidas.[144]
- Playa de Fontaíña. Playa ubicada en la parroquia de Puente Sampayo, en la margen derecha del río Verdugo. Dispone de una zona arbolada de recreo con mesas para picnics, duchas y aseos.

La ciudad está rodeada de playas a lo largo de la ría de Pontevedra, algunas a una distancia de 3 a 10 kilómetros de la ciudad, situadas en los municipios limítrofes de Poyo y Marín, como Cabeceira en Lourido a la que se puede ir andando desde el centro de la ciudad, Portocelo, Mogor o Aguete, todas ellas con bandera azul.

## Historia

### Leyenda sobre la fundación

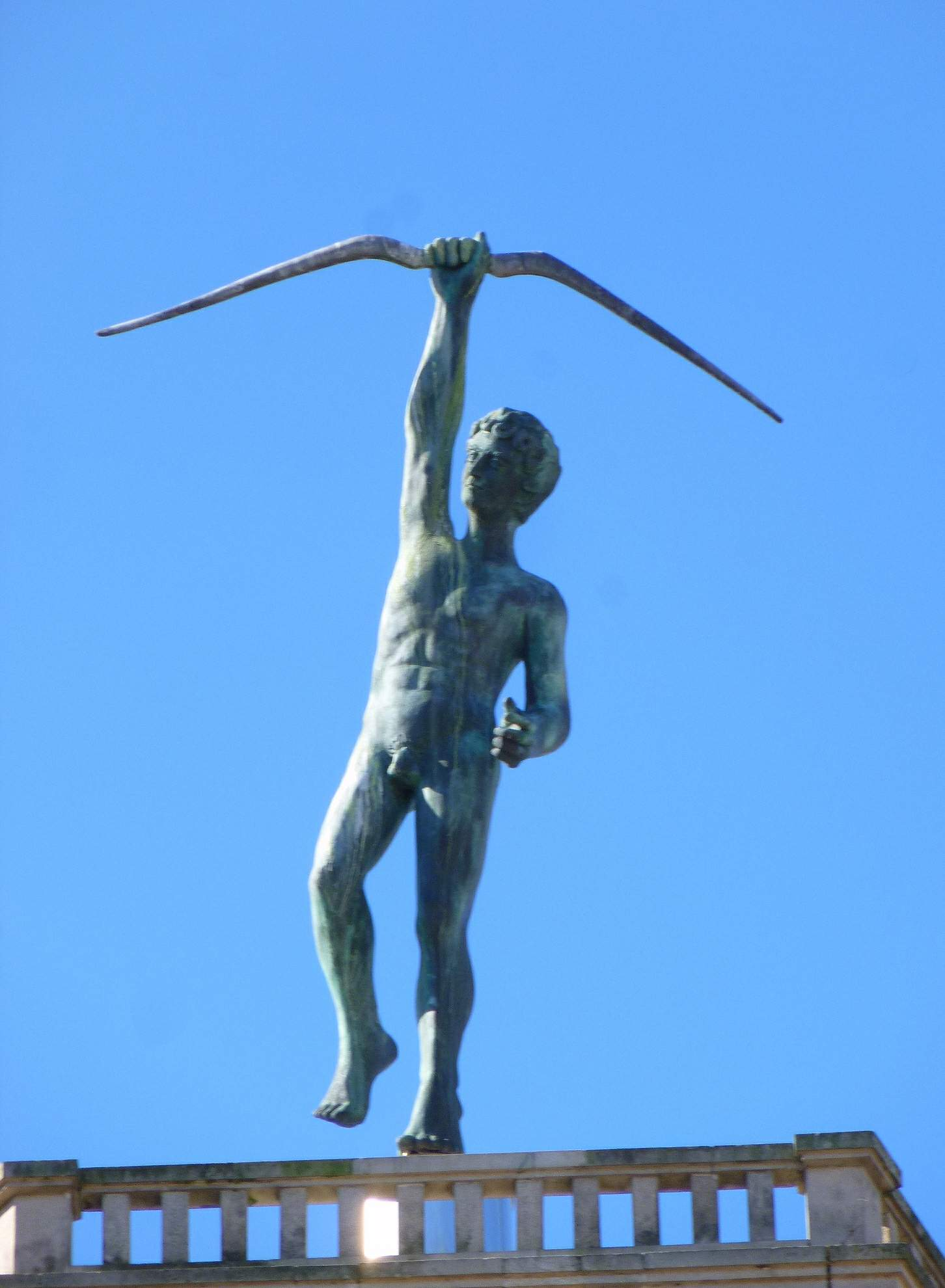
Teucro en la plaza de San José

Sobre el nacimiento de la ciudad de Pontevedra existe una leyenda de origen renacentista que dice que el responsable de la fundación de la villa fue Teucro, uno de los héroes de la guerra de Troya.La leyenda dice que llegó a estas tierras tras ser rechazado por su padre Telamón y fundó un asentamiento con el nombre de Helenes. Otra versión de la historia afirma que llegó al futuro emplazamiento de Pontevedra guiado por una sirena, cuyo nombre era Leucoiña.
La fachada del ayuntamiento de Pontevedra presenta la siguiente inscripción:

FVNDOTE TEVCRO VALIENTE
DE AQVESTE RIO EN LA ORILLA
PARA QUE EN ESPAÑA FVESES
DE VILLAS LA MARAVILLA
DEL ZEBEDEO LA ESPADA
CORONA TU GENTILEZA
VN CASTILLO PVENTE Y MAR
ES TIMBRE DE TV NOBLEZA
Te fundó el valiente Teucro
en la orilla de este río,
para que en España fueses
una maravillosa villa,
de Zebedeo la espada
corona de tu gentileza;
un castillo, un puente y mar,
que es timbre de tu nobleza.

### Antigüedad

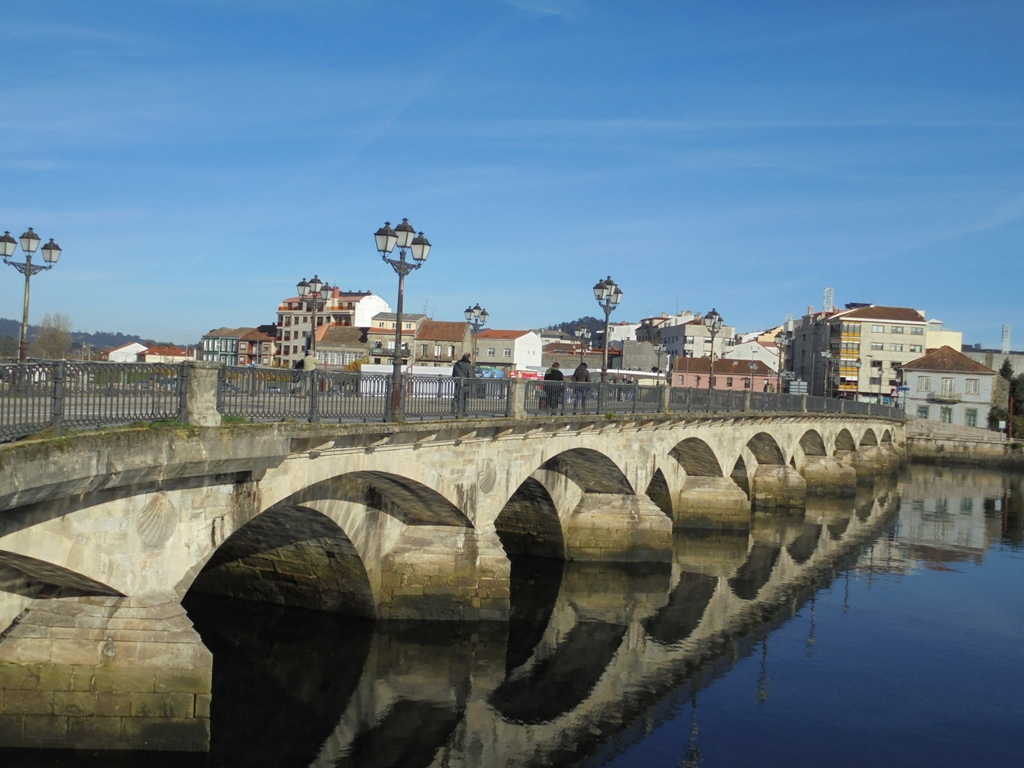
Puente del Burgo, el «puente viejo» que dio nombre a la ciudad

Los primeros restos de que se tiene constancia son unas hachas de la Edad del Bronce y dos castros situados donde se alzan actualmente las iglesias de Santa María y de San Francisco. Lo cierto es que diversos estudios arqueológicos no demuestran existencia de asentamientos habitados antes de la época romana. Tradicionalmente la historiografía ha afirmado que la mansión Ad Duos Pontes era el origen de la ciudad. No obstante, recientes estudios relacionan la fundación de Pontevedra con el asentamiento de Turoqua (Torre sobre el agua), mansión de la vía romana XIX, fundada en la orilla sur del río Lérez. Después de la integración de Gallaecia en el Imperio Romano, se procedió a la construcción de una serie de vías de comunicación que la uniesen comercialmente con el resto de la Península. La vía XIX del itinerario de Antonino, que unía Bracara Augusta (Braga), Lucus Augusti (Lugo) e Asturica Augusta (Astorga), cruzaba el río Lérez por Pontevedra. La mansión de Turoqua (núcleo de población) se emplazaba en las proximidades del lugar que ocupa hoy el puente del Burgo, en pleno centro histórico de la ciudad. La ciudad nació como pueblo-calle ligada a su más antiguo puente. Tiempo después se decidió edificar un nuevo puente para salvar el cauce del río. Estas dos construcciones fueron decisivas para que se fuese conformando un núcleo habitado. El hallazgo en 1988 en la cabecera sur del puente de una columna miliaria, dedicada en el año 137 al emperador Adriano confirma el paso de la calzada romana por el lugar.

### Edad Media
Pontevedra aparece citada en la documentación del siglo XII con el nombre de Pontus Veteris. En Galicia, tras el reinado de Fernando II de León, durante la última etapa del siglo XII, se produce una reactivación de la ciudad gracias a la restauración de caminos y puentes. Paralelo a este fenómeno el lugar ocupado por la ciudad volvió a ser poblado después de pasar por un período de cierto vacío en la Alta Edad Media. Una escritura del Monasterio de Lérez datada en 1141, da fe de la existencia de un lugar denominado Pontus Veteri, en alusión directa al viejo puente romano, en desuso a causa de su ruina. A causa del estado del puente romano que había dado nombre y origen a la ciudad se empezó a reemplazar este por uno medieval (el que hoy podemos ver, con ciertas modificaciones) desapareciendo así el romano. En ese mismo año Fernando II otorga el fuero a los habitantes de la villa en 1169. Desapareció así, todo rastro visible de la construcción romana que había dado origen y nombre a la ciudad.

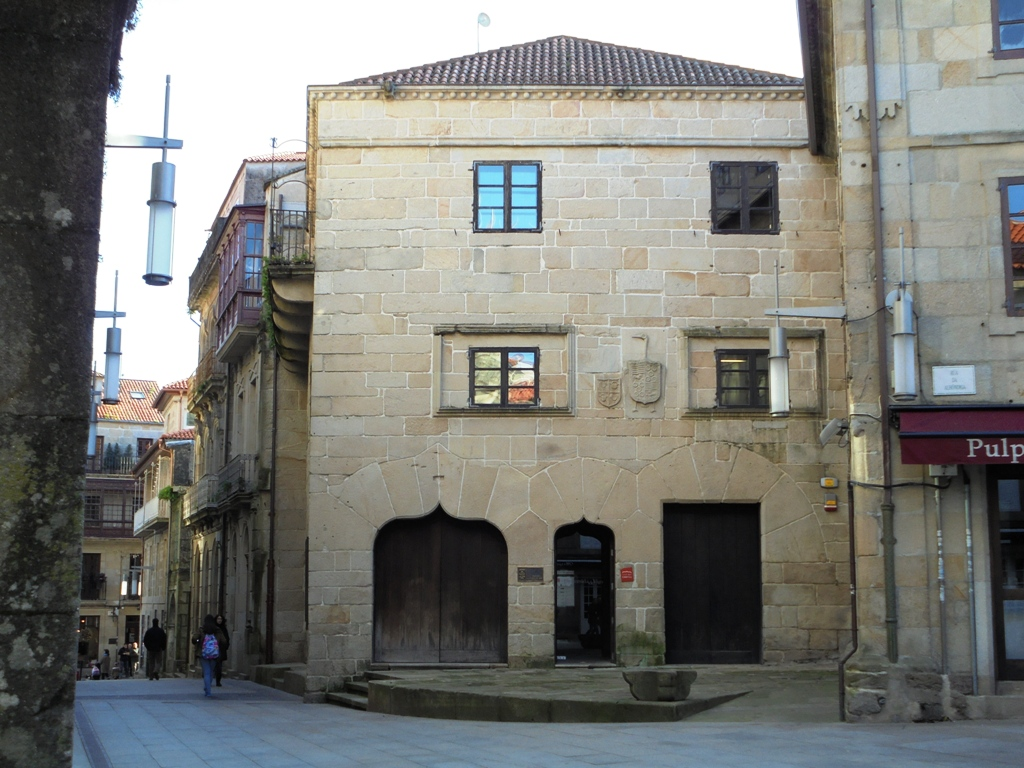
Casa de las Campanas, de estilo gótico-renacentista

En la actualidad no se conserva el fuero original de Fernando II, sino una confirmación de Alfonso X del año 1264. Los privilegios y exenciones que se le fueron concediendo a la ciudad actuaron como importantes dinamizadores de su actividad económica. Entre las concesiones destacan el monopolio de la fabricación de grasa de las sardinas en Galicia, así como del transporte, venta y secado del pescado (no de la salazón) en 1229 y la adjudicación del puerto de carga y descarga de Galicia en 1452.
Con el paso de los siglos la ciudad comenzó a crecer cada vez más, teniendo así que ampliar el recinto amurallado. Las sucesivas ampliaciones del recinto amurallado pontevedrés vienen determinadas por el crecimiento demográfico y por el desarrollo de actividades económicas en la ciudad, que necesitaba espacios más amplios donde poder expandirse. A estas causas se une el deseo de la Corona por controlar la producción y el tránsito de mercancías.

### Edad Moderna

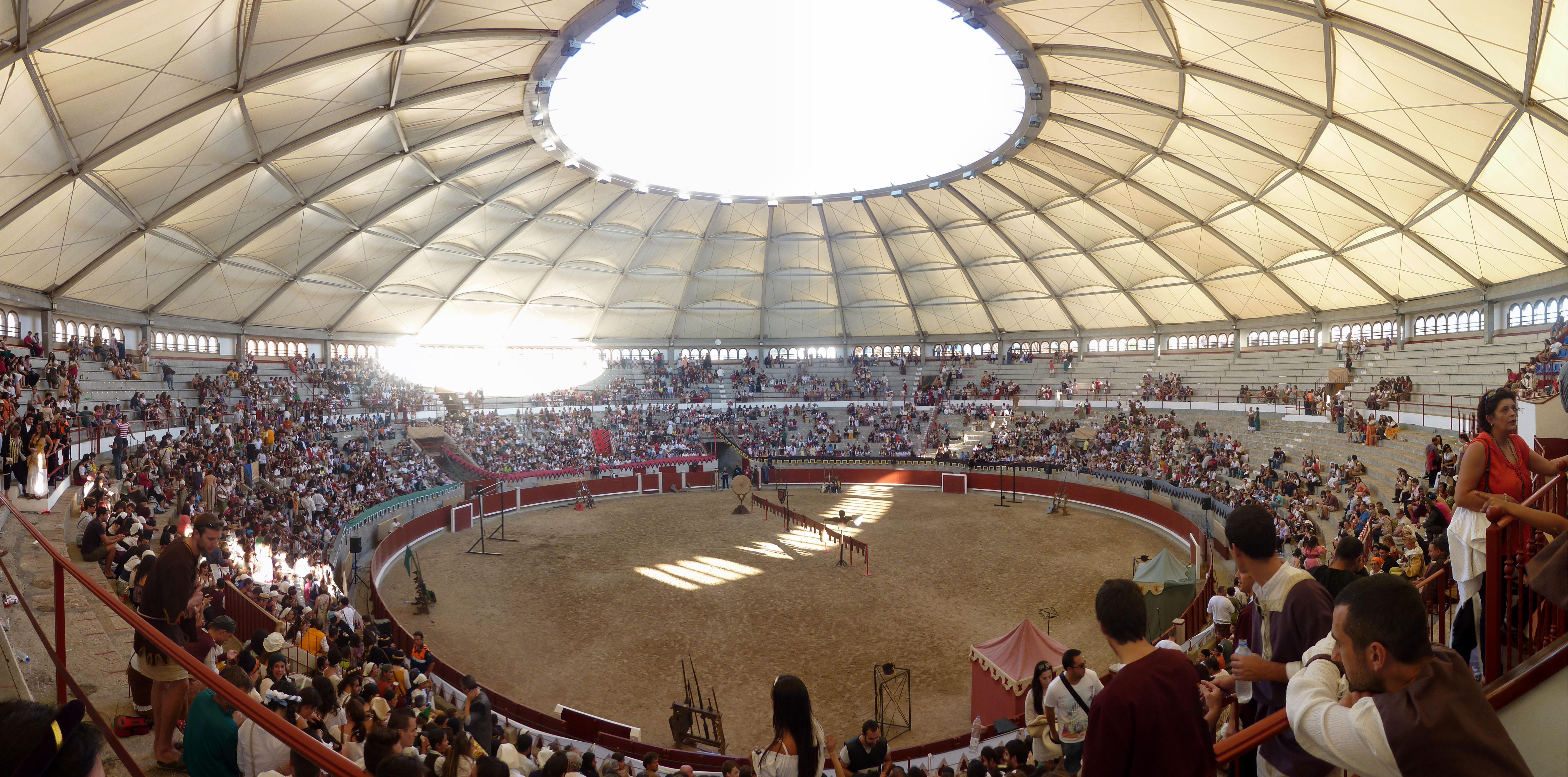
La plaza de toros de Pontevedra durante el torneo medieval de la Feira Franca

La ciudad alcanza su mayor prosperidad con el reinado de Enrique IV, al conceder a la ciudad en 1467 el privilegio de una feria franca de treinta días de duración, feria que tendría lugar en la plaza de la Herrería, cuya festividad se celebraba quince días antes de la festividad de San Bartolomé y que se conmemora en la actualidad el primer fin de semana de septiembre en una fiesta medieval denominada Feria Franca. Para la celebración de estas ferias, se amplió de nuevo la muralla para dar cabida a la plaza de la Herrería, que albergaría el recinto ferial.
Desde la Edad Media y hasta finales del siglo XVI la ciudad se convirtió en el principal puerto de Galicia y uno de los más importantes del oeste de Europa, llegando a ser su burgo el más populoso de Galicia en su tiempo. En el siglo XVI, Pontevedra se convierte en la ciudad gallega más poblada con un gran puerto pesquero ligado al comercio internacional, en el que destaca la actividad de la exportación de pescado salado a Portugal. A finales del siglo XV se fundó la Cofradía del Gremio de Mareantes que se convirtió en el centro económico de la ciudad al controlar el comercio marítimo.

Pontevedra y su ría en 1634

Está demostrado que la nao Santa María, una de las tres carabelas del viaje a América fue construida en esta ciudad en sus carpinterías de ribera por el poderoso gremio de Mareantes, de ahí que también se la conozca como «La Gallega». Tanto en el Itinerario y Cosmografía de España (1517-23) de Fernando Colón como en las cifras de 1557 obtenidas por Tomás González Pontevedra aparece como el núcleo más poblado de Galicia. En ese año durante un breve período de tiempo Pontevedra pasó a ser la capital del Reino de Galicia. El Gobernador y la Real Audiencia de Galicia trasladaron su residencia a Pontevedra. En tiempos de la guerra con Portugal los Capitanes Generales volvieron a residir en Pontevedra.
Al final del siglo XVI empezaron a ser notables los síntomas de la crisis en la que se sumió Pontevedra durante los siglos XVII y XVIII debido a diversos factores. A partir del siglo XVII la ciudad entraría en decadencia debido al abandono por parte de la Corona de Castilla primero, a la pérdida de calado del río Lérez, a una situación de inestabilidad política provocada por las constantes guerras que había en ese momento (Portugal y la sucesión a la Corona española, la ocupación inglesa), lo que la llevaría a perder gran parte de las relaciones comerciales que en el antiguo barrio marinero de la Moureira se desarrollaban y al decaimiento del comercio exterior. Esta etapa de decadencia en Pontevedra -siglos XVII y XVIII fundamentalmente- fue pareja a la del resto de Galicia, época que se conoce como los «siglos oscuros».

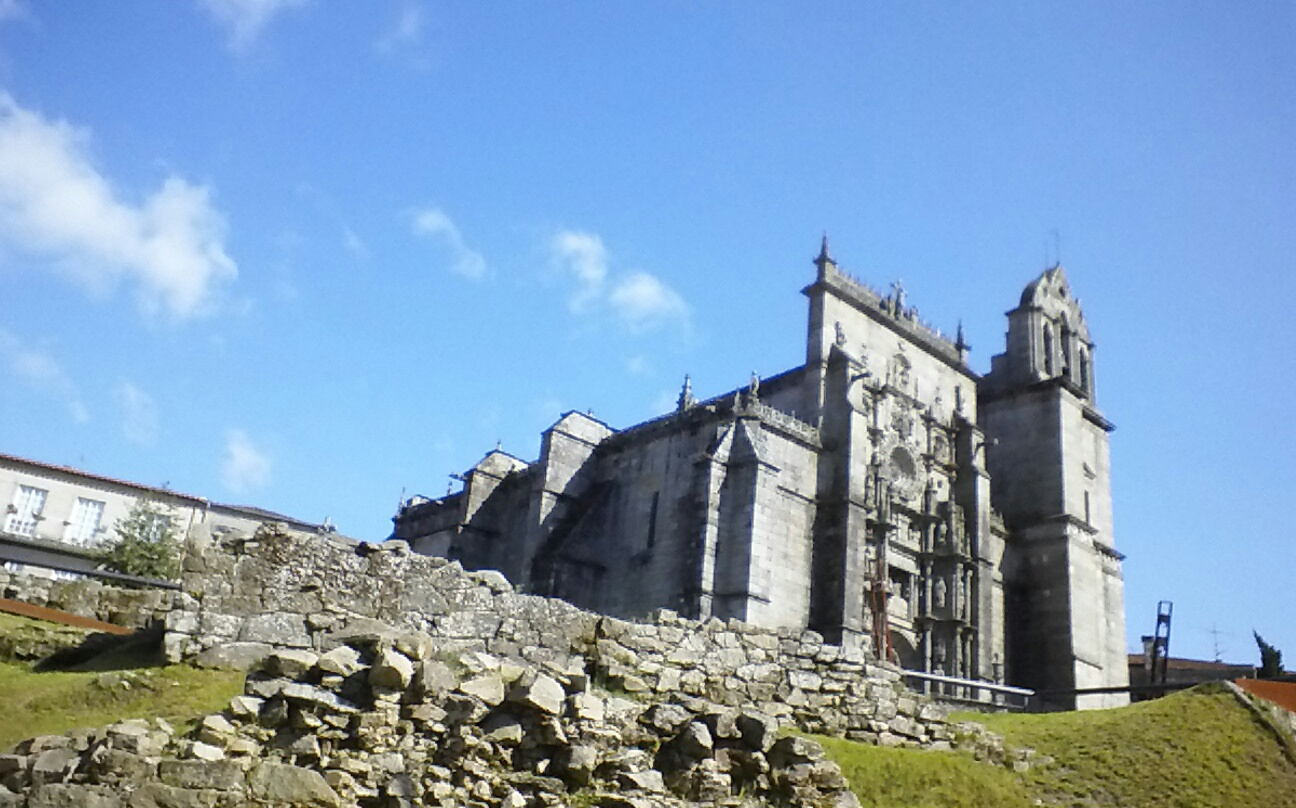
Muralla medieval y basílica gótico-renacentista de Santa María la Mayor

El 14 de octubre de 1719 los ingleses ocuparon la ciudad, en el marco de la guerra de la Cuádruple Alianza, y durante el ataque del general de brigada Philip Honywood bajo el mando del general de división George Wade mandado por Richard Temple, I vizconde Cobham, permanecieron en ella durante quince días saqueándola e incendiando a su retirada muchos de sus edificios como el convento gótico de Santo Domingo, la Maestranza, el Palacio Arzobispal de los Churruchaos, la torre del puente del Burgo, las torres Bastida y del Oro de la muralla de Pontevedra o la casa de los hermanos Nodales.
Entre 1786-1788 Carlos III destinó al ilustre mariscal Don Luis de Unzaga y Amézaga «le Conciliateur», uno de los artífices del nacimiento de los EE. UU. como gobernador político y militar de Pontevedra y del regimiento del reino de Galicia de cara a posibles ataques ingleses y sus aliados portugueses.

#### Fiestas paganas

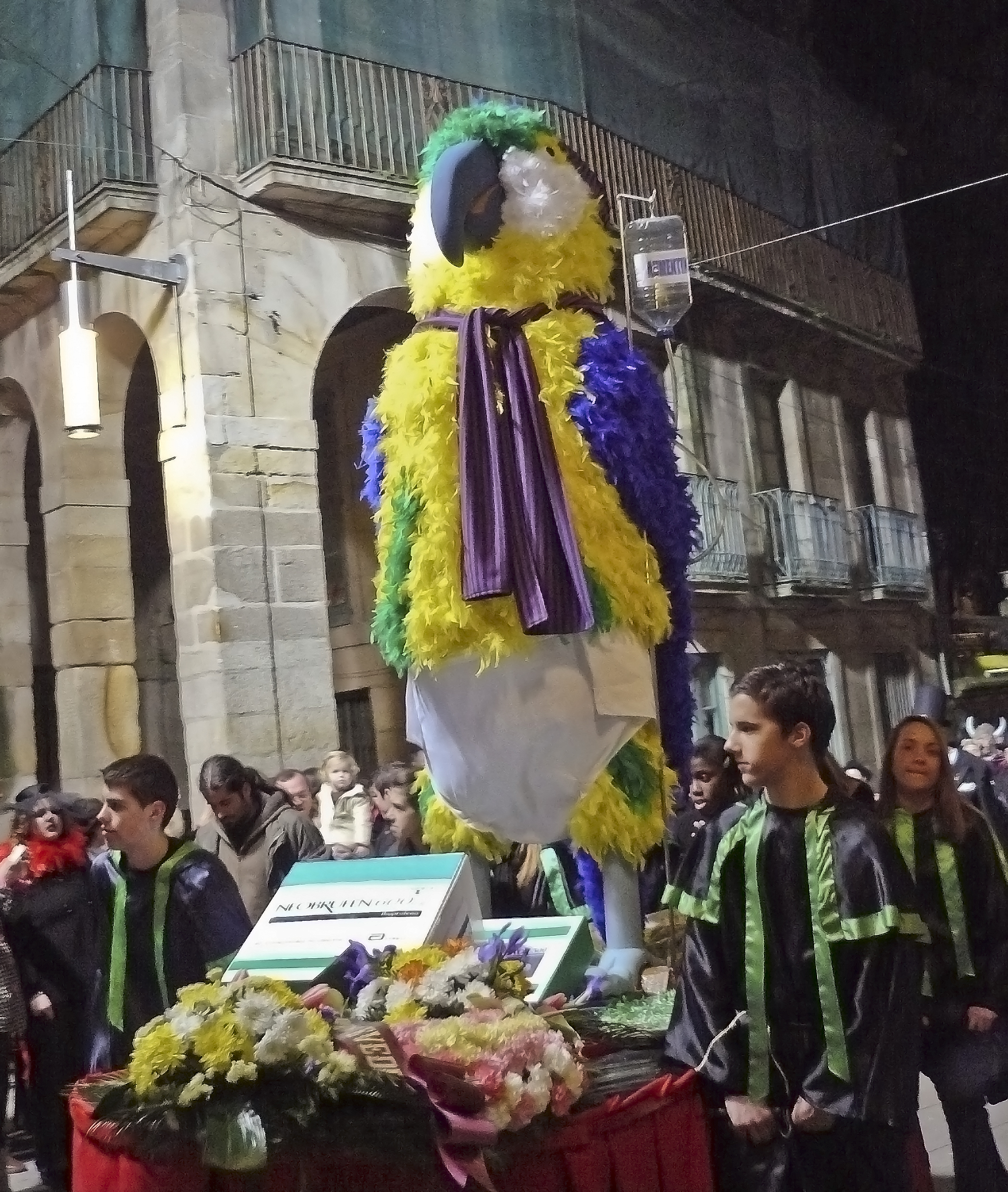
Cortejo del entierro del Loro Ravachol de 2008

#### Fiestas patronales

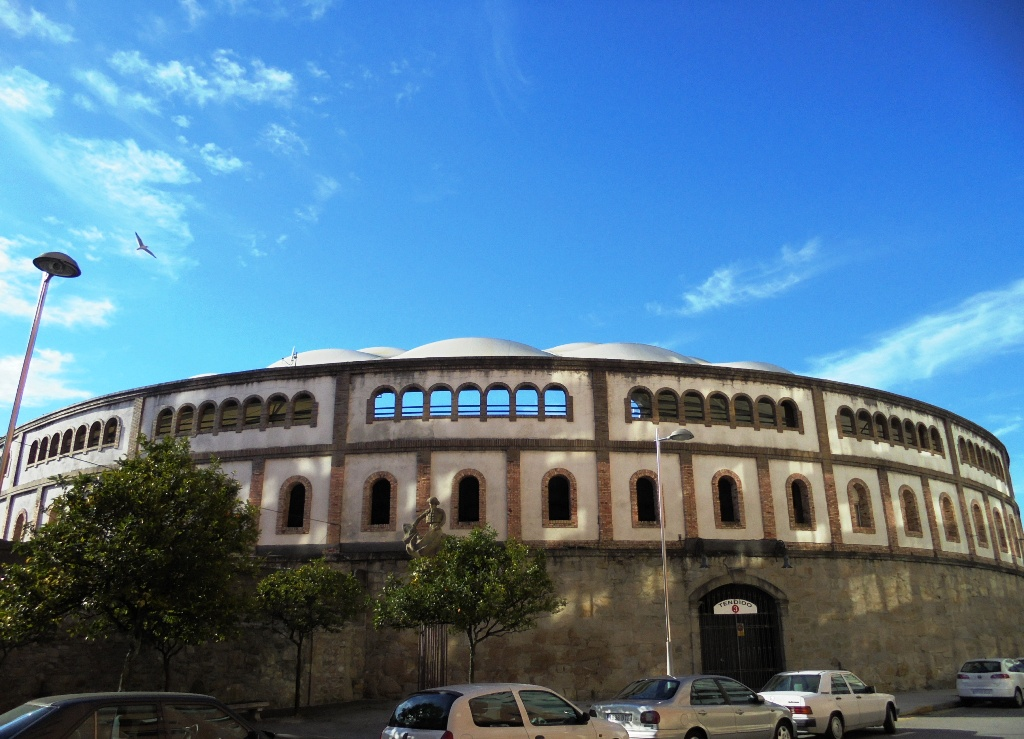
Plaza de toros de Pontevedra

#### Fiestas históricas

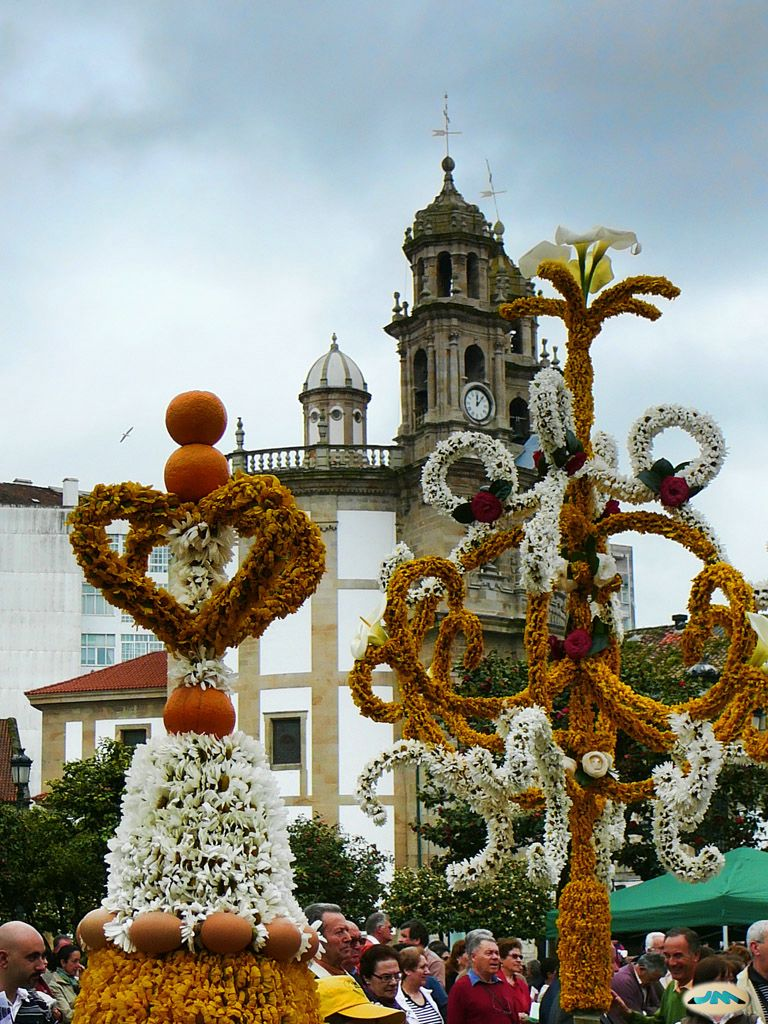
Fiesta de los Mayos, en la plaza de la Herrería

### Edad Contemporánea

#### SigloXIX
A comienzos del siglo XIX, la economía de Pontevedra se basaba fundamentalmente en la actividad artesanal, en el comercio y, en menor medida, en la pesca y en la agricultura. En 1809, durante la guerra de la Independencia española las tropas napoleónicas dirigidas por el general Jean-Baptiste Franceschi y el mariscal Michel Ney invadieron Pontevedra y una tropa de pontevedreses dirigidos por el mariscal Pablo Morillo expulsaron a los franceses de la ciudad al ganar la batalla de Puente Sampayo.

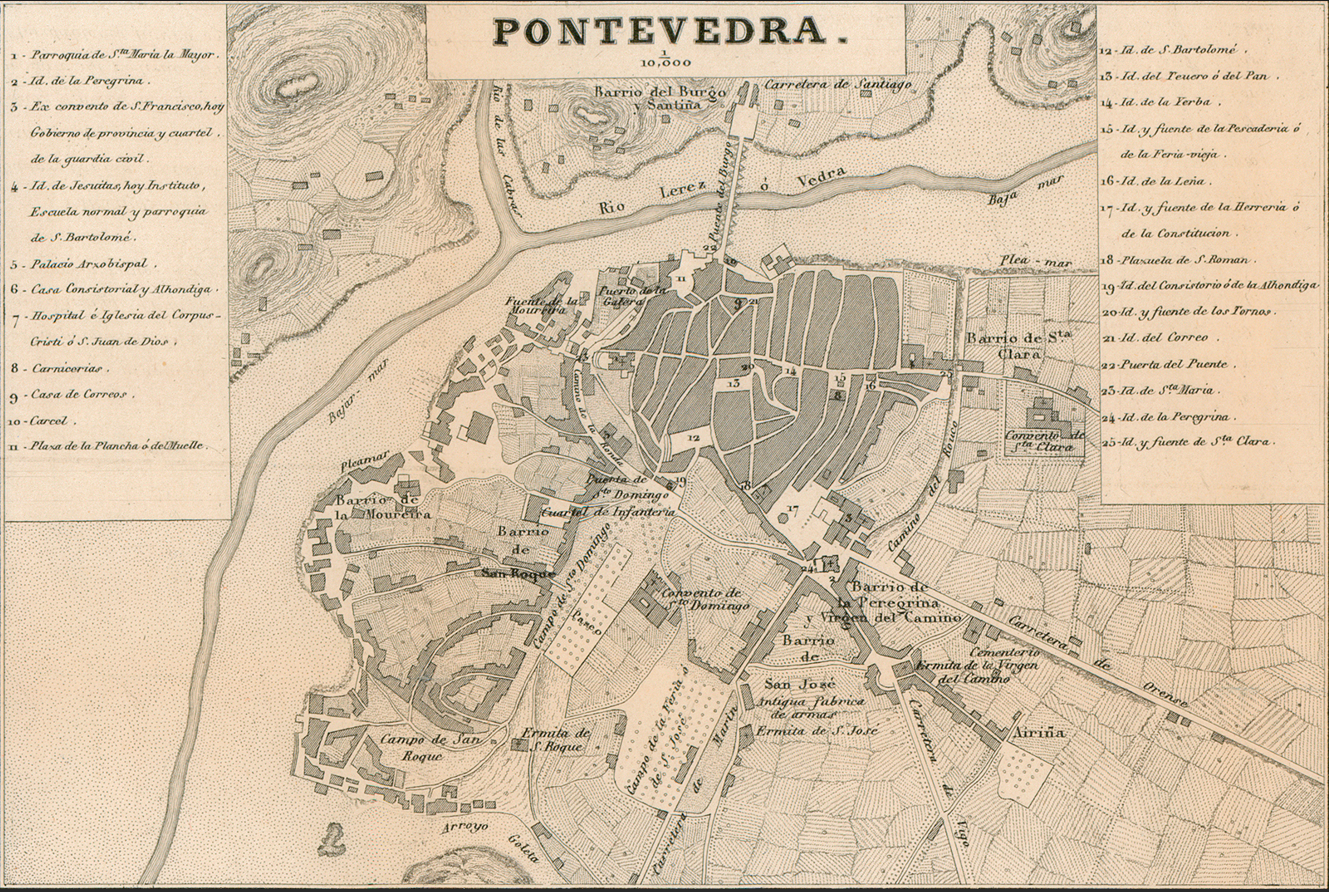
Plano de Pontevedra en 1856

Con la división de España en provincias en 1833 por el decreto de Javier de Burgos se designó a Pontevedra como capital de su provincia por su antiguo esplendor e importancia, además de ser el centro geográfico de la provincia. Isabel II le concedió en 1835 el título de ciudad. La ciudad resurgió y recuperó el esplendor de los siglos pasados al aparecer nuevas instituciones y servicios que trajeron población y dinero. En esta época, frente a la necesidad de contar con espacios para la edificación, la ciudad cambió su fisionomía; se derrumbaron las murallas y la fortaleza arzobispal y se abrieron nuevas calles, como la que conduce hoy desde la calle de la Oliva a la Virgen del Camino (en la actualidad calle García Camba) o la que va desde la calle del Comercio a la calle Michelena. Igualmente, se realizaron obras de infraestructura y saneamiento, se construyeron escuelas y hospitales, se crearon o acondicionaron espacios de uso público como la Alameda de Pontevedra, de Alejandro Rodríguez Sesmero, y llegaron el ferrocarril en 1884 y la luz eléctrica en 1888, siendo Pontevedra la primera ciudad gallega en contar con este servicio. Importantes eventos se celebraron en la ciudad, como la Exposición Regional de Galicia en 1880. Una serie de demoliciones de importantes edificios históricos con la idea de modernizar la ciudad (Hospital de San Juan de Dios, Palacio de los Condes de San Román) impulsó el nacimiento de la Sociedad Arqueológica de Pontevedra en 1894 formada por una serie de intelectuales, amantes de la historia local, que decidieron reunirse bajo la dirección de Casto Sampedro Folgar. Gracias a su incipiente actividad ya el 14 de agosto de 1895 las ruinas de Santo Domingo fueron declaradas Monumento Nacional, salvándose de la demolición.
Durante la Restauración, de 1874 a 1931 Pontevedra se convirtió en la «capital política» de Galicia, debido a la relevancia que adquirieron algunas personalidades ligadas a la ciudad, como Montero Ríos, Bugallal, Augusto González Besada, Eduardo Vincenti, Fernández Villaverde, García Prieto o el marqués de la Vega de Armijo. En esta época Pontevedra capital experimentó un nuevo ﬂorecimiento urbano.

#### SigloXX
A nivel cultural, desde finales del siglo XIX y el primer cuarto del siglo XX, hasta el inicio de la Guerra Civil, Pontevedra fue un centro intelectual y artístico de primer orden, no sólo en Galicia, sino en toda España, con figuras tan destacadas como Ramón María del Valle-Inclán o Castelao, entre otros. A principios del siglo XX, antes de la guerra civil española, Pontevedra era un hervidero social, cultural y político. Tiene especial relevancia la creación de la Misión Biológica de Galicia y la fundación, en diciembre de 1931, del Partido Galleguista, dirigido por Alexandre Bóveda y Castelao, germen del nacionalismo gallego actual. Durante este período, se fundaron clubes y sociedades significativos para la vida social de la ciudad, como el Club Marítimo de Pontevedra.

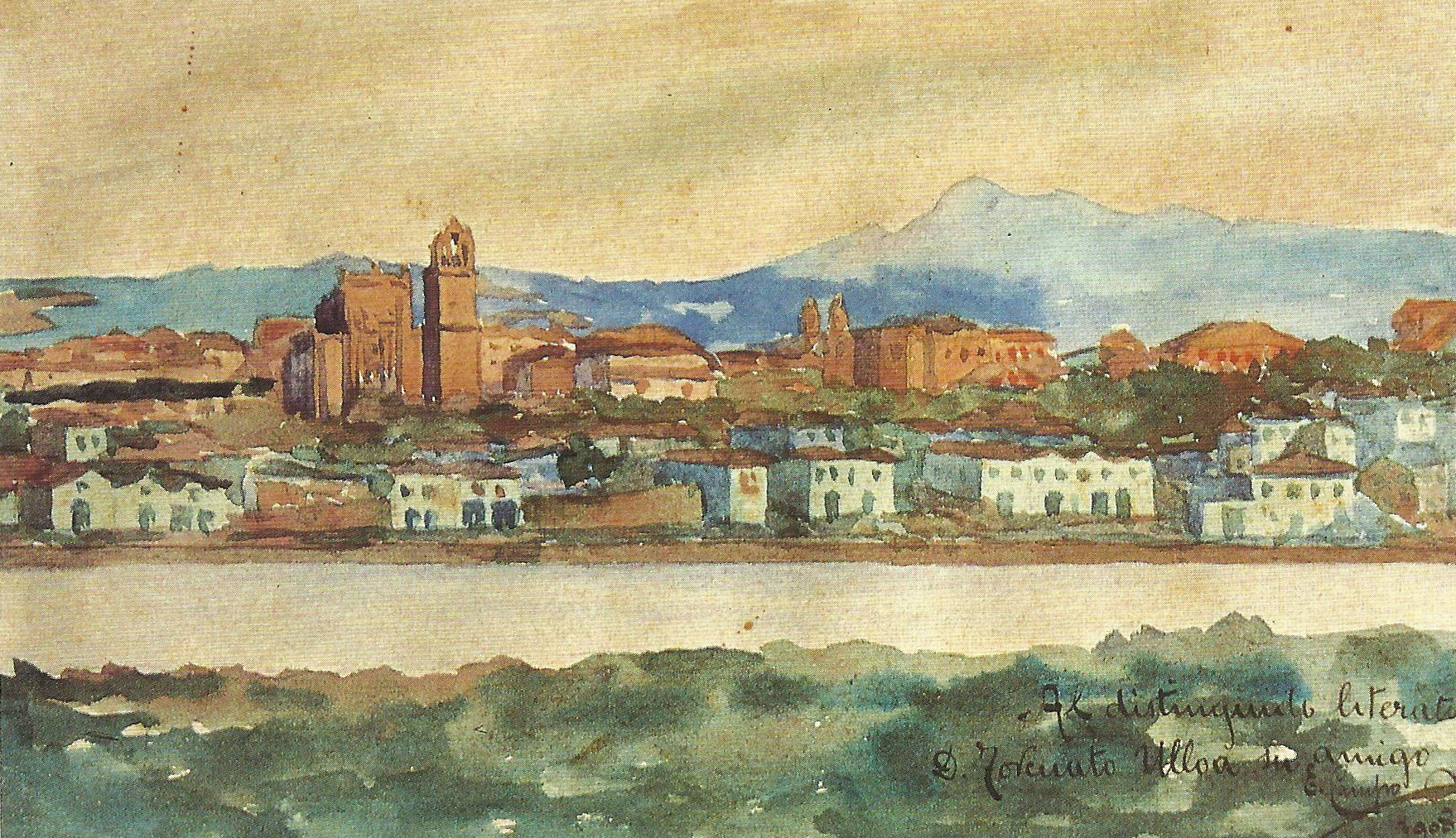
Pontevedra en 1908 por Enrique Campo

En 1936 tiene lugar la sublevación militar del general Franco, que dio paso a la dura guerra civil. Tras su remate, tres años más tarde, vino la represión por parte de los triunfadores franquistas. Numerosas personas fueron asesinadas, fusiladas u obligadas a marchar al exilio. El auge de Pontevedra a principios del siglo XX se vio frenado por estos sucesos.
En 1944 se anexionó el municipio de Xeve, que englobaba las parroquias de San Andrés de Xeve, Santa María de Xeve y Verducido y en 1960 se anexionó el municipio de Puente Sampayo. Como consecuencia de la guerra civil, las dos primeras décadas de la dictadura franquista son de enormes dificultades económicas para la mayoría de la población. En 1947 el gobierno franquista concedió una Zona Franca a la ciudad pontevedresa de Vigo y a principio de los 60 un polo de desarrollo (caso raro en una ciudad no capital de provincia), lo que favoreció el desarrollo de esa ciudad en detrimento de la capital provincial al concentrarse en ella toda la industria. El cambio se produjo en la década de los 60, que se caracteriza por un desarrollo sostenido que empezó a manifestarse más claramente a principios de los 70, coincidiendo con la muerte de Franco en 1975 y con la transición democrática española. En estos años se produce un auge extraordinario de la construcción que llega a convertirse, hasta la actualidad, en uno de los grandes motores de la economía pontevedresa. La ampliación de la oferta de estudios universitarios y la creación del campus de Pontevedra en la ciudad en 1990 contribuyó al crecimiento y dinamismo de la ciudad. En diciembre de 1996 se produjo la concesión por parte del gobierno español del Plan Urban que permitió empezar los trabajos de rehabilitación del casco histórico de la ciudad.

#### SigloXXI

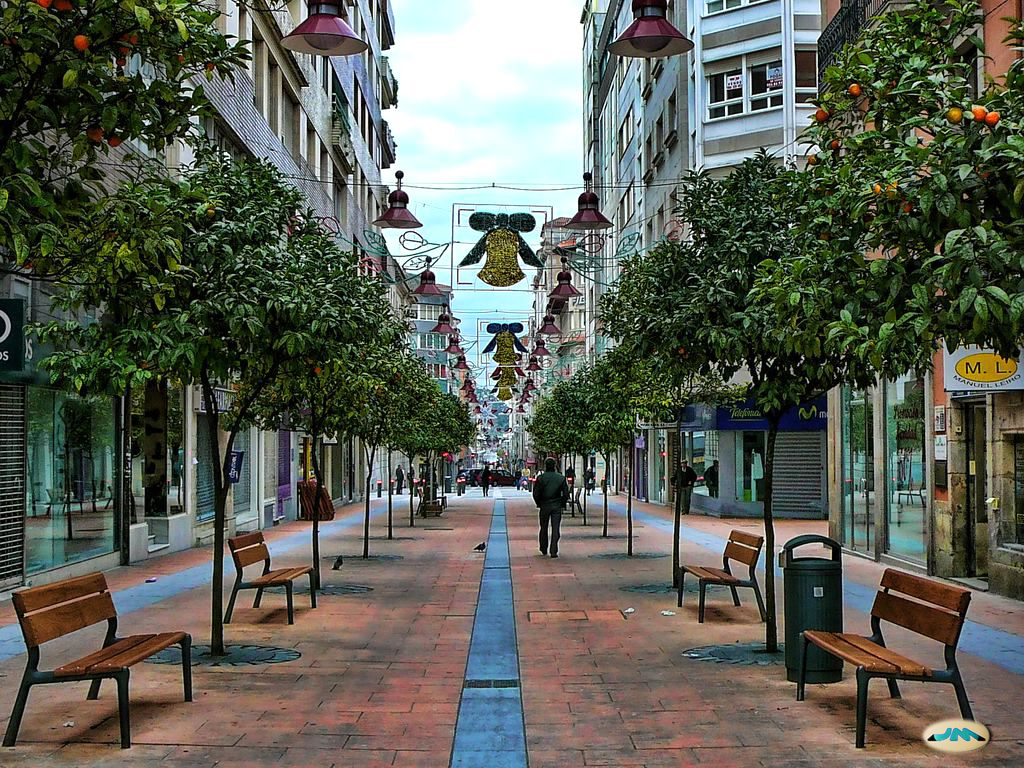
Calle Rosalía de Castro, una de las múltiples calles peatonales del centro de la ciudad

En el siglo XXI la ciudad de Pontevedra ha experimentado un renacimiento cultural al mismo tiempo que una transformación urbanística: peatonalización del centro de la ciudad, ampliación de carriles-bici, recuperación del patrimonio histórico y natural, rehabilitación de edificios y espacios públicos, aumento de zonas verdes, paseos y sendas peatonales, entre otras iniciativas. Actualmente Pontevedra ve cómo su población aumenta, al contrario que las otras seis grandes ciudades de Galicia, que ven cómo sus habitantes se trasladan a los municipios limítrofes. En 2013 recibió el premio anual de la agencia europea Intermodes en Bruselas, sucediendo a la autoridad organizadora de los Juegos Olímpicos de Londres, en reconocimiento al Metrominuto, un mapa similar a los de metro que señala distancias y tiempos a pie entre los principales lugares de la ciudad. Anteriormente, en 2009, había recibido el premio Movilidad Segura concedido en el II Encuentro de Ciudades de Seguridad Vial, de España.
La ciudad ha recibido en este siglo varios premios por su modelo de ciudad, la conservación de su patrimonio histórico y natural y la peatonalización del centro que redundan en su calidad de vida: el premio ONU - Hábitat, entregado en Dubái en 2015, el Premio Cermi en 2007, el Premio Nacional de la Cultura Gallega en 2008 otorgado por la Junta de Galicia o el premio de la ONG Center for active design («Centro para el diseño activo») otorgado en 2015 en Nueva York y el primer premio de seguridad urbana de Europa otorgado por la Unión Europea en 2020. Pontevedra se erige en la actualidad como una capital con un modelo urbanístico internacional de ciudad sostenible con movilidad responsable.

## Demografía
Pontevedra cuenta con una población de 83 077 habitantes (INE 2024).
| Gráfica de evolución demográfica de Pontevedra entre 1842 y 2021 |
| |
| Población de derecho según los censos de población del INE Población de hecho según los censos de población del INEEn 1857 crece el término del municipio porque incorpora a Berducido. En 1877 crece el término del municipio porque incorpora a Alba, Mourente y Salceda |

Pontevedra viene experimentando una tendencia al alza sostenida en las últimas décadas: 50 562 habitantes en 1960, 64 184 en 1980, 74 942 al inicio del año 2000 y, según los datos del INE de 2014, 82 946 habitantes. La ciudad mantiene un saldo vegetativo positivo ininterrumpido desde el año 2001 y se ha consolidado como la urbe más joven de las 7 ciudades gallegas, con una edad media que supera por poco los 42 años. En la actualidad es la única ciudad de Galicia con crecimiento vegetativo positivo y que no ha perdido habitantes en el último año.,
Según el padrón de población, en 2014 el municipio de Pontevedra tenía 82 946 habitantes, de los cuales 39 345 eran varones (47,44 %), y 43 601 mujeres (52,56 %). Esta pequeña diferencia en la proporción masculina-femenina a favor de las mujeres se produce en los intervalos de edad situados por encima de los 30 años, incrementándose de forma más evidente a partir de los 70 años, según la pirámide de población. Desde finales de los años 90 la población residente ha aumentado significativamente, al igual que es significativo un crecimiento demográfico de Poyo, municipio del cinturón metropolitano.
Pirámide de población
Del análisis de la pirámide de población se desprende que:
- La población menor de 20 años es el 18,3 % de la población total.
- La población comprendida entre 20-40 años es el 26,7 %.
- La población comprendida entre 40-60 años es el 29,8 %.
- La población mayor de 60 años es el 25,2 %.

| Posición | Nacionalidad         | Población |
| -------- | -------------------- | --------- |
| 1.ª      | Venezuela            | 938       |
| 2.ª      | Colombia             | 772       |
| 3.ª      | Portugal             | 493       |
| 4.ª      | Perú                 | 466       |
| 5.ª      | Brasil               | 431       |
| 6.ª      | Marruecos            | 382       |
| 7.ª      | Italia               | 266       |
| 8.ª      | China                | 189       |
| 9.ª      | Argentina            | 167       |
| 10.ª     | Senegal              | 162       |
| 11.ª     | Rumania              | 135       |
| 12.ª     | Estados Unidos       | 99        |
| 13.ª     | República Dominicana | 96        |
| 14.ª     | Francia              | 85        |
| 15.ª     | Cuba                 | 85        |
| 16.ª     | Reino Unido          | 83        |
| 17.ª     | Ghana                | 83        |
| 18.ª     | Alemania             | 77        |

Esta estructura de la población es típica en el régimen demográfico moderno, con una evolución hacia un envejecimiento de la población y una disminución de la natalidad anual.

### Inmigración
A pesar de que la mayor parte de la población de Pontevedra nació en el propio municipio (57 % y 47 548 habitantes), hay un porcentaje importante de residentes nacidos en otras localidades de la provincia (19,5 % y 16 209 habitantes) y de otras provincias gallegas (8 % y 6751 habitantes). Únicamente el 6,6 % de la población de Pontevedra nació en otra comunidad autónoma, lo que supone 5527 habitantes, mientras que el 8,3 % restante de la población nació en el extranjero.
En el año 2024 residían en la ciudad un total de 5779 extranjeros, de los cuales la mayor parte eran originarios de América (principalmente de Sudamérica y en especial de Venezuela, Colombia y Brasil) y por detrás otros ciudadanos europeos (principalmente ciudadanos de otros países de la Unión Europea, destacando los 460 ciudadanos portugueses y 208 ciudadanos italianos, además de ingleses, estadounidenses y franceses). Por detrás están los ciudadanos africanos (principalmente de nacionalidad marroquí, con 393 habitantes), los asiáticos (casi todos chinos con 178 habitantes) y finalmente los ciudadanos de Oceanía, representados por habitantes procedentes de Nueva Zelanda y Australia.

### Urbanismo

#### La ciudad medieval
La ciudad medieval se desarrolló en torno al puente del Burgo, en la orilla sur del río Lérez, donde se encontraba el recinto fortificado. La Basílica de Santa María la Mayor y el Convento de San Francisco marcaban los puntos estratégicos del entramado urbano sobre dos colinas, entre las cuales se extendía un laberinto de calles y plazas en un clásico diseño de espina de pez, con un eje principal en las actuales calles Sarmiento e Isabel II. El centro histórico, con sus plazas de proporciones regulares y casas nobles, tenía su epicentro en la plaza de la Herrería, formando el núcleo vital de la ciudad. A partir de la Edad Media, cerca del puente del Burgo, se construyeron los muelles en el arrabal marítimo de A Moureira, dividido en tres sectores y caracterizado por su estructura no alineada. Este barrio fue especialmente próspero en los siglos XV y XVI. A finales del siglo XVIII, el arrabal de O Burgo comenzó a ganar importancia.

#### La ciudad burguesa delsigloXIXy principios delXX

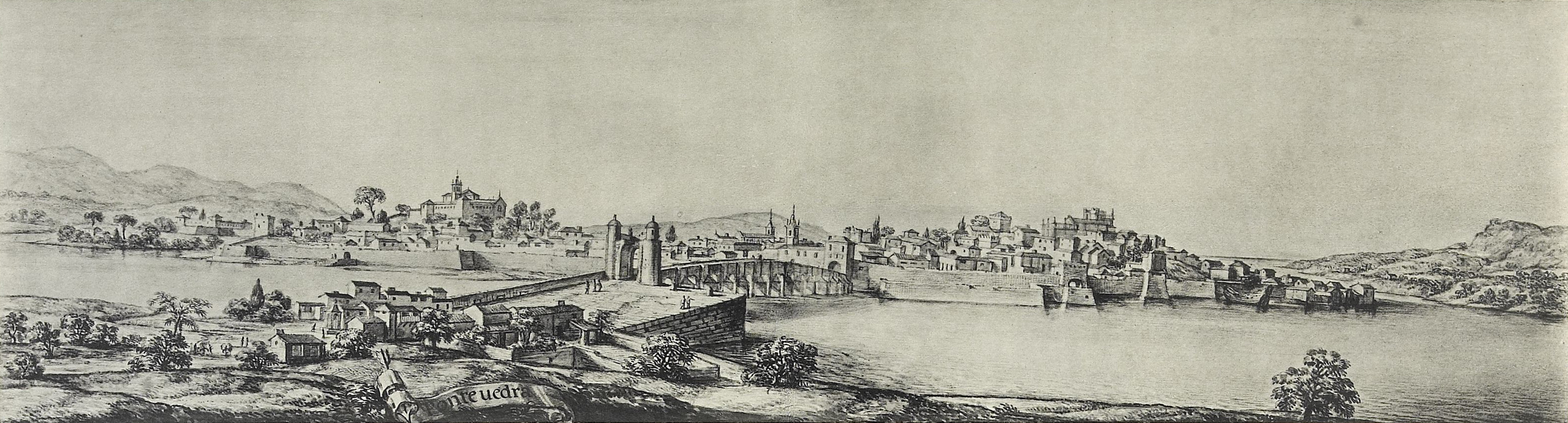
Acuarela de Pontevedra en 1669 realizada por Pier Maria Baldi

La transformación de la ciudad de Pontevedra en una villa burguesa comenzó con su designación como capital provincial en 1833, lo que llevó a la demolición de las murallas y a la expansión urbana, con la apertura de nuevas calles como Oliva, Michelena y Benito Corbal. En el último cuarto del siglo XIX, durante la Restauración borbónica, se llevaron a cabo significativos proyectos de infraestructura y el diseño del Ensanche. Las Torres Arzobispales fueron derribadas en 1873 y se trazaron calles y avenidas principales como García Camba y la Gran Vía de Montero Ríos, mientras que se acondicionaron a partir de 1880 la plaza de España y el parque de la Alameda. Edificios emblemáticos diseñados por Alejandro Sesmero, como la Casa Consistorial y el Palacio de la Diputación se construyeron alrededor de estos espacios burgueses. La inauguración de la primera estación de ferrocarril en 1884 y la construcción del puente de la Barca a partir 1894 mejoraron las comunicaciones. A principios del siglo XX, se desarrollaron nuevos espacios como el parque de las Palmeras y la plaza de Concepción Arenal, se transformó la línea de costa en A Moureira con numerosos rellenos y continuó la expansión urbanística con el desarrollo de calles rectas y emblemáticas como Benito Corbal, General Gutiérrez Mellado en 1927 y Daniel de la Sota en 1958.

#### Desarrollo urbano en el último tercio delsigloXX

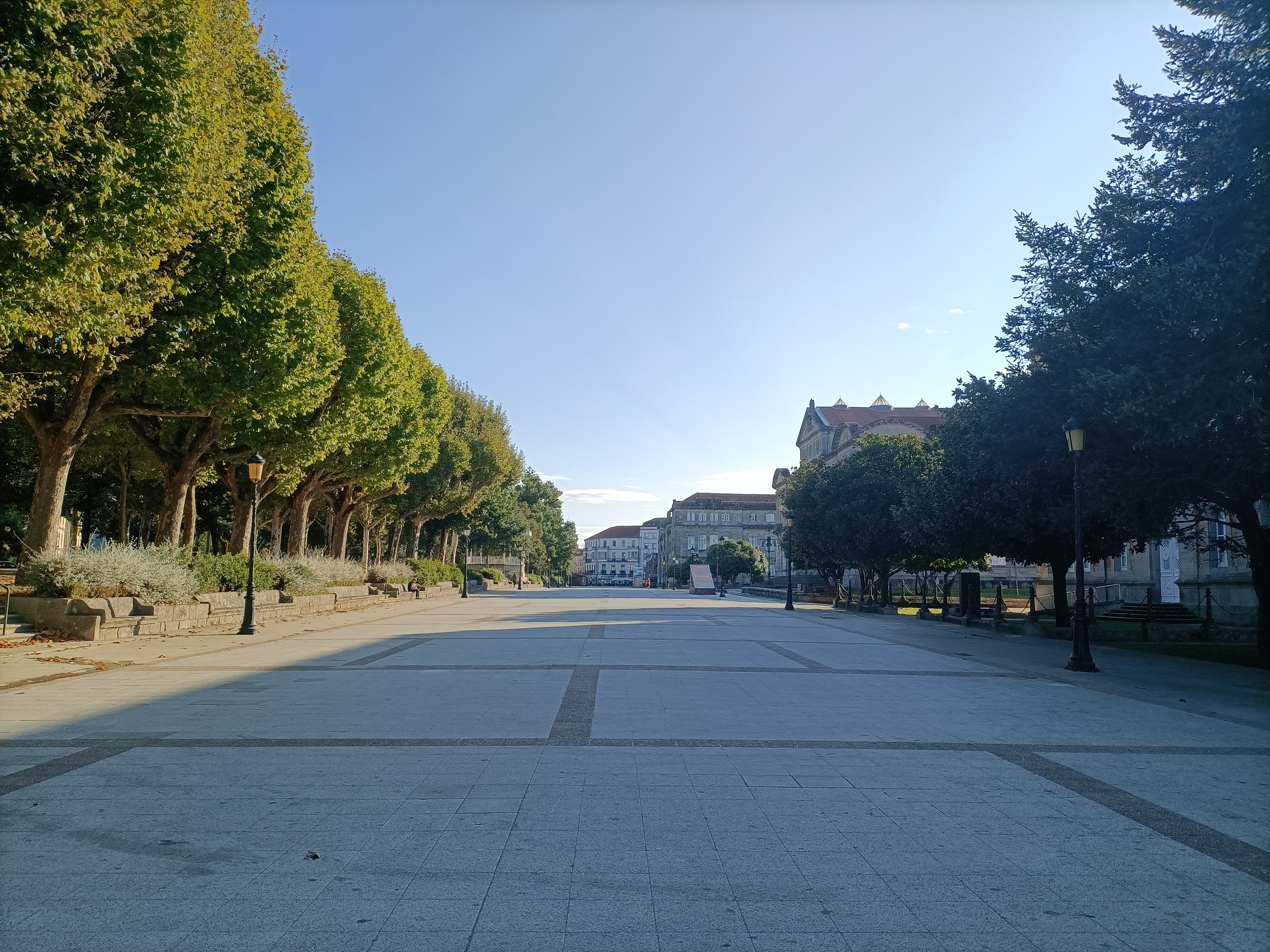
Gran Vía de Montero Ríos inaugurada en 1894

En 1968 comenzó la urbanización del barrio de Campolongo, a partir del desmantelamiento de la línea férrea que atravesaba la ciudad y de la antigua estación situada en la actual plaza de Galicia, creando un barrio moderno con altos edificios y grandes espacios verdes. A principios de la década de 1970, se iniciaron las obras de urbanización del barrio de Monte Porreiro al noreste, donde se construyeron numerosas viviendas sociales y servicios como un colegio, un instituto y el Centro Regional de la UNED. En los años 70 y 80, los terrenos de A Xunqueira, una marisma desecada a finales de los años 60, se urbanizaron para centros educativos e instalaciones deportivas, y en 1983 se inauguró el puente de Santiago para conectar el centro de la ciudad con esa área. A principios de los años 90, se construyeron en A Xunqueira el campus universitario y otras instalaciones educativas. En 1995 se construyó el puente de los Tirantes para mejorar la comunicación entre las dos orillas del río Lérez. En 1997, se urbanizaron la Isla de las Esculturas y las riberas del río Lérez, y se edificaron el Palacio de Congresos y el Recinto Ferial frente al parque Rosalía de Castro, como parte de la integración urbanística de estos extensos espacios en la orilla norte de la ciudad.

#### La ciudad modelo de urbanismo delsigloXXI

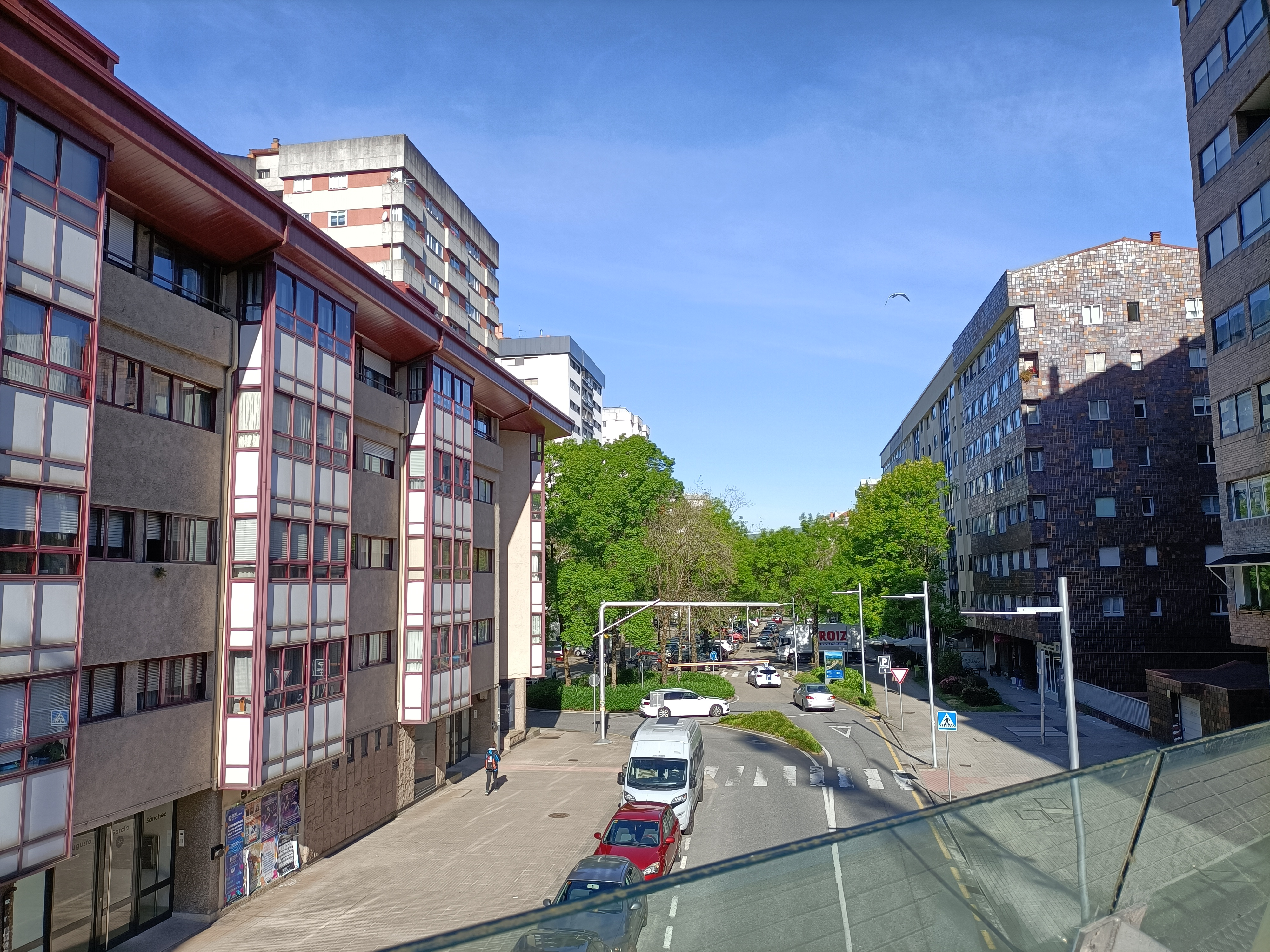
Avenida de Augusto García Sánchez inaugurada en 1975

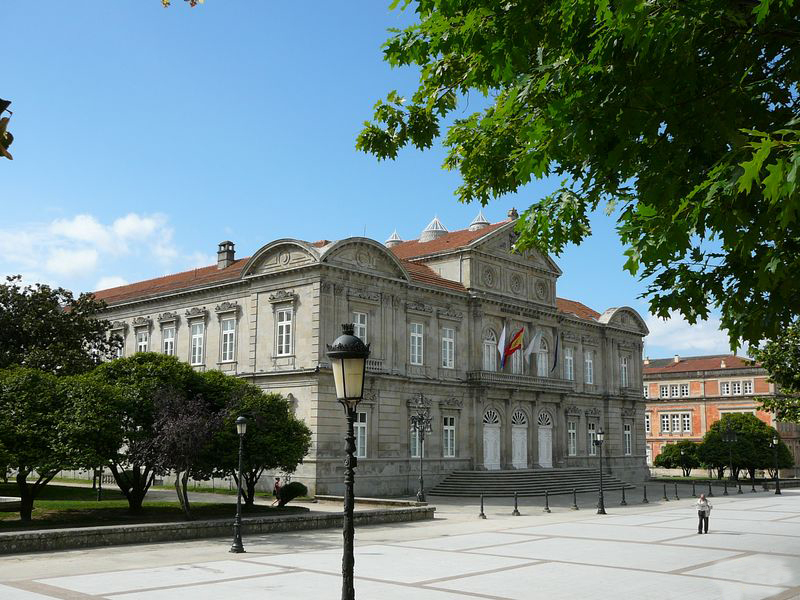
Palacio de la Diputación Provincial de Pontevedra del en la Gran Vía de Montero Ríos

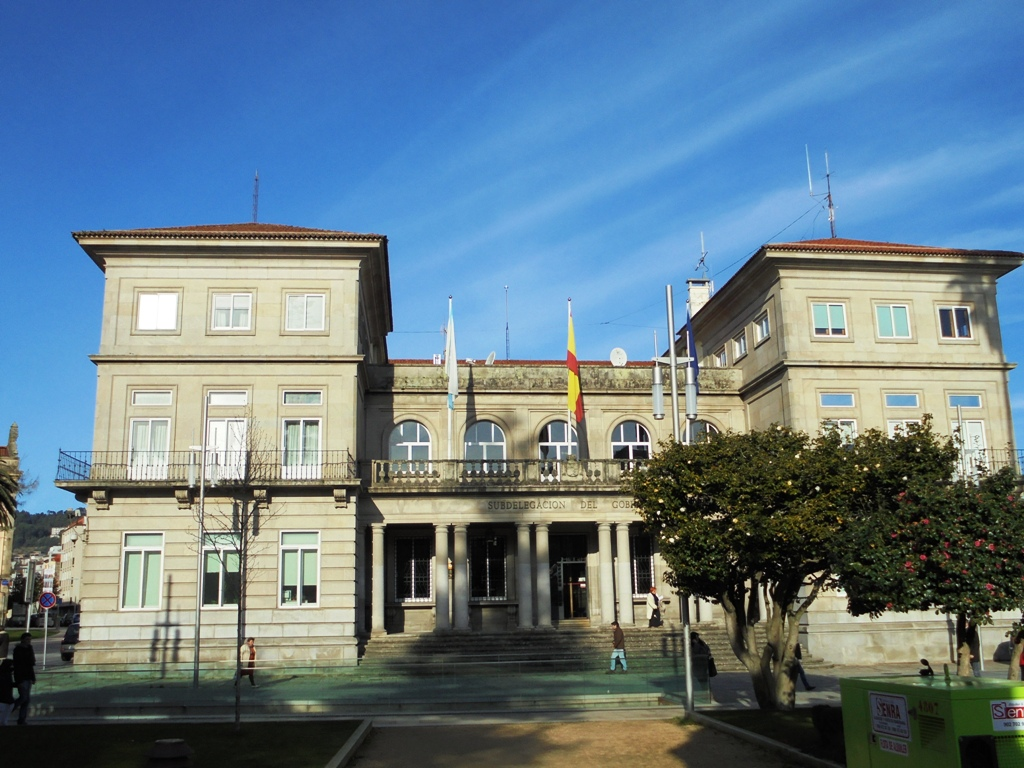
Subdelegación del Gobierno

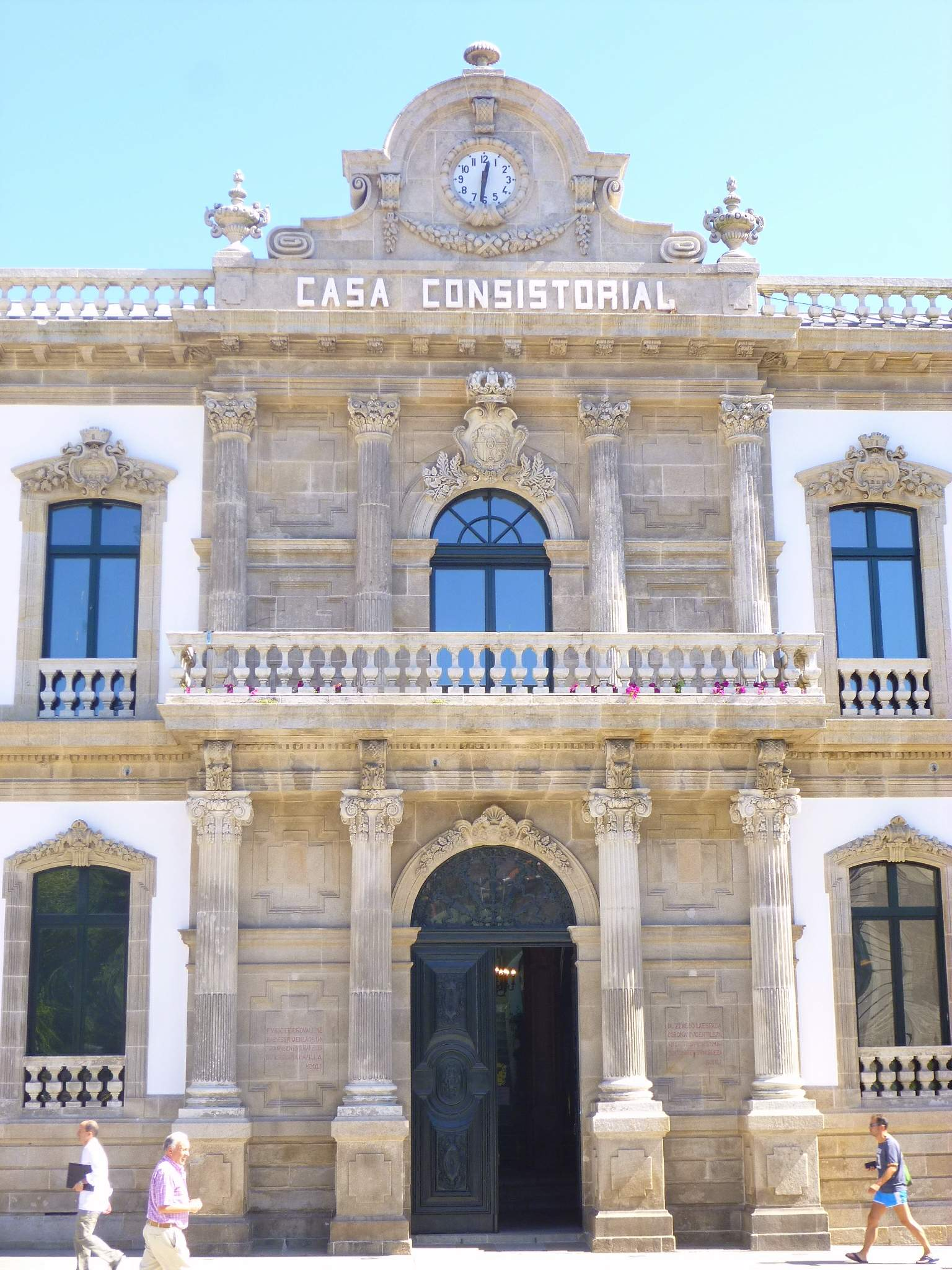
Ayuntamiento de Pontevedra

La ciudad de Pontevedra se ha destacado en el siglo XXI como modelo de urbanismo. Desde 1999, se llevó a cabo una profunda reforma urbana y una extensa peatonalización del centro histórico y gran parte del Ensanche y el centro de la ciudad, convirtiéndose en un referente internacional en urbanismo. Entre los nuevos desarrollos urbanos destacan el barrio de A Parda en el sector este, surgido tras la demolición de la antigua prisión provincial y la creación de nuevos edificios judiciales en 1998 y 2019, así como la urbanización de la avenida Virxinia Pereira Renda en 1999. En 2000, se recuperaron las Marismas del Alba, convirtiéndolas en un extenso parque natural al norte de la ciudad, y en 2007 se transformó el entorno del río Gafos con la creación de un parque lineal. El barrio de Valdecorvos comenzó su desarrollo en 2008 en la zona este, en 2012 se inauguró el puente de las Corrientes para mejorar el acceso norte hacia la AP-9 y las playas de la ría de Pontevedra y en 2015 la avenida Josefina Arruti que facilitó el acceso desde el sur. En años recientes, se ha avanzado en el desarrollo del sur del barrio de Campolongo, donde se estableció la Ciudad Administrativa en 2008, y en la urbanización de los terrenos de la antigua fábrica de Tafisa en el este, a orillas del río Lérez. Esta intervención urbanística, iniciada en 2011 y finalizada en 2015, sigue en desarrollo, al igual que los barrios de Valdecorvos, A Eiriña, sur de Campolongo y A Parda. Asimismo en los últimos años, se han realizado importantes reformas urbanísticas en otros barrios (O Burgo, O Castañal, Salgueiriños) y calles, especialmente en las que forman parte del trazado del Camino de Santiago Portugués, abarcando tanto el sur como el norte y el centro de la ciudad. En 2019, se reformaron las calles Gorgullón y Virgen del Camino en la zona sur. En 2020, se peatonalizó el puente del Burgo en el norte, y en 2024 comenzó la reforma integral de la calle Santiña en el barrio de O Burgo.

## Administración y política

### Capitalidad
La ciudad es la capital de la provincia de Pontevedra, y por tanto están ubicados en ella los diferentes entes administrativos de ámbito provincial, autonómico, y del Gobierno central.
En el aspecto provincial destaca la Diputación Provincial de Pontevedra, que ofrece a los municipios de la provincia en su palacio provincial diferentes servicios y se encarga de su gobierno y administración.
En el plano autonómico, la ciudad cuenta con la Sede Provincial de la Junta de Galicia que aglutina, desde la última reforma de la Administración Autonómica, la representación de todas las áreas del Gobierno Autonómico en Pontevedra. Desde el año 2008, la Sede provincial de la Junta de Galicia ofrece sus servicios en un gran edificio central presidido por dos torres gemelas construido en la Ciudad Administrativa en la avenida María Victoria Moreno 43, que aglutina la mayoría de las delegaciones provinciales, salvo alguna como la de Medio Ambiente, Territorio e Infraestructuras, ubicada en otro edificio muy próximo de la Junta de Galicia en la calle Alcalde Hevia.
En representación del Gobierno central existe la Subdelegación del Gobierno, antiguo Gobierno Civil de Pontevedra, dependiente funcionalmente del Delegado del Gobierno en Galicia, sita en la plaza de España, así como la localización en la ciudad de los servicios periféricos del Estado: delegaciones provinciales de los diferentes ministerios como la Delegación de Defensa, Servicio Provincial de Costas, Servicio Provincial de Agricultura y Pesca, Servicio Provincial de Telecomunicaciones (estos últimos ubicados en el antiguo edificio del Banco de España).
Pontevedra es además cabecera de comarca y de partido judicial. Acoge la sede de la Audiencia Provincial de Pontevedra, en cuyo Palacio de Justicia se hallan las secciones 1, 2, 3 y 4 de dicho órgano colegiado. Acoge asimismo otros organismos provinciales dependientes del Ministerio de Interior como la Jefatura Provincial de Tráfico, la Comisaría Provincial de la Policía Nacional, el Cuartel Provincial de la Guardia Civil en calidad de capital de la provincia.
La ciudad es asimismo capital de las Rías Bajas y capital del Camino Portugués de Peregrinación a Santiago de Compostela.

### Gobierno municipal
La alcaldía de la ciudad desde 1999 es ocupada por el médico y político del BNG Miguel Anxo Fernández Lores, revalidando el bastón de mando consecutivamente en los comicios de los años 2003, 2007 y 2011 en coalición con el PSdeG-PSOE.
| Periodo   | Nombre                          | Partido | Partido                            |
| --------- | ------------------------------- | ------- | ---------------------------------- |
| 1979-1983 | José Rivas Fontán               |         | Unión de Centro Democrático (UCD)  |
| 1983-1987 | José Rivas Fontán               |         | Alianza Popular (AP)               |
| 1987-1991 | José Rivas Fontán               |         | Independientes de Galicia          |
| 1991-1995 | Francisco Javier Cobián Salgado |         | Partido Popular de Galicia (PPdeG) |
| 1995-1999 | Juan Luis Pedrosa Fernández     |         | Partido Popular de Galicia (PPdeG) |
| 1999-act. | Miguel Anxo Fernández Lores     |         | Bloque Nacionalista Galego (BNG)   |

| Partido político                                | 2023  | 2023   | 2023       | 2019  | 2019   | 2019       | 2015  | 2015   | 2015       | 2011  | 2011   | 2011       | 2007  | 2007   | 2007       |
| Partido político                                | %     | Votos  | Concejales | %     | Votos  | Concejales | %     | Votos  | Concejales | %     | Votos  | Concejales | %     | Votos  | Concejales |
| Partido Popular de Galicia (PPdeG)              | 38,85 | 16 096 | 11         | 30,00 | 12 440 | 9          | 27,10 | 10 725 | 7          | 39,52 | 17 244 | 11         | 44,15 | 19 387 | 12         |
| Bloque Nacionalista Galego (BNG)                | 31,37 | 13 000 | 9          | 39,79 | 16 500 | 11         | 43,08 | 17 050 | 12         | 39,25 | 17 130 | 11         | 28,26 | 12 412 | 7          |
| Partido dos Socialistas de Galicia (PSdeG-PSOE) | 17,71 | 7340   | 5          | 13,98 | 5797   | 4          | 10,81 | 4277   | 3          | 13,30 | 5803   | 3          | 22,33 | 9807   | 6          |
| Cidadáns (Cs)                                   | 0,95  | 396    | 0          | 5,17  | 2142   | 1          | 5,73  | 2268   | 1          | —     | —      | —          | —     | —      | —          |
| Podemos-Esquerda Unida (EU)-En Marea            | 1,39  | 580    | 0          | 3,60  | 1492   | 0          | 8,14  | 3222   | 2          | 1,63  | 712    | 0          | 1,35  | 594    | 0          |

### Justicia

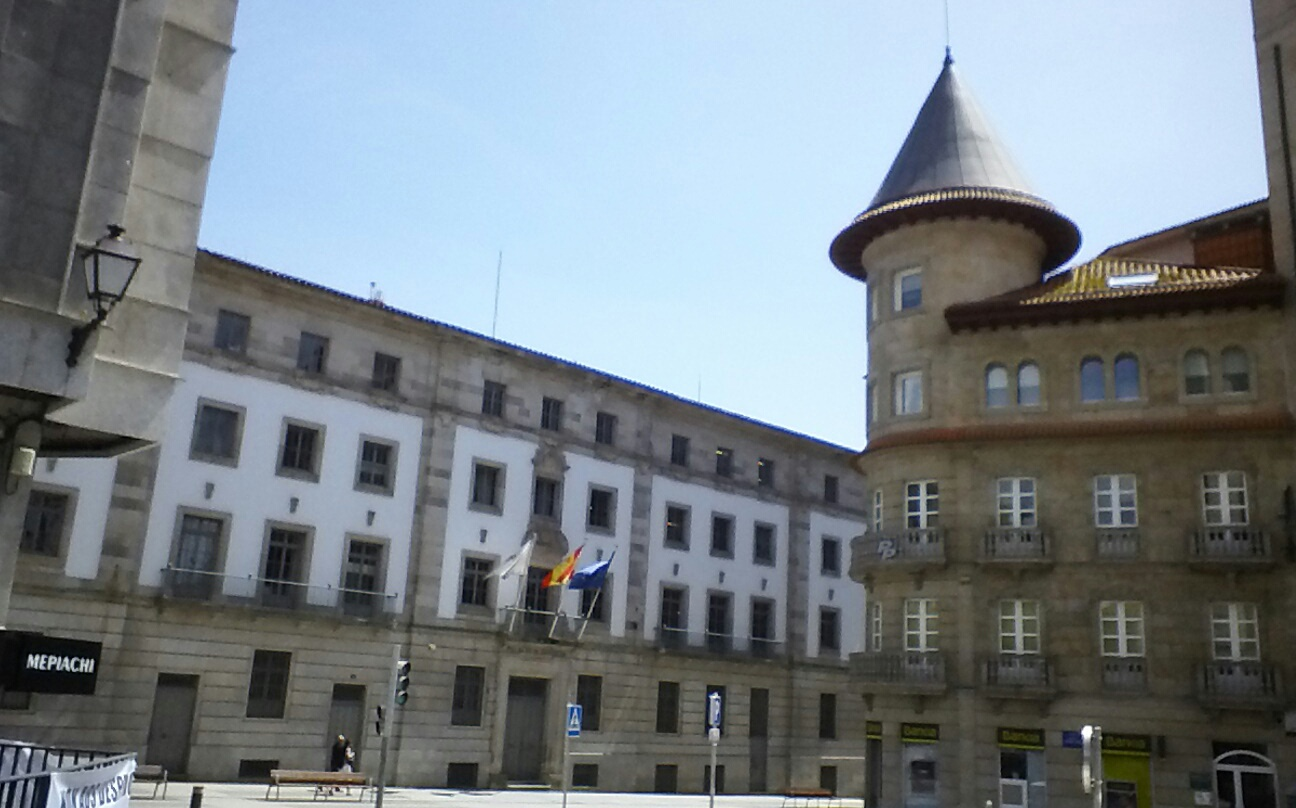
Palacio de Justicia de Pontevedra y sede de la Audiencia Provincial en la provincia de Pontevedra

La ciudad es sede y cabecera del partido judicial de Pontevedra, y sede de la Audiencia Provincial de Pontevedra en su calidad de capital de provincia, además de la Ciudad de la Justicia de Pontevedra que abarca 28 juzgados y una población de 500 000 habitantes. Los órganos judiciales se distribuyen entre el Palacio de Justicia en el centro de la ciudad y los dos edificios de Juzgados en la ciudad de la Justicia en el barrio de A Parda. El Palacio de Justicia de la capital pontevedresa en el centro de la ciudad alberga la Presidencia de la Audiencia Provincial de Pontevedra así como las Secciones número 1, 2, 3 y 4 de la Audiencia pontevedresa que cubren el área civil (1 y 3) y penal (2 y 4). La ciudad cuenta asimismo con 28 juzgados, instalados en dos grandes edificio de la Ciudad de la Justicia en el barrio de A Parda, entre los que se encuentran dos juzgados de lo mercantil, cinco juzgados de primera instancia, tres juzgados de instrucción, tres juzgados de lo contencioso-administrativo, cuatro juzgados de lo social, cuatro juzgados de lo penal, el juzgado de menores y el juzgado de vigilancia penitenciaria así como la Fiscalía del Área de Pontevedra y otros servicios como Médico-Forense, Decanato y Registro Civil. En 2019 se inauguró otro edificio judicial en los terrenos de la ciudad de la Justicia en el barrio de A Parda con capacidad para albergar veintiocho juzgados.

### Organización territorial
Parroquias que forman parte del municipio:
- Alba (Santa María)[235]
- A Virxe do Camiño
- Berducido (San Martín)[234][236]
- Bora (Santa Mariña)[235]
- Campañó (San Pedro)[235]
- Canicouva[234]
- Cerponzones[234]
- Geve (San Andrés)[234]
- Lérez (San Salvador)[235]
- Lourizán (San Andrés)[235]
- Marcón (San Miguel)[235]
- Mourente (Santa María)[235]
- Puente-Sampayo[234]
- Salcedo (San Martiño)[235]
- Santa María de Geve (Santa María)[234]
- Tomeza (San Pedro)[235]

Barrios
Pontevedra es una ciudad que cuenta con un gran número de barrios, de los que históricamente los más importantes son el centro histórico y A Moureira, el barrio de marineros y pescadores. Otro barrio históricamente muy conocido es el de O Burgo, famoso por su puente de unión entre las dos orillas del Lérez y por estar enclavado entre las junqueras de Alba y del Lérez. En el último tercio del siglo XIX y principios del siglo XX se planificó el Ensanche, que constituye el actual centro de la ciudad. Ya del último tercio del siglo XX, Monte Porreiro es un barrio residencial en las afueras de la ciudad. Campolongo, enclavado en el centro del entresijo urbano de la urbe lerezana es el barrio más céntrico y Mollavao se caracteriza por sus residentes militares (de la Marina) principalmente. En expansión se encuentra A Parda, que se ha convertido en uno de los barrios más importantes de la ciudad y Valdecorvos. También sobresalen A Eiriña, Tafisa-A Seca y Salgueiriños. Asimismo, el barrio de la Barca, al otro lado del puente de la Barca, aunque perteneciente al municipio de Poyo, funciona como un barrio más de la ciudad ya que toda la edificación se debe a la situación geográfica en continuo urbano con Pontevedra capital. También actúa como barrio de la ciudad A Caeira, otro barrio del colindante municipio de Poyo.
Distritos
Pontevedra capital se divide en los siguientes Distritos según la Ley de Grandes Ciudades, estos a su vez se dividen en Barrios:
- Distrito 1: está delimitado por el Ensanche con plazas como la Glorieta de Compostela en el centro de la ciudad y una parte del barrio de Campolongo.
- Distrito 2: comprende todo el centro histórico de Pontevedra y la parte oeste de la ciudad correspondiente a la zona de Orillamar y el barrio de A Moureira hasta la plaza de Concepción Arenal y la calle Echegaray, así como en el este los barrios de San Antoniño y A Seca.
- Distrito 3: situado al sur de la capital, comprende la zona sur del barrio de Campolongo y los barrios de Estrigueiras, Mollavao, Gorgullón y Estaciones-Eduardo Pondal.
- Distrito 4: situado al este de la ciudad, comprende los barrios de: A Parda, Salgueiriños, Valdecorvos, A Eiriña y Tafisa-A Seca.
- Distrito 5: situado en la zona norte de la ciudad, comprende los barrios del lado norte del río Lérez, fundamentalmente O Burgo, A Santiña y A Xunqueira. En este distrito está incluido el barrio de La Caeira en el colidante municipio de Poyo así como La Barca.
- Distrito 6: comprende el barrio de Monte Porreiro situado al noreste de la ciudad, en el que está situado el Centro Asociado de la UNED en Pontevedra y el barrio de Santa Margarita.

## Economía

### Sector servicios

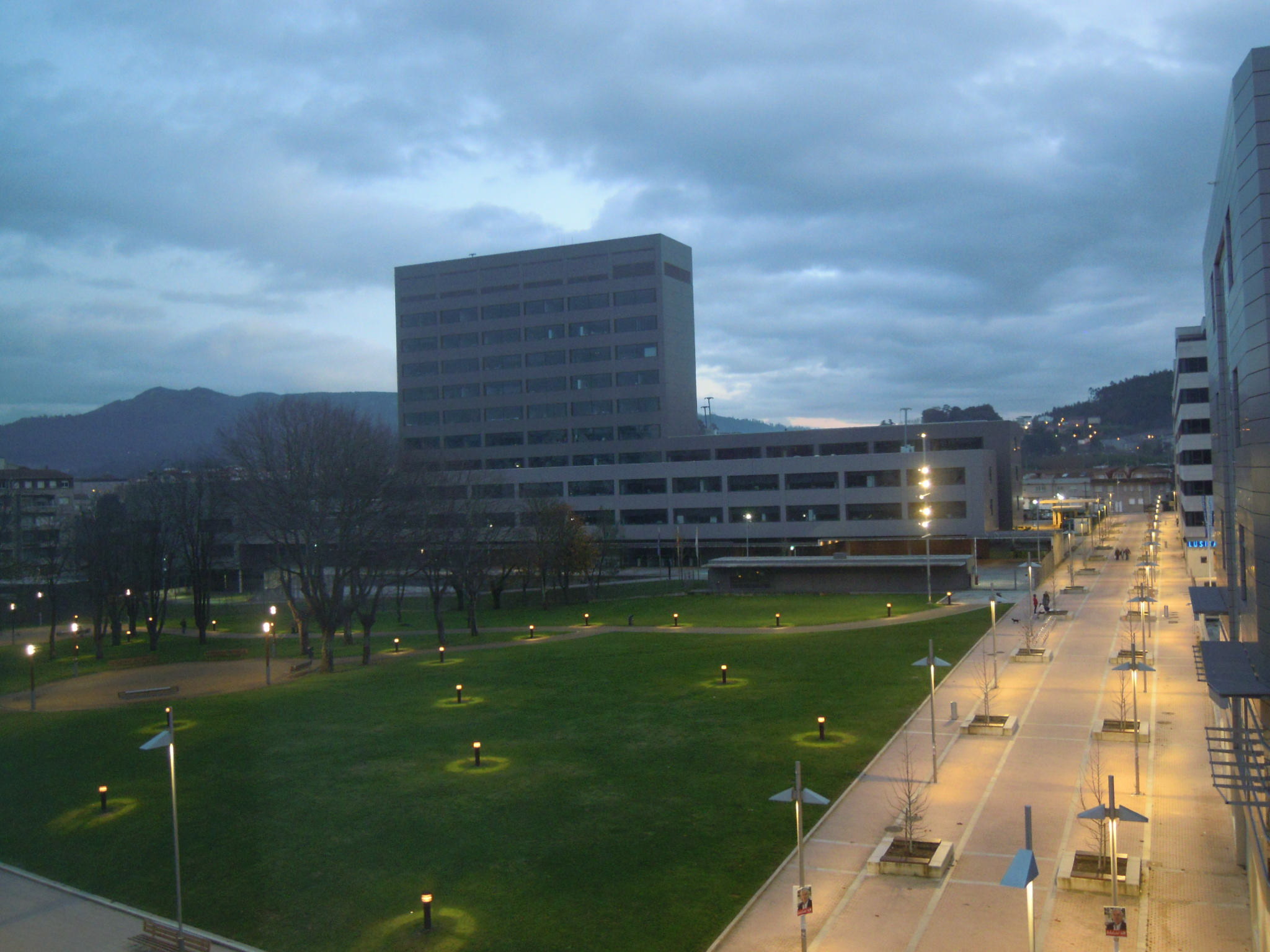
Ciudad Administrativa de Pontevedra

La mayor parte de los ciudadanos de Pontevedra trabajan en el sector servicios, algo evidente si se tiene en cuenta que la ciudad es cabecera de un área de influencia de al menos 200 000 habitantes, lo que supone la existencia de un importante y diversificado sector comercial. A esto hay que unirle su situación privilegiada en el centro de las Rías Bajas, lo que la convierte en ciudad turística y dota de un importante peso específico a la hostelería en la economía. La ciudad se sitúa entre las ciudades españolas con una renta anual más elevada.

#### Empleo público
Como capital de su provincia, Pontevedra cuenta con numerosas oficinas, delegaciones e instalaciones de las diferentes Administraciones Públicas, en las cuales trabajan gran cantidad de funcionarios. A esto hay que añadirle la importante presencia militar en la zona: por una parte la Base General Morillo, situada en Figueirido, en el municipio limítrofe de Vilaboa, acoge al grueso de la Brigada de Infantería Ligera Aerotransportable Galicia VII, una de las principales grandes unidades del Ejército de Tierra mientras que en la vecina ciudad de Marín se encuentra la Escuela Naval Militar, centro de formación de los oficiales de la Armada Española.

##### Instituciones, servicios públicos y profesionales
Como capital de la provincia pontevedresa y centro de las Rías Bajas, Pontevedra es sede de numerosas instituciones y organismos de la administración pública y privada que tienen su sede en la ciudad. Además de las Delegaciones Provinciales de organismos estatales, autonómicos y pronvinciales, en la ciudad se asientan múltiples instituciones. Entre ellas están:

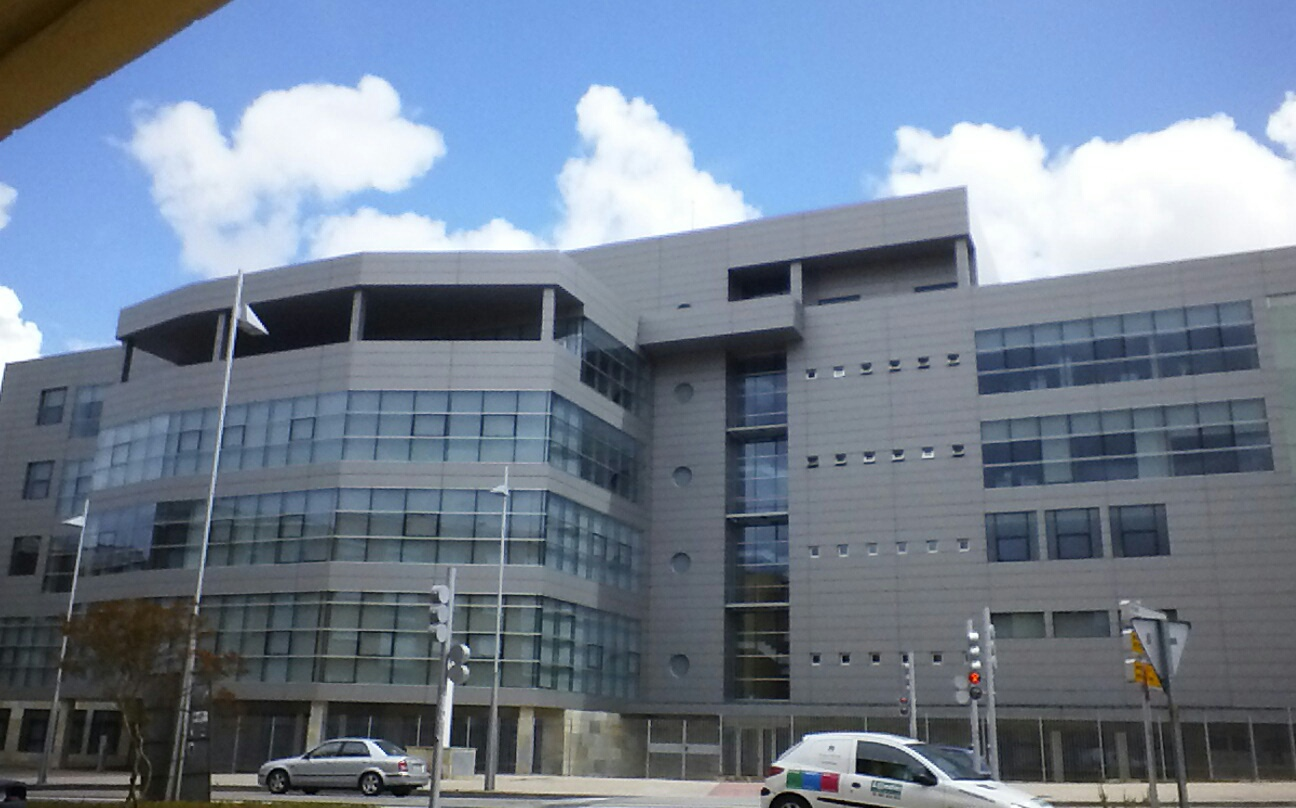
Delegación provincial de Hacienda

- Delegación Provincial de Economía y Hacienda de Pontevedra, sita en la avenida María Victoria Moreno, 45.[241]
- Jefatura Provincial de Tráfico, sita en la plaza Eira da Veiga, 8.
- Unidad de Carreteras del Estado en Pontevedra, delegación sita en la calle San Roque, 2.[242]
- Servicio Provincial de Costas de Pontevedra, sito en la calle San José, 6.
- Delegación Provincial del Instituto Nacional de Estadística y de la Oficina del Censo Electoral, sito en la calle Iglesias Vilarelle, 2.
- Consejo Regulador Denominación de Origen Rías Bajas (vino albariño) sito en la plaza de la Pedreira, 10.[243]
- Biblioteca Pública del Estado, sita en la calle Alfonso XIII, 3.[244]
- Archivo Histórico Provincial de Pontevedra, sito en el paseo de Colón, 4.[245]
- Jefatura Provincial de Correos y Telégrafos sita en la calle de la Oliva, 19-21.[246]
- Centro de Tratamiento Postal de Pontevedra sito en la avenida de Lugo, 86.[247]
- Oficina provincial de la Cruz Roja Española en la calle de la Cruz Roja, 26.
- Ilustre Colegio Oficial de Médicos de Pontevedra, sito en la calle Echegaray, 8.[248]
- Colegio Oficial de Odontólogos y Estomatólogos de Pontevedra y Orense, de la XI región, sito en la avenida de Augusto García Sánchez, 10.[249]
- Ilustre Colegio Provincial de Abogados de Pontevedra, sito en la avenida de la Reina Victoria, 9.[250]
- Colegio Oficial de Veterinarios de Pontevedra, sito en la calle Camiño Vello de Castela, 4.[251]
- Colegio Oficial de Enfermería de Pontevedra, sito en la calle José Casal, 5.[252]
- Colegio Oficial de Farmacéuticos de Pontevedra, sito en la calle Echegaray, 10.[253]
- Centro Gallego de Tecnificación Deportiva, para los deportistas de élite y alto nivel, sito en la calle Padre Fernando Olmedo, 1.[254]

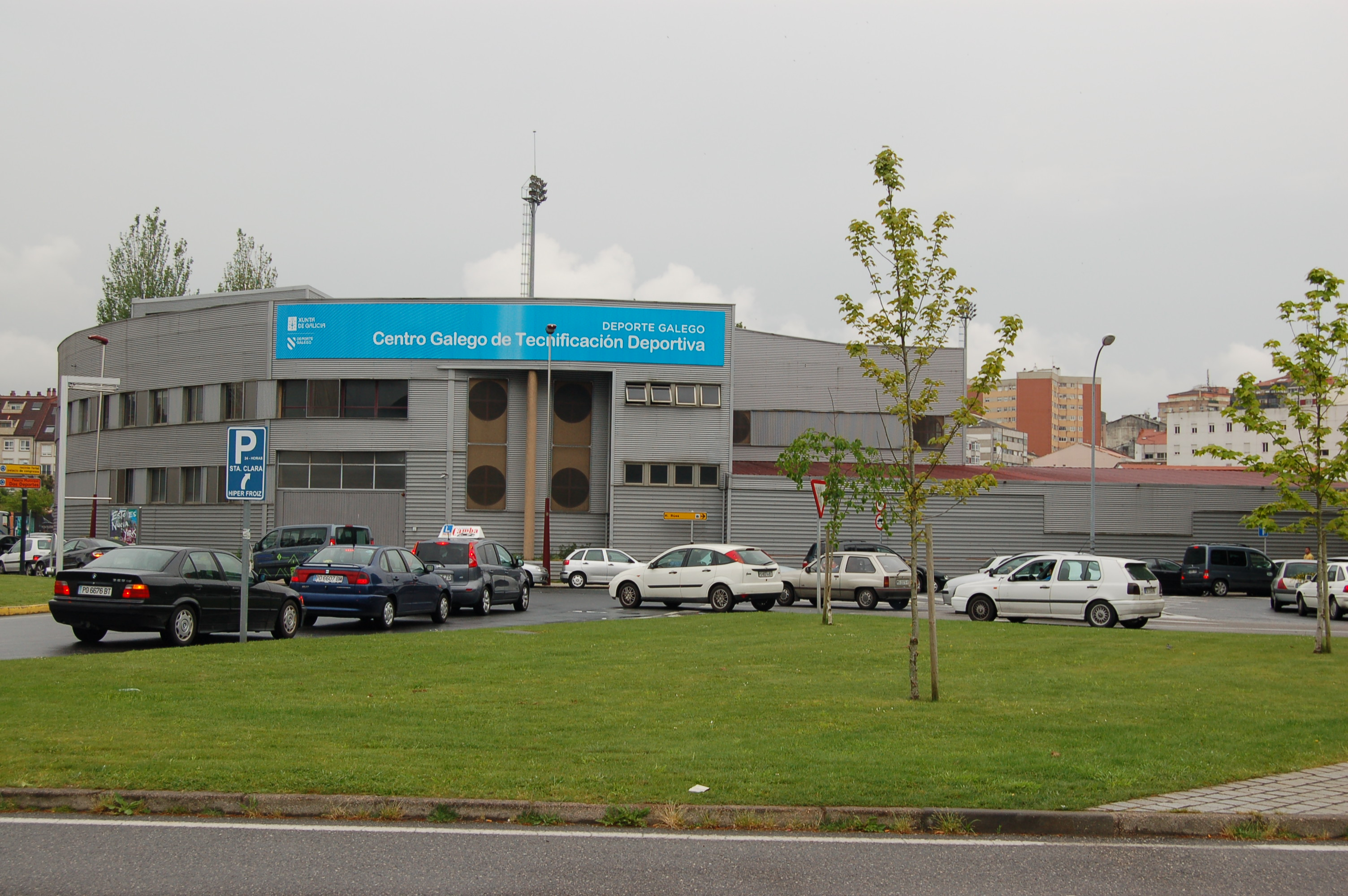
Centro Gallego de Tecnificación Deportiva

- Misión Biológica de Galicia (CSIC), en Palacio-Salcedo.[255]
- Centro de Investigaciones Forestales y Ambientales de Galicia (CIFA), en la parroquia de Lourizán en la carretera de Marín.[256]
- Federación Gallega de piragüismo, en la calle Gavilán s/n, embalse de Pontillón do Castro.[257]
- Servicio Provincial de la Mutua de Funcionarios Civiles del Estado (Muface) de Pontevedra, sito en la calle Sagasta, 2.[258]
- Servicio Provincial del Instituto Social de las Fuerzas Armadas Españolas (ISFAS) de Pontevedra, sito en el paseo de Cervantes.[259]

##### Instalaciones militares
Pontevedra capital es el centro de La Armada Española en Galicia y en el noroeste español. La ciudad del Lérez es la sede de:
- La Brigada de Infantería Ligera Aerotransportable 'Galicia' VII. Adquirió su denominación actual en 1988.[260] La BRILAT conforma uno de los pilares fundamentales de la ciudad de Pontevedra.

Asimismo, la cercana villa de Marín, perteneciente a la aglomeración urbana de Pontevedra, es la sede de:
- La Escuela Naval Militar de España, donde se forman los oficiales de marina españoles.

#### Turismo
La ciudad es la capital de la región turística de las Rías Bajas. Actualmente es un destino urbano de referencia en Europa para viajes a ciudades eminentemente peatonales y sin coches que destacan por su calidad de vida, a la altura de Dubrovnik, Copenhague o Capri.

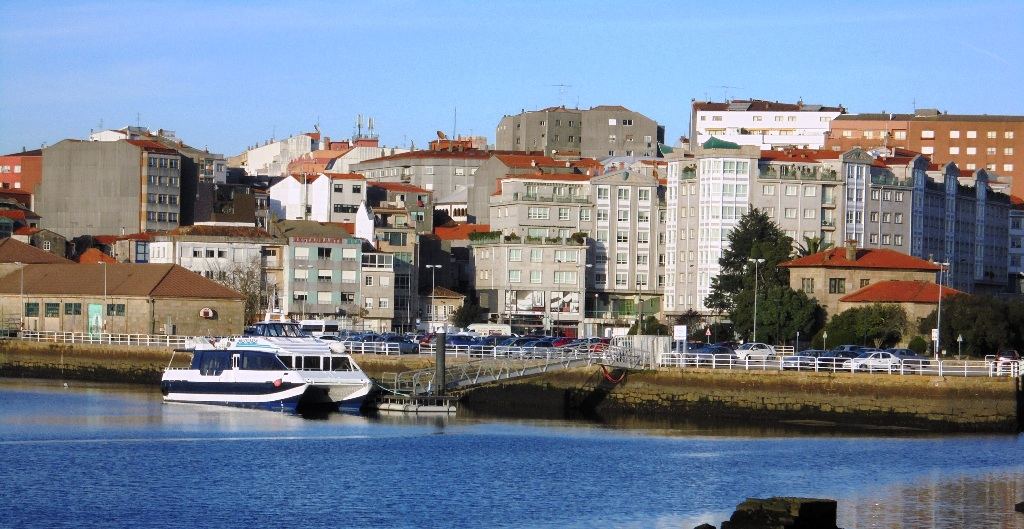
Puerto de Corvaceiras, en A Moureira

Asimismo, la ciudad es un polo de atracción para turistas internacionales gracias a su casco antiguo, su modelo internacional de urbanismo, el Camino de Santiago Portugués, los grandes eventos (deportivos, culturales, musicales), el río Lérez y la ría de Pontevedra y sus puentes. La capital pontevedresa es un enclave turístico de relevancia en Galicia y a nivel nacional, habiéndose convertido en 2024 en la ciudad más deseada para viajar en España según datos del portal de reservas de viajes booking.com.

#### Ferias y congresos
Pontevedra capital es asimismo la sede de la organización de ferias y congresos y especialmente de eventos deportivos nacionales e internacionales que suponen también un motor económico por el número de visitantes que atraen a la ciudad. También es sede de congresos de especial relevancia en Galicia como Culturgal, la feria de las industrias culturales de Galicia.

#### Comercio
El área comercial de influencia de la capital pontevedresa abarca una población total de área de 410 402 habitantes en 2013. Pontevedra cuenta con varias superficies comerciales:Existen numerosos comercios tradicionales, franquicias nacionales e internacionales en el centro de la ciudad y centros comerciales como Carrefour Planet, la Barca y Aldi en el antiguo Vialia en las afueras. La ciudad también es sede de empresas de comercio electrónico como la empresa especializada en la venta de libros y productos editoriales imosver.com.

#### Actividad editorial
La ciudad es la sede de una de las editoriales más importantes en Galicia, Kalandraka. También otras centran su actividad en el área metropolitana de Pontevedra, como Edicións do Cumio y la sede de la importante cadena de Librerías Nobel.

### Industria
En el municipio de Pontevedra y en su área de influencia se asientan varios polígonos industriales, así como otras empresas situadas en otros puntos del municipio.

#### Polígonos industriales
En las afueras de la ciudad y lindando con el vecino municipio de Puentecaldelas se encuentra el polígono industrial O Campiño, que acoge industrias de importancia como auxiliares del automóvil entre otras, pero que se ha quedado insuficiente en cuanto a espacio ante la demanda de terreno por parte de empresas. También existe, aunque es menor, el recientemente ampliado polígono de A Granxa do Vao, si bien este va más dirigido a fines comerciales que industriales, encontrándose en él talleres mecánicos, gimnasios, una gran superficie dedicada al bricolaje, etc. En el polígono industrial O Campiño se encuentran importantes empresas del sector del automóvil como Aludec, que cuenta con 6 centros de producción (Galvanic 1 y 2, Componentes, Stamping e Inyección 1 y 2).
El agotamiento del suelo del polígono industrial O Campiño y la falta de desarrollo de más terreno industrial en el municipio de Pontevedra ha llevado al desarrollo de polígonos en zonas del área metropolitana de Pontevedra como Puentecaldelas, Barro-Meis, Poyo o Marín.
Destacan especialmente por su desarrollo en los últimos años el polígono industrial A Reigosa, en el municipio de Puentecaldelas en el límite con el municipio de Pontevedra y que constituye una ampliación de facto del polígono industrial O Campiño, y el polígono industrial de Barro-Meis en los municipios del mismo nombre. En el polígono industrial A Reigosa se ubican empresas conserveras como Orbe, importantes empresas de distribución editorial como Arnoia y la editorial Edicións do Cumio o empresas de transporte como SEUR. Pendiente de desarrollar está el polígono industrial de Fragamoreira en el limítrofe municipio de Poyo.

#### ENCE
Desde poco tiempo después de su instalación a principios de los años 60, la fábrica generó rechazo generalizado en la población debido al mal olor derivado del proceso productivo de la pasta de papel, que, según las condiciones meteorológicas, afectaba a las poblaciones aledañas de Pontevedra y Marín. Ello, unido al acaparamiento para uso industrial de un gran trecho de la margen sur de la bella y turística Ría de Pontevedra, impidiendo además su explotación marisquera, y la alta contaminación que provocó incluso una condena por delito ecológico, generó desde siempre una oposición de la población, a la que los avatares de la política nunca fueron ajenos.
A pesar de que el problema del mal olor fue en gran parte y con el tiempo solucionado por las medidas adoptadas por la empresa, recientemente ha habido una gran controversia respecto de la ubicación de la fábrica de ENCE y su ampliación. La antigua empresa pública, propietaria de la factoría, había firmado una serie de acuerdos con Georgia Pacific, una gran multinacional del sector para cerrar el ciclo productivo con una fábrica de papel tisú. La oposición del gobierno local (coalición BNG-PSdeG), unida a los cambios de gobierno autonómico y central (socialista y nacionalista el primero y socialista el segundo) y al considerable rechazo popular (según la organización, la última manifestación reunió en 2005 a unos 50 000 gallegos aunque existe un gran sector de trabajadores a favor), consiguió frenar el proyecto alegando daños ecológicos y que los terrenos en los que se asienta el complejo son de dominio público marítimo-terrestre y han de ser abandonados en 2018 (si se construía la papelera, sería complicado ejecutar el fin de la concesión llegado el momento y ejecutar uno de los numerosos proyectos de urbanización existentes). En el caso de la fábrica de pasta de papel, ha sido condenada por delito ecológico y acusada de la elevada mortandad del siempre escaso marisco cultivado a sus pies, aunque sigue reiterando cumplir con los estándares de calidad ambiental mediante grandes carteles a la entrada del complejo y ampliamente visibles desde la autovía que comunica Pontevedra y Marín, construida entre el complejo y la ría. La concesión de una prórroga hasta 2073 a la empresa, por el presidente del gobierno Mariano Rajoy, tras la modificación de la ley de costas, llevó a la declaración de Rajoy como persona non grata por parte del pleno municipal de Pontevedra, a pesar de estar muy ligado personalmente con la ciudad.

#### Otras industrias y empresas

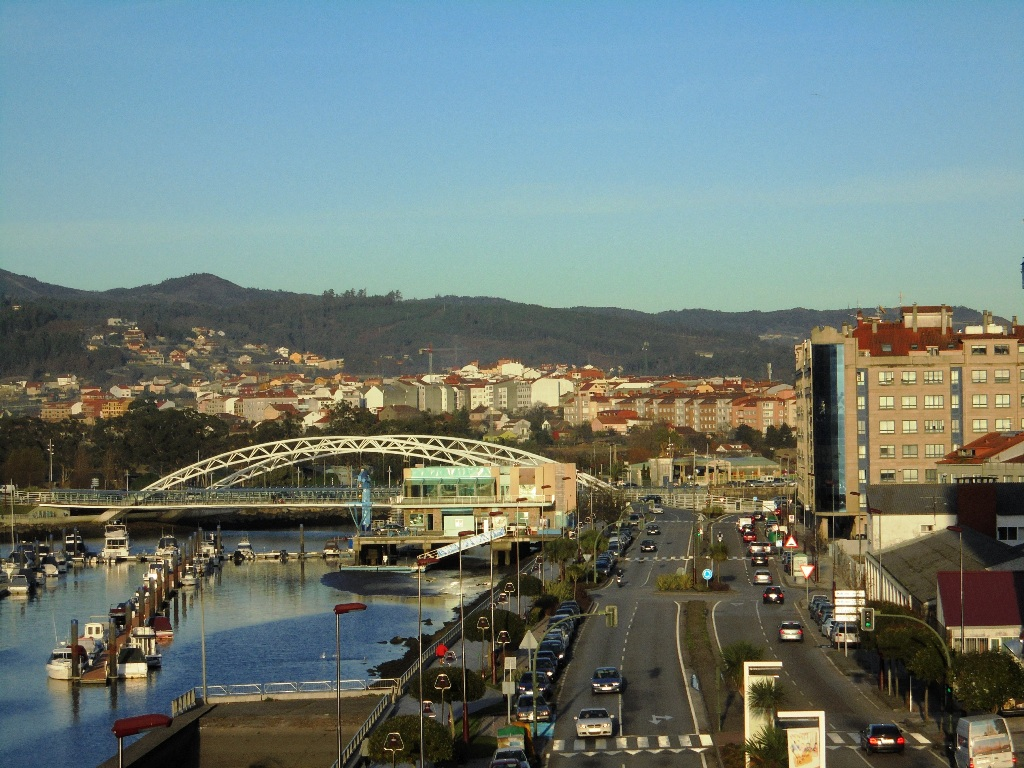
Avenida de Orillamar, puerto deportivo y puente de las Corrientes

Un punto muy importante de asentamiento de empresas varias dentro del área metropolitana de Pontevedra es el área del puerto de Marín-Pontevedra.
Dentro del municipio pontevedrés se asientan asimismo otras empresas de importancia entre las que destaca la empresa de distribución Froiz (supermercados, hipermercados). Otras de renombre son, entre otras, Setga, empresa de iluminación exterior de diseño, señalización y mobiliario urbano, elegida para iluminar el centro de Ámsterdam, Hifas da Terra, empresa de innovación y ecología centrada fundamentalmente en la micología, o EDF dedicada a la energía fotovoltaica.
En la economía de la ciudad y de su área metropolitana también tiene una gran importancia el sector de la construcción. Pontevedra es sede de relevantes empresas del sector de la construcción como San José o Balboa y Buceta.

### Sector primario
Fundamentalmente la agricultura, su importancia disminuye cada vez más debido al envejecimiento de la población rural del municipio y a que su población está «emigrando» al núcleo urbano.

## Servicios

### Educación
La ciudad cuenta con múltiples centros educativos universitarios, de educación secundaria y de adultos y de educación primaria.
Destaca por tener la única escuela de cantería de España (y una de las pocas de Europa). Sus exalumnos han trabajado en edificios como la Sagrada Familia, el Big Ben o el Capitolio.

#### Universidad

##### Campus Universitario de Pontevedra

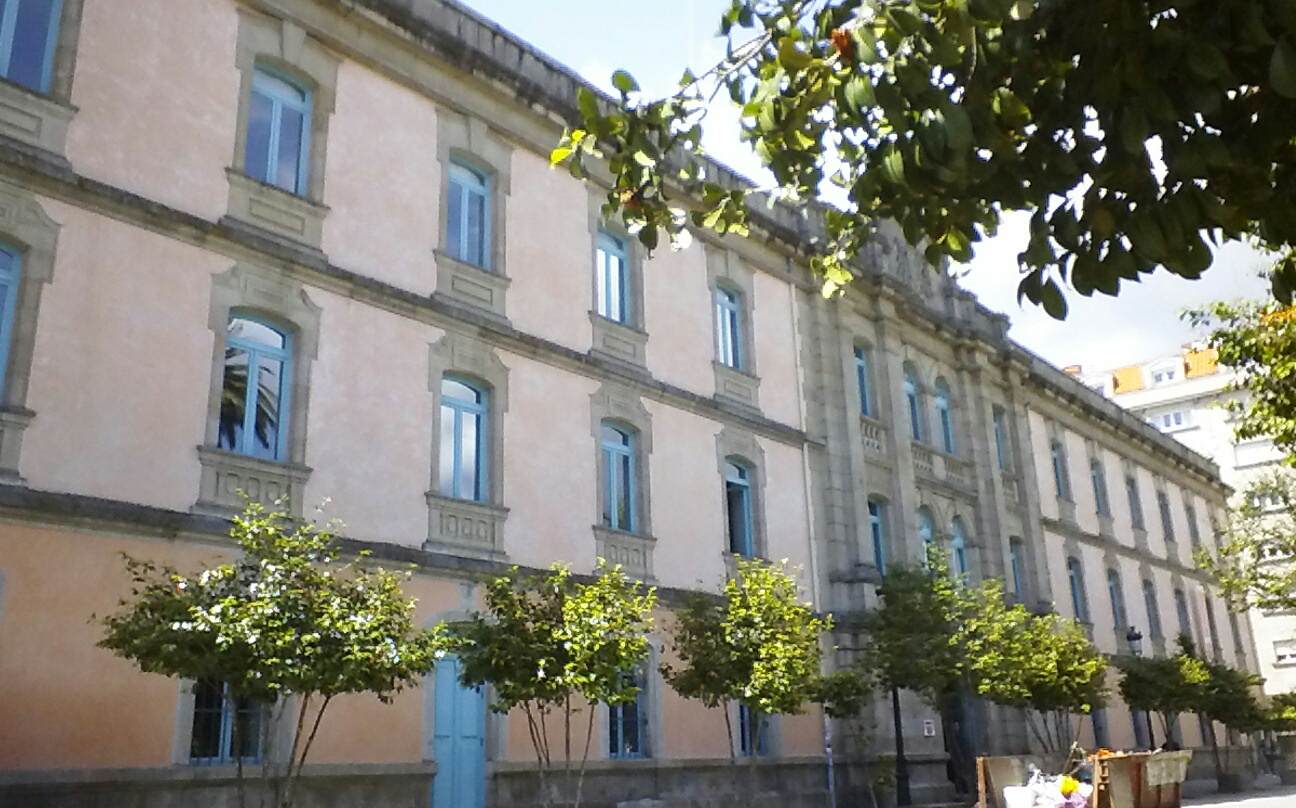
Facultad de Bellas Artes de Pontevedra

La ciudad es sede del Campus Universitario de Pontevedra integrado en el Sistema Universitario de Galicia y dependiente de la Universidad de Vigo. El vicerrectorado del campus se encuentra en la Casa de las Campanas, en el casco antiguo.

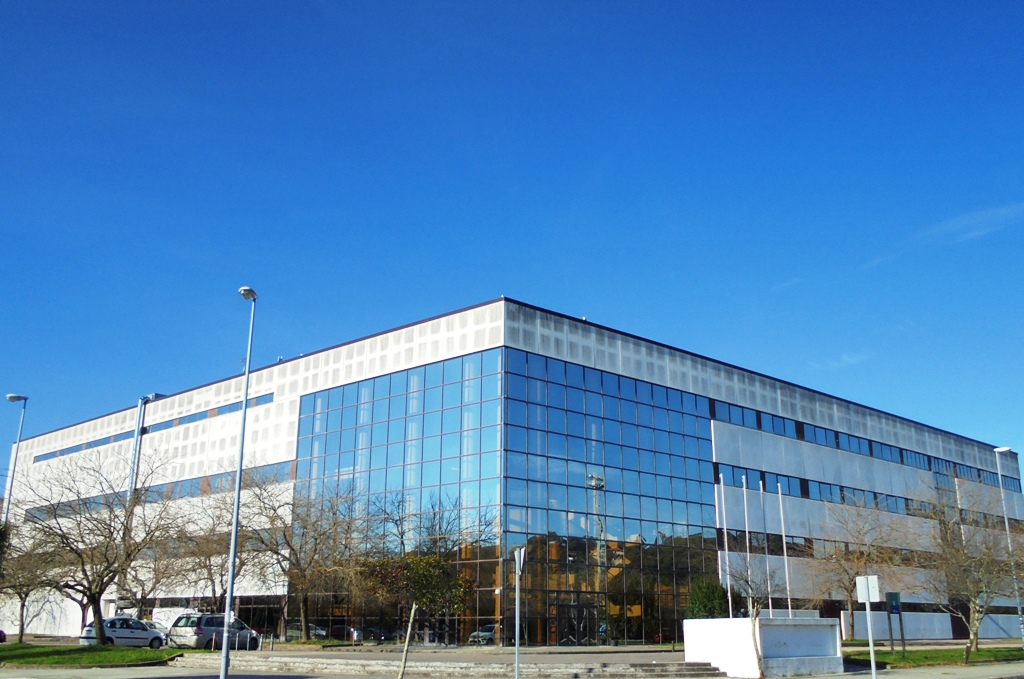
Escuela de Ingeniería Forestal de Pontevedra en el Campus de A Xunqueira

El Campus de Pontevedra cuenta con seis facultades (Comunicación, Dirección y Gestión Pública, Bellas Artes, Ciencias de la Educación y del Deporte, Fisioterapia y Diseño) y dos escuelas universitarias (Ingeniería Forestal y Enfermería), repartidas entre el campus principal en el barrio de A Xunqueira en la zona norte de la ciudad, al lado del parque de la Isla de las Esculturas, y el centro de la ciudad. También pertenece al campus de Pontevedra el Centro Universitario de la Defensa, situado en la Escuela Naval Militar de Marín y donde se imparten estudios de Ingeniería Mecánica.

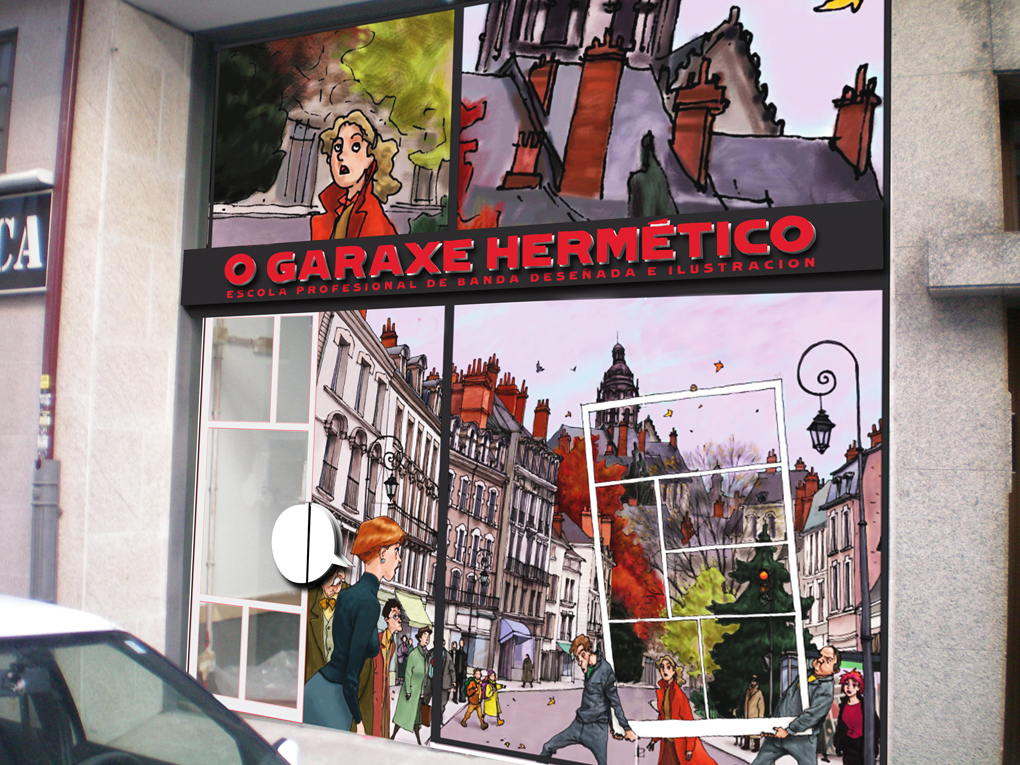
Escuela privada de Cómic e Ilustración de Galicia

##### Centro Asociado de la UNED
La capital pontevedresa es sede desde 1973 del primer Centro Regional de la Universidad Nacional de Educación a Distancia (UNED) en Galicia, situado desde 1987 en el barrio de Monte Porreiro en el que se imparten la totalidad de la oferta educativa de dicha Universidad, con multitud de grados y formación específica en idiomas (CUID). Los grados que se imparten en la UNED de Pontevedra son: Antropología social y cultural, Estudios Ingleses: Lengua, Literatura y Cultura, Filosofía, Geografía e Historia, Historia del Arte, Lengua y Literatura Españolas, Ciencias Ambientales, Física, Matemáticas, Química, Psicología, Administración y Dirección de Empresas, Ciencias Jurídicas de las Administraciones Públicas, Ciencia Política y de la Administración, Derecho, Economía, Educación Social, Educación Infantil, Pedagogía, Sociología, Trabajo Social, Turismo, Ingeniería Electrónica Industrial y Automática, Ingeniería Eléctrica, Ingeniería en Tecnologías de la Información, Ingeniería en Tecnologías Industriales, Ingeniería Informática e Ingeniería Mecánica.

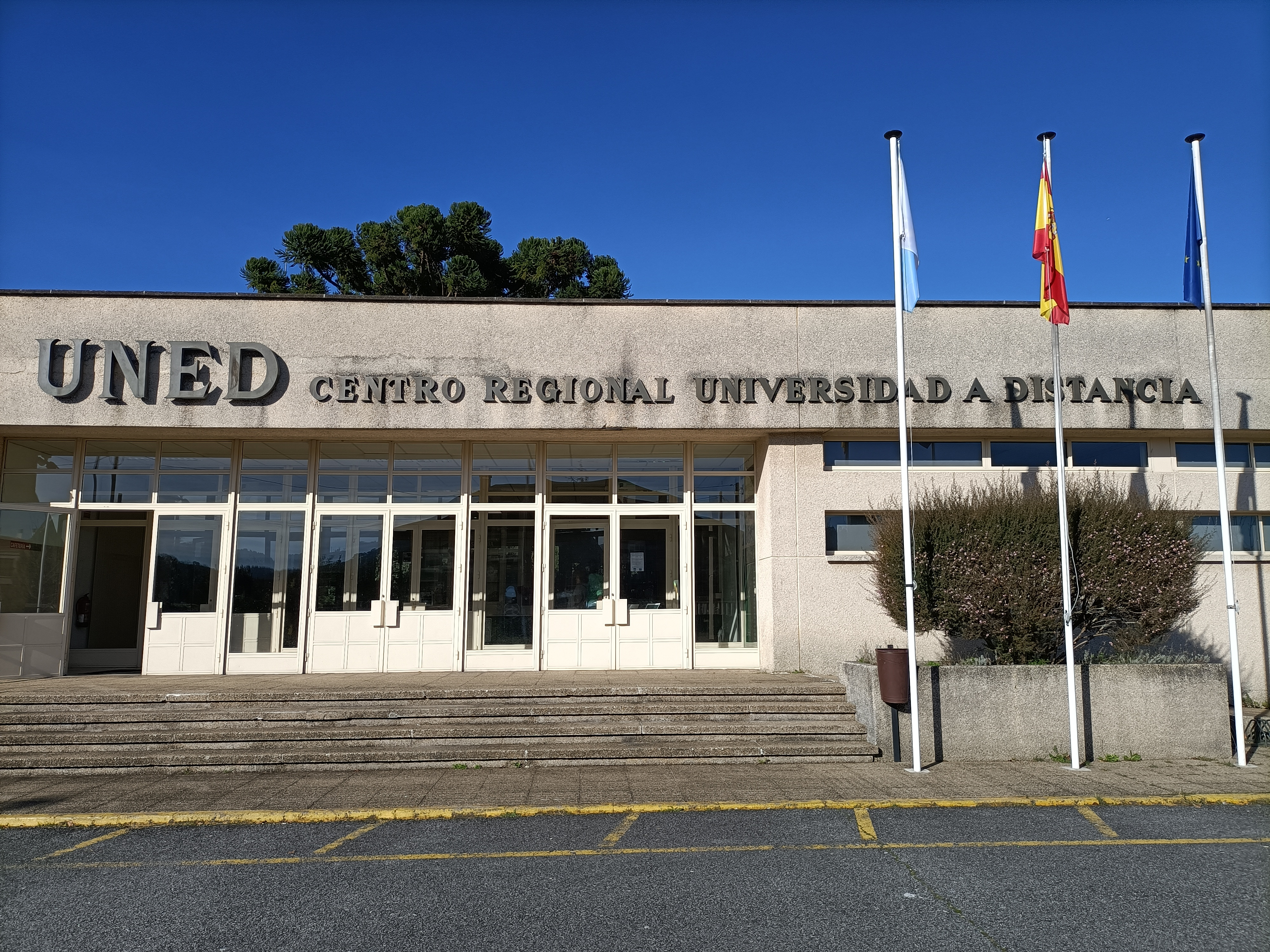
Centro Asociado de la UNED en Pontevedra

En el Centro Universitario de Idiomas CUID de la sede regional pontevedresa se imparten los idiomas: Inglés, Francés, Alemán, Italiano, Portugués, Árabe, Chino, Ruso y Japonés. La UNED de Pontevedra tiene también cinco Aulas Universitarias delegadas en las localidades pontevedresas de Lalín, Portas, Vigo, Tuy y O Porriño.

##### Sede de la Universidad Menéndez Pelayo
La ciudad cuenta también con una sede en el sur de Galicia (provincias de Pontevedra y Orense) de la Universidad Internacional Menéndez Pelayo que desde el año 1982 desarrolla sus propuestas de actividades universitarias de forma preferente y temporalmente ininterrumpida en las ciudades de Pontevedra y La Coruña. La secretaría de Estudiantes de la UIMP tiene su sede en la capital pontevedresa en el Palacio de Congresos y Exposiciones («Pazo da Cultura») en la calle Alexandre Bóveda, s/n.

##### Otros centros de educación superior
Además, Pontevedra cuenta con la Escuela Superior de Conservación y Restauración de Bienes Culturales de Galicia, ubicada en el antiguo cuartel de San Fernando en el centro de la ciudad. La ciudad dispone también de la única escuela de Cómic e Ilustración de Galicia (privada), llamada «O Garaxe Hermético».

#### Educación secundaria y de adultos

##### Secundaria
Pontevedra cuenta con siete institutos de educación secundaria y bachillerato de carácter público.
- En el centro de la ciudad: el I.E.S. Valle-Inclán y el I.E.S. Sánchez Cantón. Este último el más antiguo de todos los institutos que, antes de ser trasladado a un nuevo y moderno edificio en la avenida Reina Victoria, ocupó el histórico edificio de la Gran Vía de Montero Ríos donde se ubica en la actualidad el instituto Valle-Inclán. El Instituto de Pontevedra fue el primer y único centro de enseñanzas medias de la provincia de Pontevedra hasta 1927, siendo inaugurado por el rey Alfonso XIII.
- Otros institutos en la ciudad: I.E.S. A Xunqueira I, I.E.S. A Xunqueira II, I.E.S. Frei Martín Sarmiento, I.E.S. Torrente Ballester, I.E.S. Luis Seoane (en el barrio de Monte Porreiro).

Asimismo, la ciudad cuenta con varios centros de carácter privado o concertado como el colegio Sagrado Corazón, fundado en 1954 por los misioneros del sagrado corazón de Jesús o el SEK Atlántico inaugurado en La Caeira en 1989, único en Galicia que imparte los tres programas del bachillerato Internacional bilingüe y el colegio privado bilingüe Los Sauces inaugurado en Pontevedra en 1991.

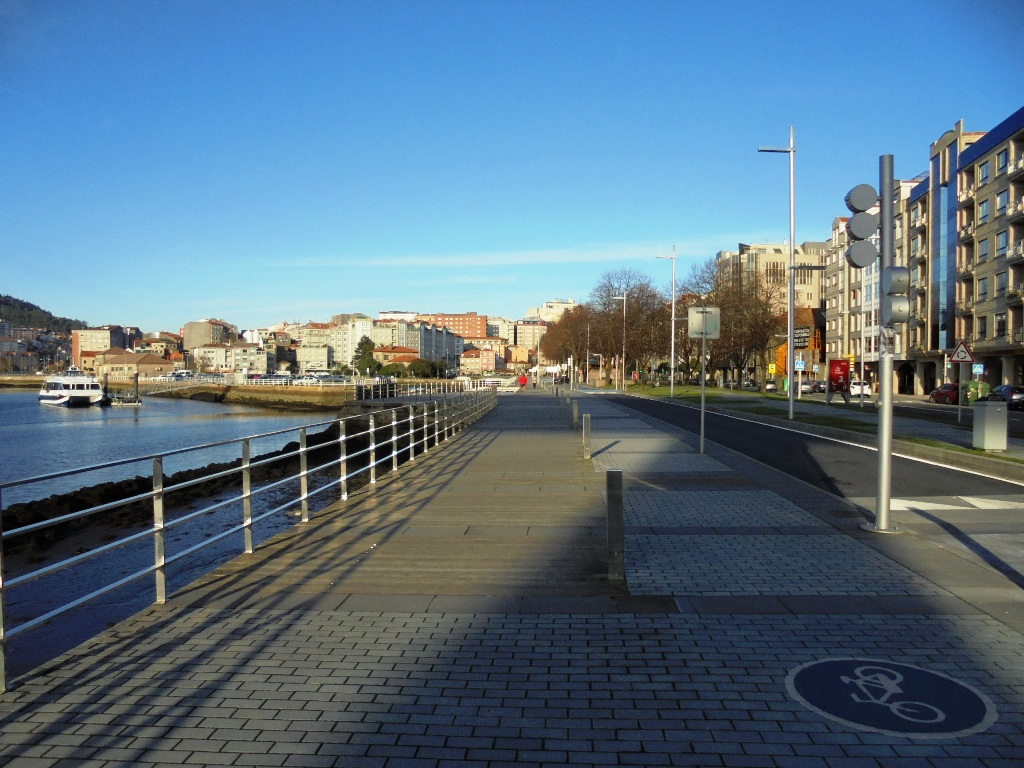
Paseo marítimo de la ciudad desde el que se ve la isla de Tambo

La capital pontevedresa cuenta además de tres Centros Integrados específicos de Formación Profesional (CIFP) en los que se imparten ciclos formativos superiores y medios:
- C.I.F.P. Carlos Oroza, la escuela de hostelería, con ciclos superiores en guía, información y asistencia turísticas, gestión de alojamientos turísticos, dirección de cocina y dirección en servicios de restauración, además de otros tres ciclos medios.
- El C.I.F.P. A Xunqueira y el C.I.F.P. Montecelo.

También se ubica en Pontevedra desde 1987 el Centro Gallego de Tecnificación Deportiva en el antiguo Estadio de la Juventud, para la formación de los deportistas de élite y alto nivel.

##### Educación de adultos
La ciudad cuenta con una Escuela Oficial de Idiomas, un centro de la Educación Permanente de Adultos EPA y un Conservatorio de Música Profesional.
- Escuela Oficial de Idiomas de Pontevedra, conocida como EOI de Pontevedra, en la zona del campus universitario de A Xunqueira. En ella se imparten los idiomas inglés, francés, alemán, italiano, gallego y portugués.

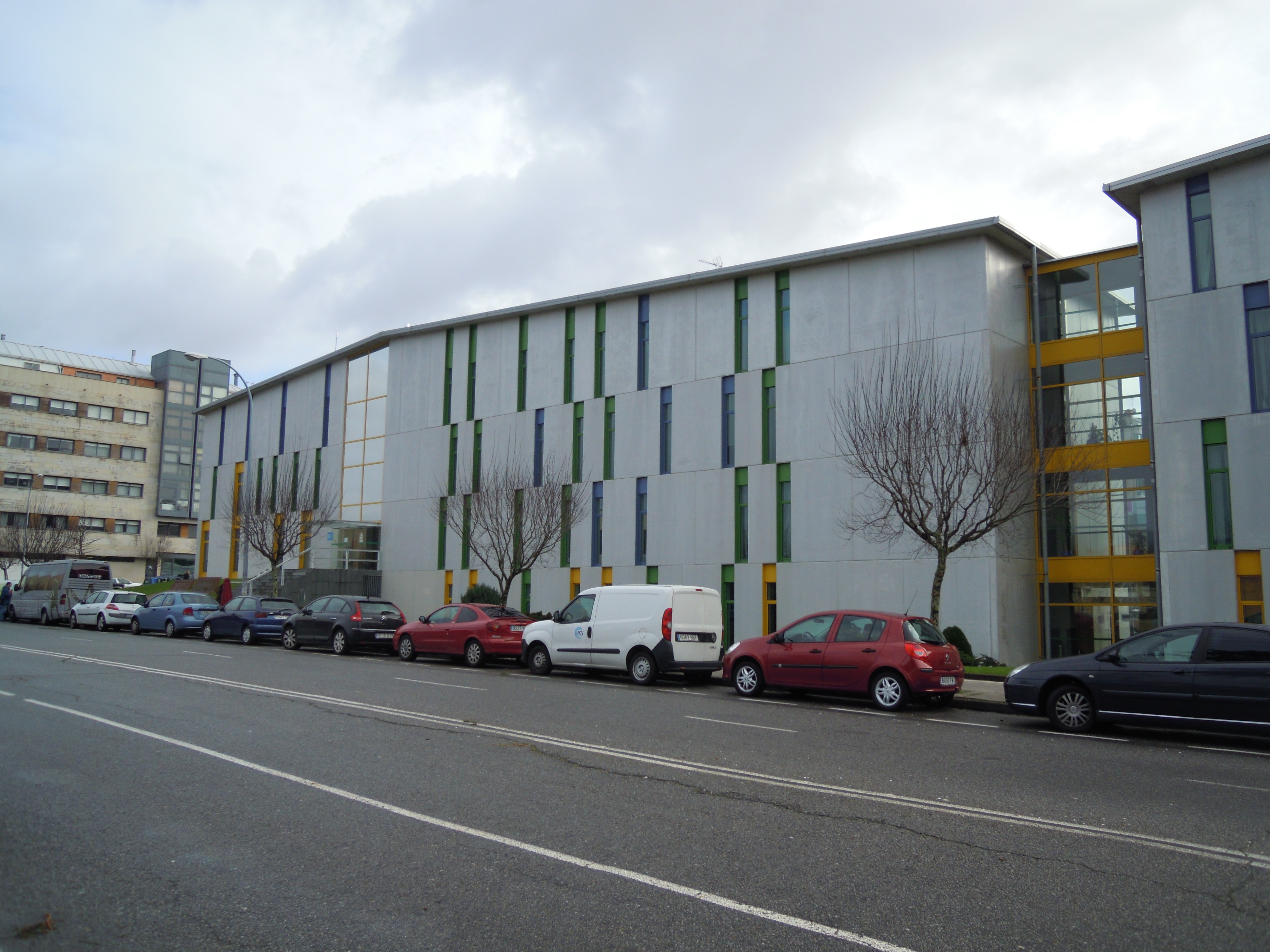
Conservatorio Profesional de Pontevedra

- Conservatorio Profesional de Música Manuel Quiroga, de nueva construcción en una de las zonas en expansión de la ciudad hacia el este, en el barrio de A Parda.
- EPA de Pontevedra, llamada EPA Río Lérez, ubicada en el edificio de la antigua Escuela Universitaria de Magisterio, al lado del puente de los Tirantes.
- La ciudad cuenta también con la única Escuela Profesional de Cómic e Ilustración de Galicia, denominada «O Garaxe Hermético», fundada por el ilustrador Kiko da Silva.[320]

#### Primaria
La ciudad cuenta con una veintena de colegios públicos aproximadamente, además de centros privados. Pontevedra cuenta asimismo con el Centro Príncipe Felipe, dedicado a la atención y formación de menores en situación de riesgo o exclusión social. Es el centro más grande de estas características en Galicia.

### Sanidad
El Complejo Hospitalario Universitario de Pontevedra (CHUP) atiende a una población de más de 300 000 habitantes repartidos en 26 municipios pontevedreses y cuenta con el Hospital Provincial de Pontevedra inaugurado en 1897 y situado en el centro de la ciudad y el Hospital Montecelo creado en 1973 y situado en la parroquia de Mourente; aparte de otros centros. También existen hospitales privados de Quirónsalud como el Hospital Quirónsalud Miguel Domínguez, fundado como Hospital Domínguez en 1947, en la calle Fray Juan de Navarrete o el Instituto de Neuro-Rehabilitación Quirónsalud Pontevedra. También existen centros sanitarios de Quirón Salud, Adeslas y Vithas en Pontevedra: el Centro Médico Quirónsalud Pontevedra, El Centro de Rehabilitación Quirónsalud Pontevedra, el centro Médico Adeslas Pontevedra y el centro Médico Vithas.

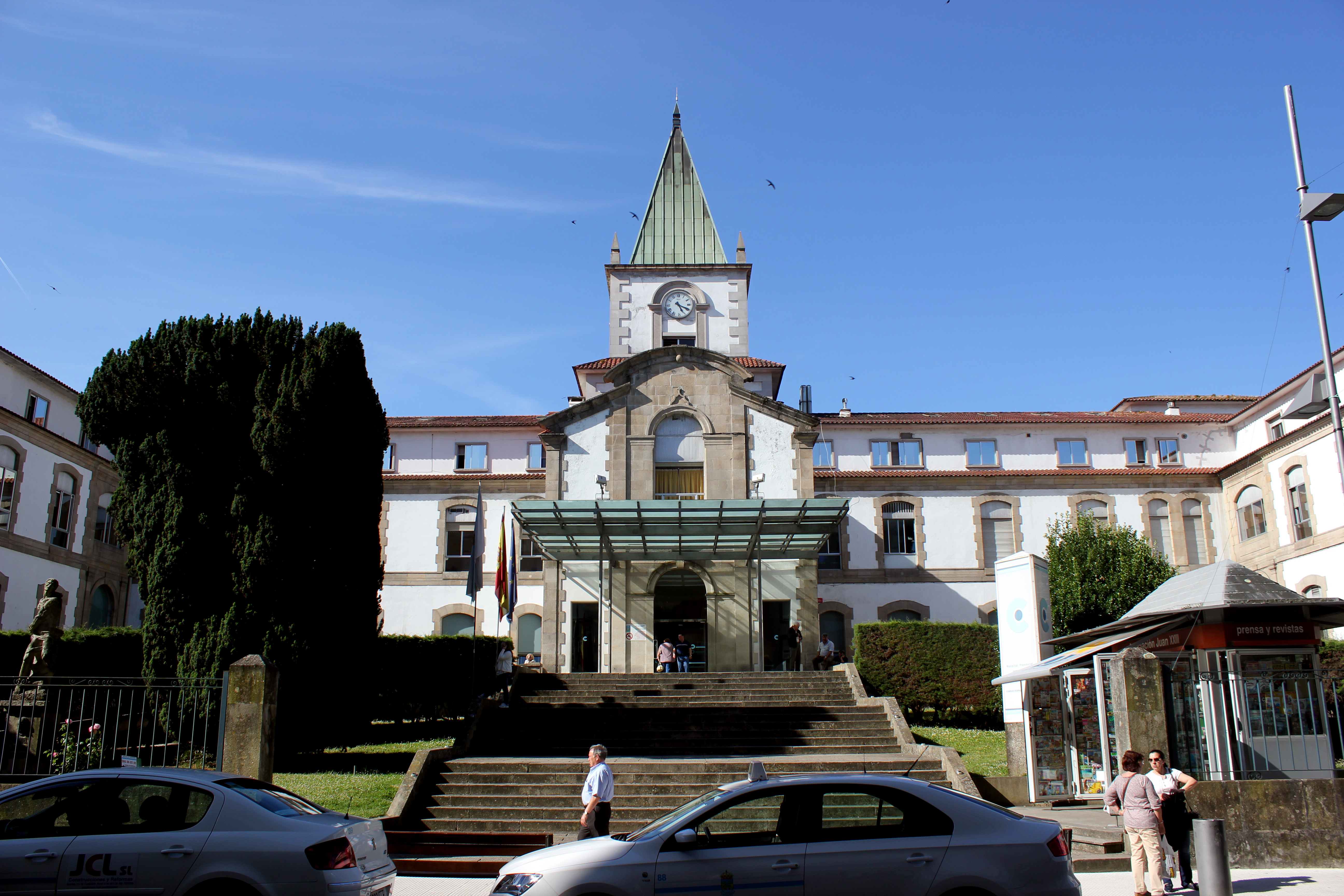
Hospital Provincial de Pontevedra

Aunque la Consejería de Sanidad de la Junta de Galicia había proyectado para Pontevedra y el área sanitaria del norte de su provincia el Hospital de Monte Carrasco situado al sur de la ciudad en la parroquia de Tomeza, el proyecto fue sustituido posteriormente por desacuerdos políticos con el ayuntamiento de la capital por un nuevo hospital en el lugar de Montecelo, tomando como nombre este nuevo hospital el de Gran Montecelo. Este hospital ampliará la oferta asistencial de la capital de la provincia y del área norte de la provincia con seis nuevas especialidades: Radioterapia, Medicina Nuclear, Hemodinámica complementaria de Cardiología, Cirugía maxilofacial, UCI Neonatal y UCI Pediátrica, ambas integradas en el área Materno-infantil. Contará con una capacidad de 724 camas.

### Comercio

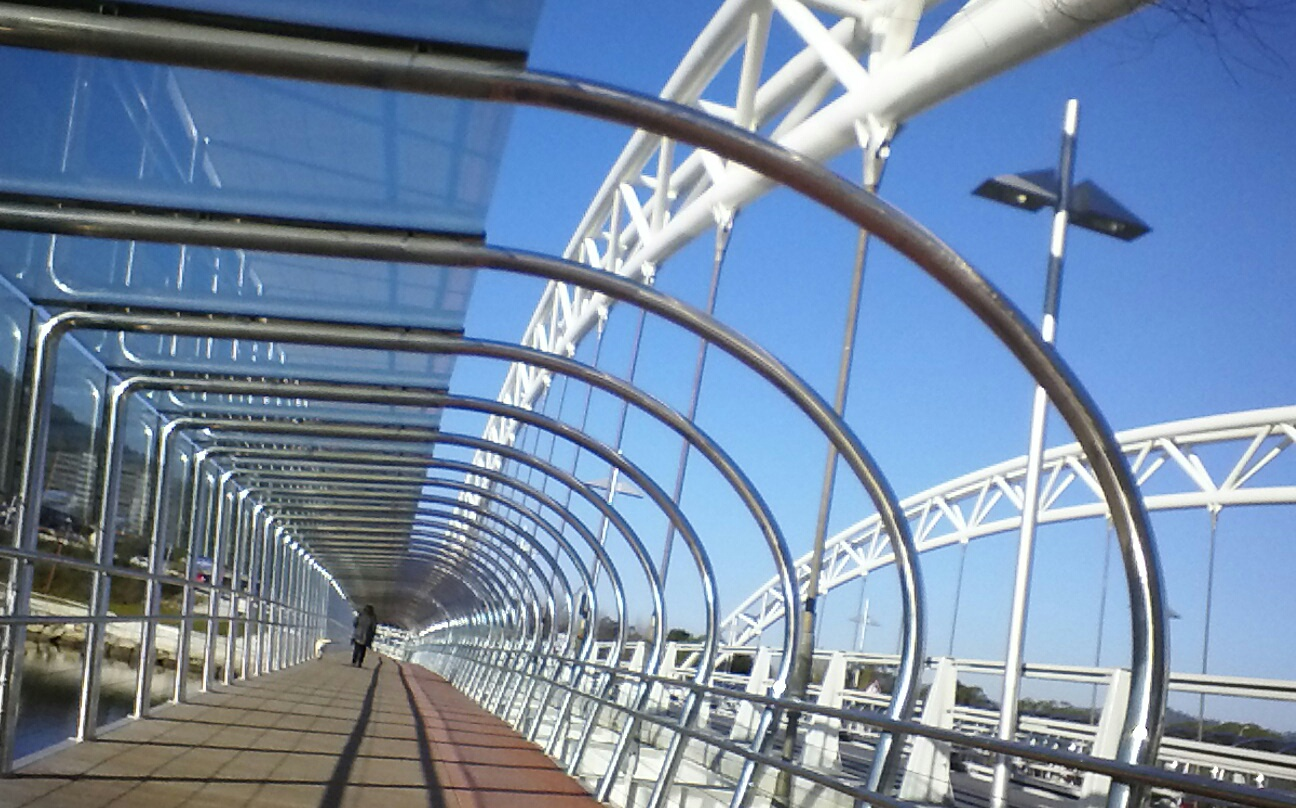
El puente de las Corrientes

Pontevedra ha sido tradicionalmente una ciudad comercial. Su área comercial de influencia abarca una población total de área de 410 402 habitantes en 2013, situándose en el cuarto puesto entre las 7 ciudades de Galicia según el Anuario Económico de España 2013, que edita el Servicio de Estudios de La Caixa. Pontevedra cuenta con varias superficies comerciales:
- Centro Comercial A Barca: En el lado norte del puente de la Barca. Primer centro comercial de la capital pontevedresa (aunque situado en el municipio de Poyo en el límite con Pontevedra dentro de la aglomeración urbana), abierto el 3 de marzo de 1989. Incluye un hipermercado Eroski en su interior.[332][333]
- Centro Comercial Carrefour Planet: San Blas-Salcedo. Incluye diversas tiendas como Alain Afflelou en su interior. Primer centro comercial Carrefour (en su día Continente) de la provincia de Pontevedra, inaugurado el 5 de mayo de 1998.[334]
- Centro Comercial Vialia: Situado en la avenida de Eduardo Pondal, fue el primer centro comercial Vialia de Galicia, inaugurado en 2000.[335] Desde 2023 está ocupado por un supermercado Aldi.[336]

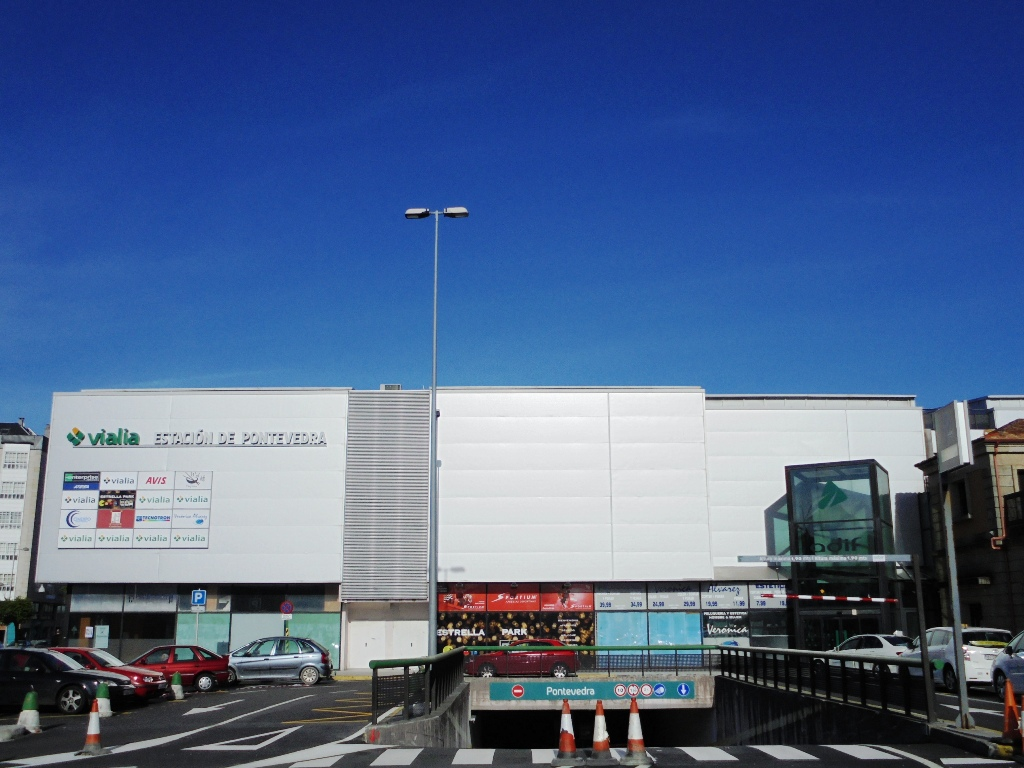
Centro Vialia de Pontevedra

- Supercor El Corte Inglés: Inaugurado en 2008, fue el primer Supercor de la provincia de Pontevedra.[337]
- Parque Comercial O Vao. Se empezó a construir en 2023 y está ubicado al norte de la ciudad, muy cerca del parque de la Xunqueira de Alba y de la Autopista del Atlántico. Dispone de establecimientos comerciales como Decathlon, Leroy Merlin, Jysk, Eroski o Kiwoko.[338][339]
- Centro comercial urbano Galerías Oliva. Inaugurado en 1961, es un centro comercial en galerías comerciales en pleno centro urbano, compuesto por 35 tiendas.[340][341][342]
- La zona comercial por excelencia de la ciudad es la zona central conformada por la llamada «milla de oro» en la calle de Benito Corbal (donde están gran número de las cadenas nacionales e internacionales) y en las calles Peregrina, Daniel de la Sota, Michelena, Oliva, García Camba, Sagasta, Castelao, Cruz Gallastegui, Fray Juan de Navarrete, General Gutiérrez Mellado y Rosalía de Castro. En estas céntricas calles, especialmente en Benito Corbal, se pueden encontrar diversas tiendas y establecimientos como: H&M, Geox, Sephora, Sfera,[343] Desigual, Mango, Aresso, Zara, Pull and Bear, Primor, Rituals, Stradivarius, Oysho, Levi's, Springfield, Women'secret, Parfois, Claire's, Inside, Bimba y Lola, Joya36, Misako, Marypaz, Prenatal, PuntRoma, Adolfo Domínguez, Roberto Verino, Florentino,[344] Eurekakids, Yves Rocher, La Botica de los Perfumes, Tiger, Natura Selection, Zara Home, Tezenis, Nanos, Ale-Hop, Purificación García, Gocco, Rei Zentolo, Intimissimi, Tous, Calzedonia, Sargadelos, General Óptica, Visionlab, Décimas, Merkal, Hipermercado Froiz, TEDi, etc. Benito Corbal y Peregrina están entre las calles más caras de Galicia y de España.[345]

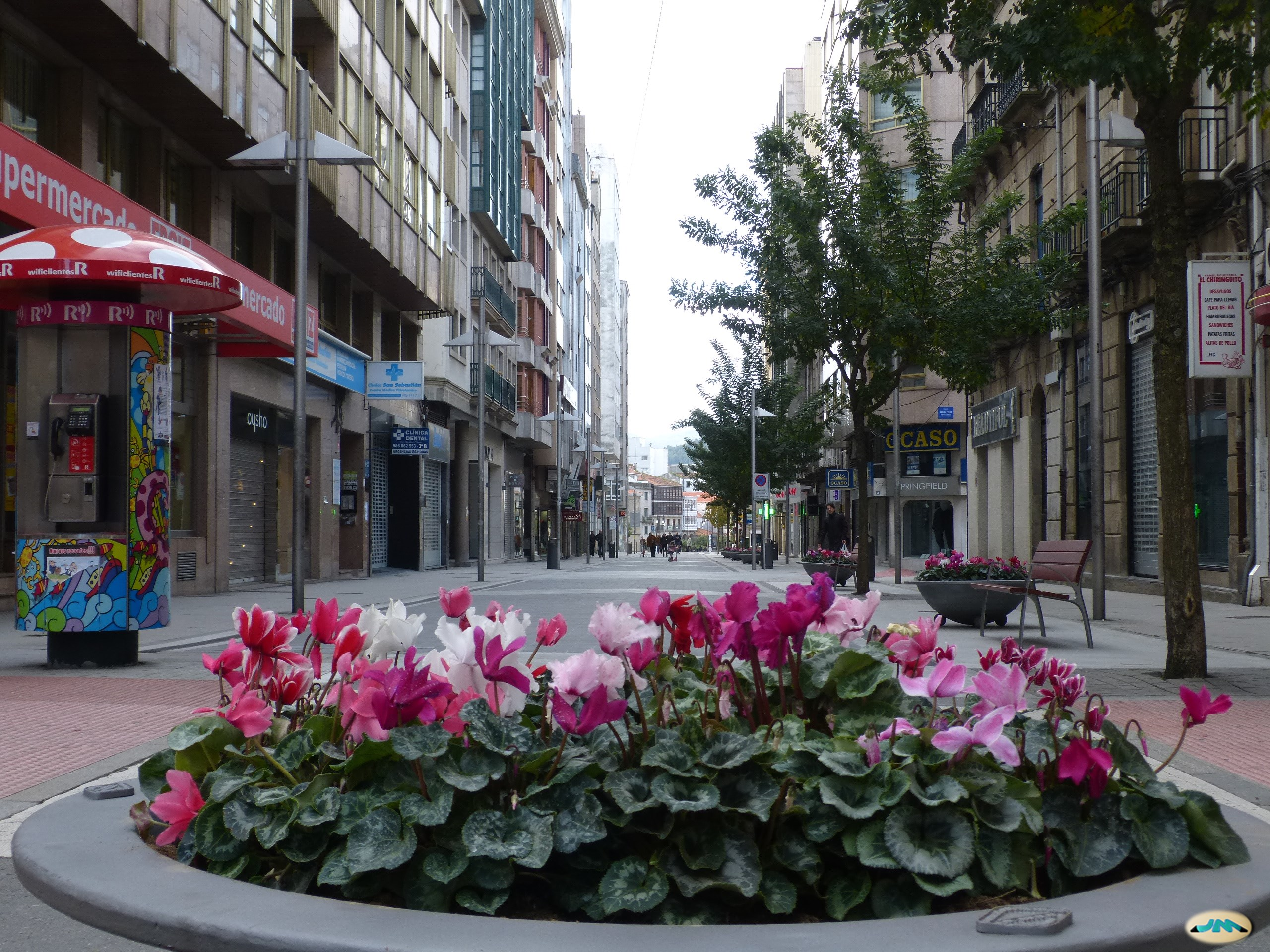
Calle peatonal Benito Corbal

- Mercado de Abastos de Pontevedra. Inaugurado en 1948 y totalmente reformado en 2003, es considerado uno de los mejores mercados municipales de España.[346][347]

La política del gobierno municipal pasa desde 1999 por no facilitar la instauración de grandes superficies comerciales y potenciar la ciudad como gran centro comercial urbano.

### Cine
Las salas de cine de la ciudad de Pontevedra son:
- Cinexpo: 8 salas - Centro Comercial Vialia. Salas de cine inauguradas después de una profunda renovación en diciembre de 2013.[350]

### Hoteles
La ciudad cuenta con una red de hoteles, hostales, apartamentos turísticos, albergues y viviendas turísticas que brindan una oferta hotelera de 4200 plazas, de las que las viviendas turísticas suponen el 60 %. Pontevedra cuenta con dos hoteles de cuatro estrellas, el Parador Nacional de Turismo de Pontevedra y el Hotel Galicia Palace. Hoteles de tres estrellas son el Hotel Rías Bajas, el Hotel Apartamentos Dabarca y el Hotel Virgen del Camino.
| Tipo    | Tipo        | Establecimientos |
| ------- | ----------- | ---------------- |
| Hoteles | 5 estrellas | —                |
| Hoteles | 4 estrellas | 2                |
| Hoteles | 3 estrellas | 3                |
| Hoteles | 2 estrellas | 4                |
| Hoteles | 1 estrella  | 7                |
| Total   | Total       | 16               |

### Comunicaciones

#### Carreteras
Pontevedra por su situación central en las Rías Bajas ha sido desde la antigüedad lugar de paso, que atestigua la construcción del puente del Burgo que dio nombre a la ciudad por parte de los Romanos. En la época contemporánea las principales vías de comunicación de Pontevedra cruzaban la ciudad en sentido norte-sur y este-oeste, lo que sería el germen de las actuales carreteras nacionales N-550 (La Coruña-Tuy) y la N-541 (Pontevedra-Orense). Pontevedra dispone de la Circunvalación de Pontevedra PO-11, que la une con Marín además de la autopista AP-9 que une la ciudad con La Coruña, Santiago de Compostela, Vigo, Tuy, Portugal y Orense y la autovía PO-10 que la circunvala por el sur. Dispone de 2 carreteras nacionales, la N-550, que la comunica con La Coruña y Tuy-Portugal y la N-541 que la comunica con Orense y Madrid. A finales de 2014 el gobierno de España dio luz verde para el inicio de la construcción de la autovía A-57, que fue inaugurada en su primer tramo en 2024 actuando como circunvalación de la capital pontevedresa por el este y que la conectará hacia el sur con la Autovía Rías Bajas A-52, con Orense y la meseta y hacia el norte con la Autovía del Salnés AG-41 y por consiguiente con los núcleos turísticos de la Ría de Pontevedra: Sangenjo, La Lanzada, El Grove y La Toja.

##### Autopistas, autovías y carreteras
| Identificador | Itinerario                                                    | Nota |
| ------------- | ------------------------------------------------------------- | --- |
| AP-9          | Autopista del Atlántico                                       | Ferrol – La Coruña – Santiago de Compostela – Pontevedra - Vigo - Tuy - A-55 - Portugal/ IP 1                                      |
| A-57          | Autovía O Confurco-Barro                                      | Puenteareas - A-52 - * - Pazos de Borbén - * - Sotomayor - * - Vilaboa - N-554 - Pontevedra - AP-9 N-550 N-541 - * - Barro - AG-41 |
| A-52          | Autovía de las Rías Bajas                                     | Pontevedra AP-9 - Porriño - Orense - Benavente - A-6 Madrid                                                                        |
| *             | Autovía Pontevedra-Lugo                                       | Pontevedra A-57 - * - Cerdedo - * - Lalín - * - Guntín A-54 A-56                                                                   |
| PO-10         | Circunvalación sur de Pontevedra                              | AP-9 O Pino - AP-9 Gándara |
| PO-11         | Acceso al puerto de Marín                                     | AP-9 - PO-12 Marín |
| PO-12         | Acceso oeste a Pontevedra                                     | PO-11 Marín - Pontevedra |
| AG-41         | Autovía del Salnés                                            | AP-9 Curro, (Barro) - Sangenjo - El Grove                                                                                          |
| AG-47         | Autovía de Curro - Bayón                                      | Curro, (Barro) - * - Villagarcía de Arosa                                                                                          |
| N-541         | Carretera nacional de Pontevedra a Orense                     | Orense-Carballino-Pontevedra |
| E-1 N-550     | Carretera de La Coruña a Tuy (Frontera portuguesa-Pontevedra) | La Coruña-Santiago-Pontevedra-Redondela-Tuy                                                                                        |
| VG-4.4        | Vía Rápida Pontevedra-Ardán                                   | Pontevedra - Ardán, Marín |
| VG-4.8        | Vía Rápida Campañó-Monasterio de San Juan de Poyo             | Campañó, Pontevedra - Monasterio de San Juan, Poyo                                                                                 |
| PO-546        | Carretera de Pontevedra-Marín                                 | Pontevedra - Marín |
| PO-531        | Carretera de Pontevedra-Bayón                                 | Pontevedra - Bayón |
| PO-532        | Carretera de Pontevedra-Puentecaldelas                        | Pontevedra - Puentecaldelas |
| PO-542        | Carretera de Ponte Bora-O Pino                                | Ponte Bora - O Pino |
| PO-308        | Carretera de Pontevedra-La Lanzada                            | Pontevedra - La Lanzada |
| PO-310        | Carretera de Campañó, Pontevedra-Ferreirós, Poyo              | Campañó - Poyo |
| PO-223        | Carretera de Pontevedra-Campo Lameiro                         | Pontevedra - Campo Lameiro |
| PO-224        | Carretera de Ponte Bora-San Amaro                             | Ponte Bora - San Amaro, Barro |
| PO-225        | Carretera de Alba-San Cayetano                                | Alba - San Cayetano, Alba |
| PO-233        | Carretera de Ponte Bora-Carballedo                            | Ponte Bora, Pontevedra - Cerdedo-Cotobade                                                                                          |
| PO-264        | Carretera de Paredes-Puente Sampayo-Arcade                    | Paredes, Vilaboa - Arcade, Sotomayor                                                                                               |

(*en construcción o proyecto)

#### Red ferroviaria
Renfe es el principal operador ferroviario de Pontevedra capital. En la ciudad existe una estación ferroviaria Estación de Pontevedra-Vialia en la zona sur de la ciudad, pertenecientes a la red de Adif en la que se encuentra el único centro comercial Vialia de Galicia. Existe también un apeadero, Estación de Pontevedra-Universidad, situado en la zona norte de la ciudad, que da servicio a esta área así como al Campus de Pontevedra de A Xunqueira.
La estación de Pontevedra, de la que parte un ramal ferroviario hacia el puerto de Marín funciona como enlace ferroviario al puerto de Marín-Pontevedra.
La estación central de viajeros, en el sur de la capital, en la avenida Eduardo Pondal, ha sido remodelada y renovada recientemente para acoger el tren de alta velocidad (AVE). El Ministerio de Fomento prevé la ejecución de un acceso directo del AVE desde la meseta y Orense por la localidad pontevedresa de Cerdedo a Pontevedra capital y a las Rías Bajas, trazado que en la actualidad se encuentra en fase de evaluación de impacto ambiental.
Hay trenes diarios a diversos puntos de España como Madrid (Talgo) y Alicante así como conexiones regionales al resto de Galicia. En junio de 2014 la estación de Pontevedra capital encabeza el crecimiento de toda Galicia en el uso de la línea Pontevedra-Madrid, aumentando un 86 % los viajeros que cogen el tren en Pontevedra con destino a la capital de España y llegando a los 30 000 pasajeros anuales.

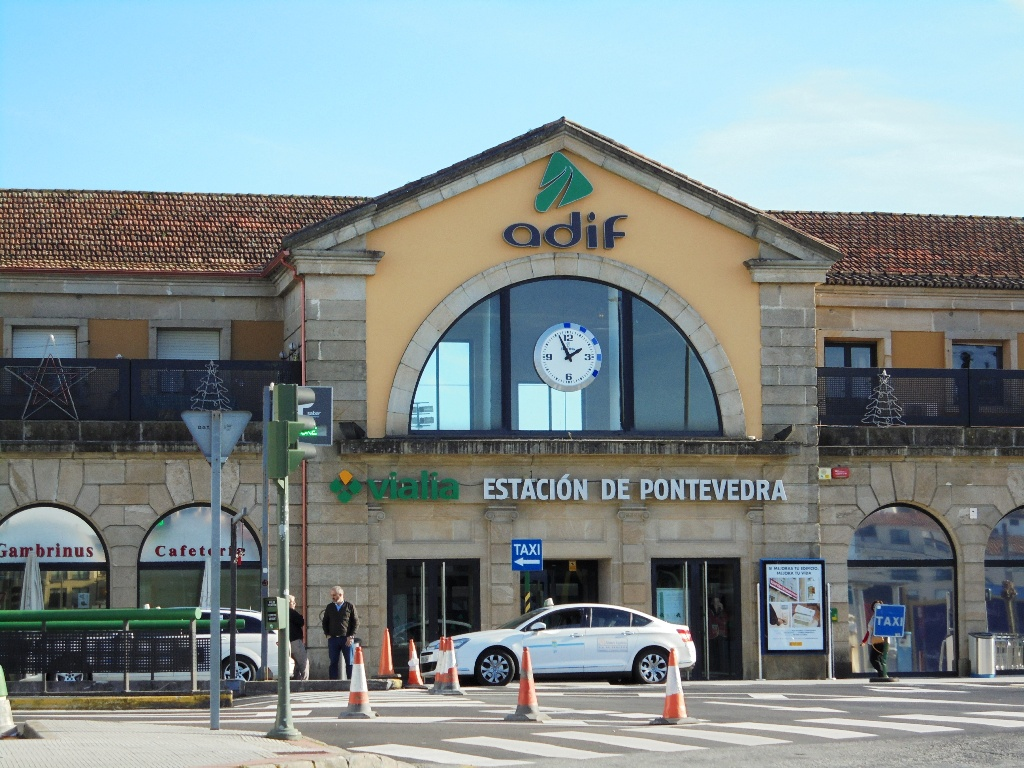
Estación de tren

La entrada en funcionamiento del eje atlántico de alta velocidad dejó a Pontevedra capital muy cerca en tiempo de viaje de las otras ciudades gallegas. El trayecto a La Coruña dura 55 minutos, a Santiago de Compostela 30 minutos, a Orense 60 minutos y a Vigo 15 minutos.

#### Carriles bici, peatonalidad y modelo urbano
Los carriles bici, han aumentado significativamente en la ciudad del Lérez desde 1999, fomentado su uso en el casco urbano como medio de transporte. Existen en la ciudad dos espacios diferenciados que favorecen el uso de la bicicleta: Los carriles bici en sí mismos y las zonas peatonales de convivencia peatones-bicicleta. Los carriles bici específicos se encuentran en gran parte en la zona del paseo marítimo fluvial: en la orilla sur de la Ría en el paseo de Marín y en el paseo del Lérez y en el puente de los Tirantes hacia la Isla de las Esculturas; en la orilla norte en el paseo alrededor de la ría-río en la ininterrumpidamente desde el puente de los Tirantes al puente de las Corrientes. También existe un carril bici específico desde el puente de Santiago hacia el Campus de Pontevedra. En el centro de la ciudad los ciclistas coexisten con los peatones en las amplias zonas peatonales y en las anchas aceras de zonas semipeatonales resultado de la reforma urbana llevada a cabo desde 1999. Pontevedra fue reconocida en 2016 como una de las 15 mejores ciudades ciclistas del mundo.

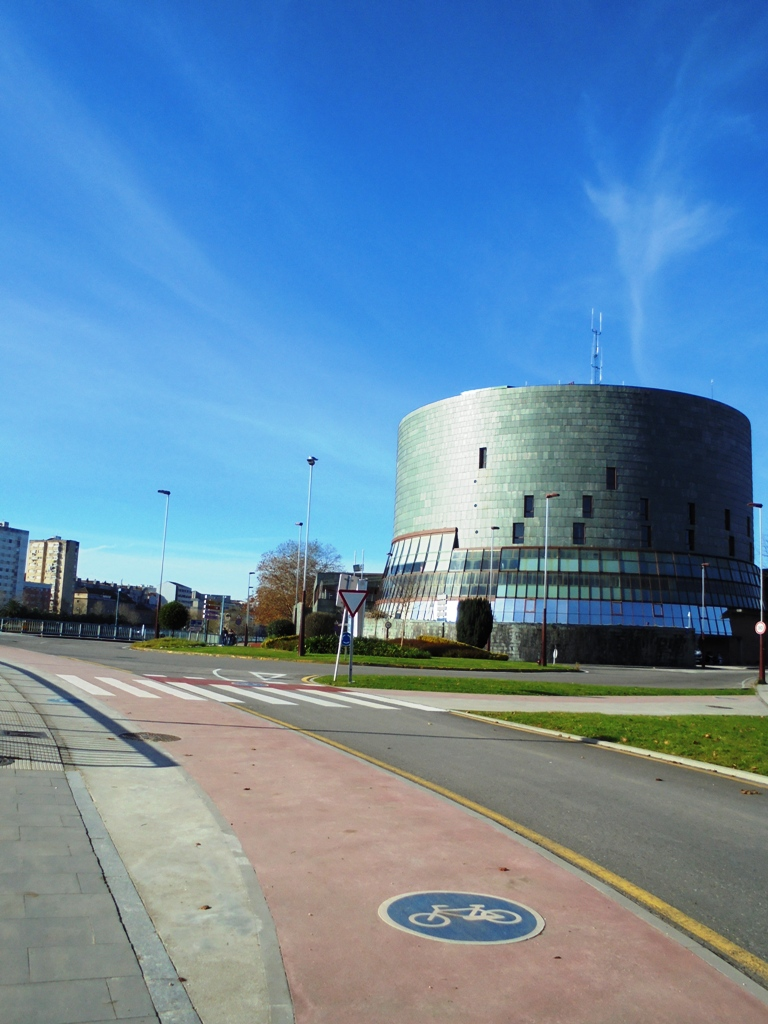
Carril bici delante del Palacio de Congresos

La capital pontevedresa se ha convertido además en una de las ciudades más peatonales de España y en modelo internacional de urbanismo. El casco antiguo de la ciudad y una buena parte del Ensanche están peatonalizados, por lo que en esas zonas el transporte a motor está restringido a residentes y servicios. En 2010, Pontevedra fue la primera capital de provincia de España en reducir a 30 kilómetros por hora la velocidad máxima en el casco urbano y en 2019 a 10 kilómetros por hora en calles peatonales de plataforma única. En Pontevedra se ha creado para la movilidad urbana el famoso Metrominuto que con la transformación urbana de la ciudad le ha valido múltiples reconocimientos nacionales e internacionales como el premio europeo Intermodes o el mundial Onu-Hábitat. Es un plano que se basa en la estética de los planos de metro, que marca las distancias peatonales entre los puntos más importantes de la ciudad y el tiempo que se tarda en recorrerlas. El Metrominuto ha sido tomado como modelo en otras ciudades europeas como Florencia, Ferrara, Módena o Cagliari en Italia, Toulouse en Francia, el barrio del Ángel en Londres, Torres Vedras en Portugal o Bélgorod en Rusia. En España ha inspirado otros como los de Salamanca, Zaragoza, Cádiz, Jerez de la Frontera, Granada, Sevilla, La Coruña o Pamplona.
Pontevedra es la ciudad que posee proporcionalmente más espacios peatonales en Galicia. Como resultado, 65 % de los desplazamientos en el casco urbano se realizan a pie.
La calidad de vida de los pontevedreses ha mejorado notablemente a lo largo de esta remodelación urbana que se lleva haciendo desde 1999 en múltiples espacios urbanos como la calle Virgen del Camino. Los accidentes mortales son muy infrecuentes. Siendo posible atravesar la ciudad en apenas treinta minutos sin las molestias propias del tráfico motorizado, muchas personas optan por caminar o utilizar la bicicleta como medio de transporte. Actualmente el centro histórico de la ciudad tiene restringido casi en su totalidad el paso a los vehículos y el Ensanche ronda el 75 %. El comercio ha seguido floreciendo junto con la cultura y las actividades festivas, pese a los temores iniciales de los comerciantes. En la ciudad hay cámaras y sensores en las calles que monitorizan la movilidad y las áreas de tráfico reducido y bajas emisiones, así como pantallas informativas en los accesos a Pontevedra. Pontevedra destacó además como la única ciudad española presente en la Cumbre Mundial del Clima celebrada en París en 2015, donde presentó su modelo urbano y compartió sus iniciativas con representantes de importantes capitales mundiales como Río de Janeiro, Seúl, Dakar, Estambul y la propia París. Posteriormente, Pontevedra también estuvo presente en las Cumbres Internacionales sobre el Clima celebradas en Madrid en 2019 y en Glasgow en 2021.

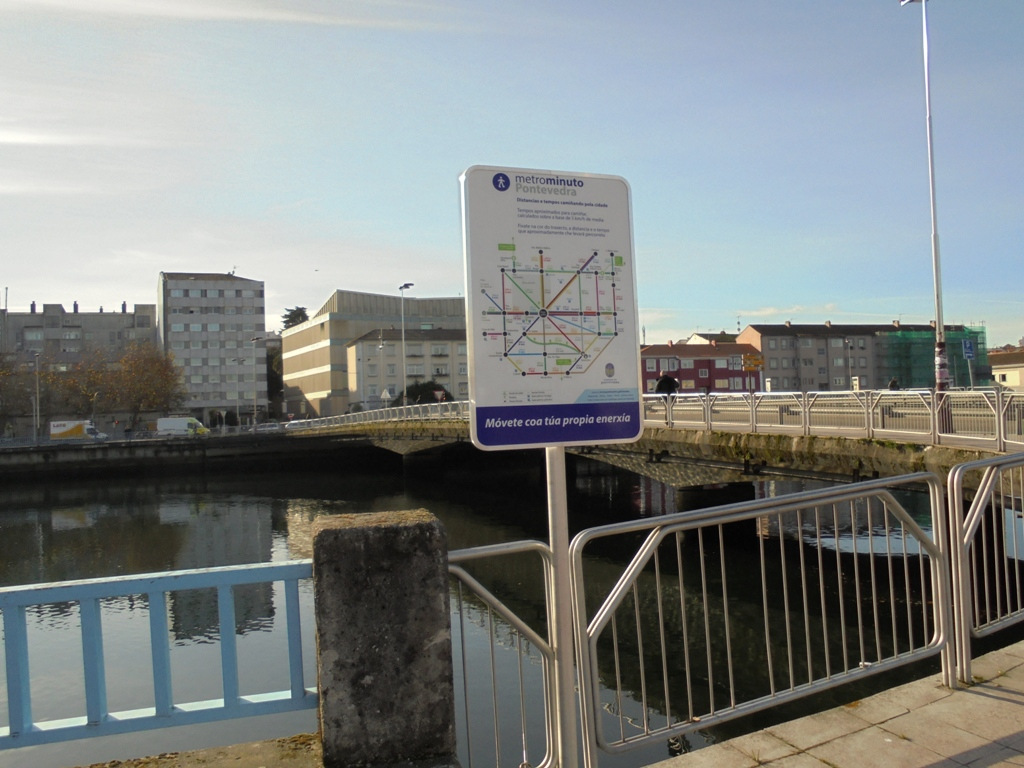
Metrominuto

El modelo urbano de Pontevedra ha sido tomado como referente por Madrid, París, Nueva Orleans, Roskilde en Dinamarca o Suncheon en Corea del Sur, para sus proyectos de peatonalización de sus centros urbanos o sus barrios. Otras ciudades portuguesas como Aveiro o españolas como San Fernando (Cádiz) o Puerto del Rosario también han tomado a Pontevedra como modelo. El modelo urbano de la ciudad de Pontevedra, siguiendo modelos de otras ciudades europeas como Ámsterdam, Brujas, Copenhague o Bruselas, ha suscitado el interés para su estudio científico en el ámbito académico, materializándose este proyecto en el estudio del urbanismo de la ciudad por parte del departamento de Geografía la Universidad de Barcelona, de la Universidad de Salzburgo en Austria o de la Escuela Técnica Superior de Arquitectura de la Universidad de La Coruña. La transformación urbana de Pontevedra y las medidas de calmado del tráfico en el centro de la ciudad han reducido en la última década en un 65 % las emisiones de CO² procedentes de combustibles fósiles en la capital.
El modelo urbano de la Pontevedra capital ha sido objeto de reportajes de cadenas de televisión extranjeras como las francesas France 2, France 3 Canal+ y la primera cadena de la televisión francesa, TF1. Otras cadenas que han emitido reportajes sobre la ciudad son MBC TV (Corea del Sur), Seven Network (Australia) y Das Erste, NDR 1 o ZDF (Alemania). En Suiza, la primera cadena de la televisión pública suiza francófona, RTS 1, también ha informado sobre la ciudad de Pontevedra al igual que la Canadian Broadcasting Corporation en Canadá. El modelo urbanístico de Pontevedra también ha sido elogiado en otros países como la Suiza germanófona y Polonia y ha sido protagonista de reportajes de cadenas y publicaciones anglófonas como Bloomberg TV, The New York Times, Fast Company y Outrider (Estados Unidos) o el Daily Express y The Guardian (Reino Unido). La ciudad es objeto de emulación y urbanistas de todo el mundo la visitan en un intento de copiar el modelo en otros países.

#### Autobuses urbanos e interurbanos
La ciudad dispone de una estación de autobuses que centraliza el transporte en autobús hacia otros puntos de España y el extranjero. El municipio capitalino cuenta también con un servicio de autobuses urbanos con dos líneas:
- La línea 1 (roja), de 8,4 kilómetros de longitud, une el barrio de Monte Porreiro, uno de los más densamente poblados de la ciudad con 8000 habitantes y donde se encuentra la sede del Centro Asociado de la Universidad Nacional de Educación a Distancia (UNED), con el barrio de A Xunqueira y las estaciones de tren y autobuses, y cuenta con 19 paradas ;
- La línea 2 (azul), de 7,6 kilómetros de longitud, une el barrio de Monte Porreiro con el hospital Montecelo y la plaza de Galicia, en el barrio de Campolongo, y cuenta con 15 paradas.

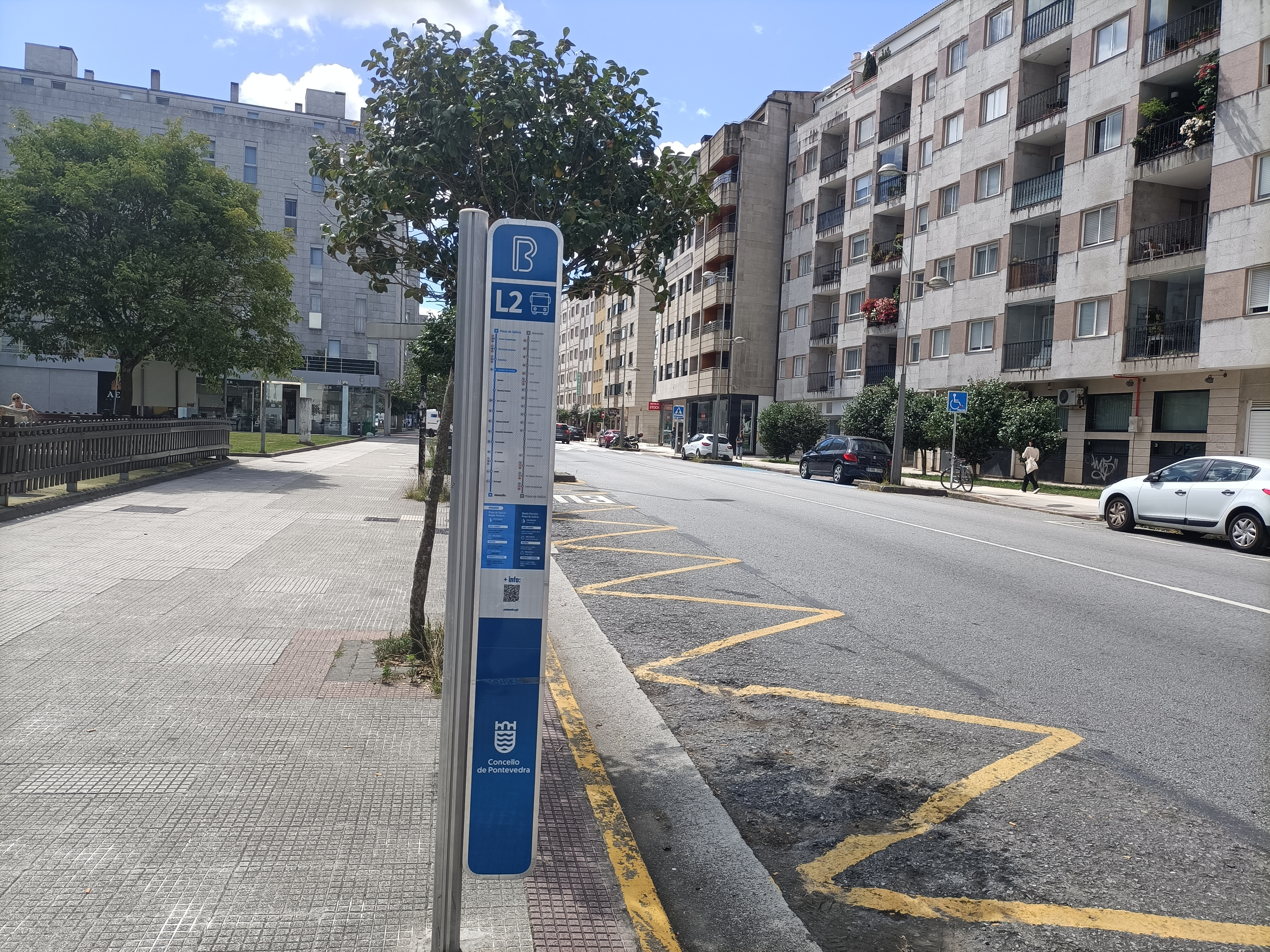
Parada de la línea 2 de autobuses urbanos en la avenida de Eduardo Pondal

Asimismo existe un servicio de autobús con frecuencia de servicio urbano entre Pontevedra y Marín situada en el área metropolitana de Pontevedra y con la que forma prácticamente un continuo urbano. El ayuntamiento de la capital aprovecha las concesiones de líneas interurbanas para comunicar el centro de la ciudad con las parroquias del municipio capitalino como Lérez, Salcedo o Alba.

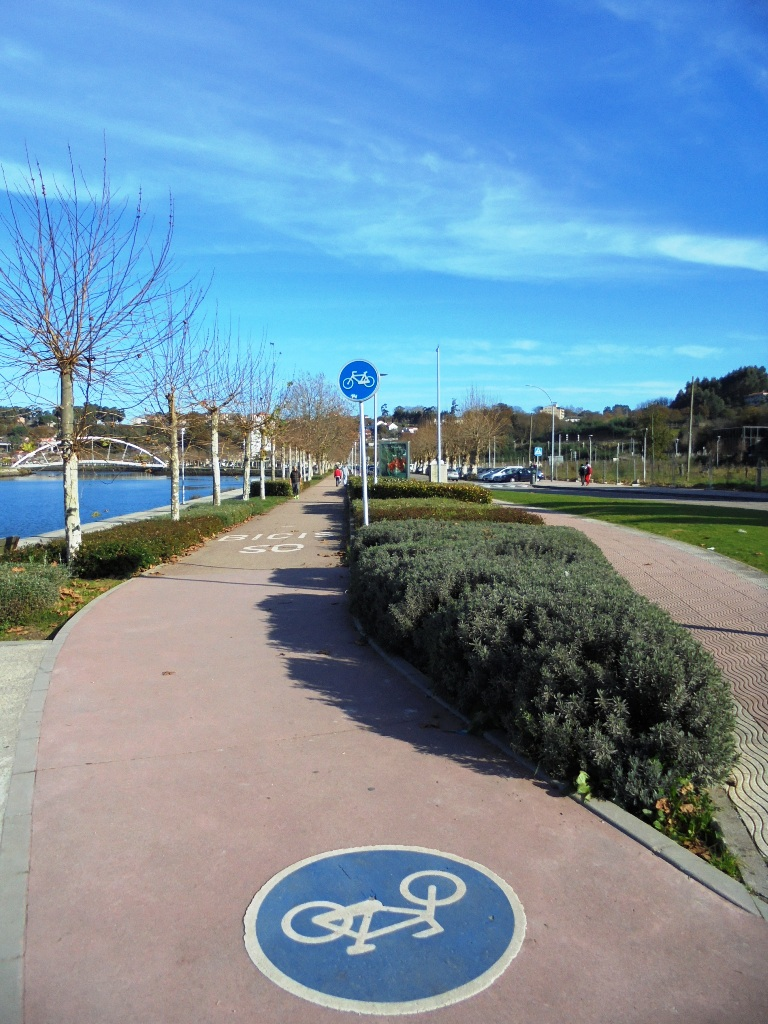
Carril bici en el paseo del Lérez

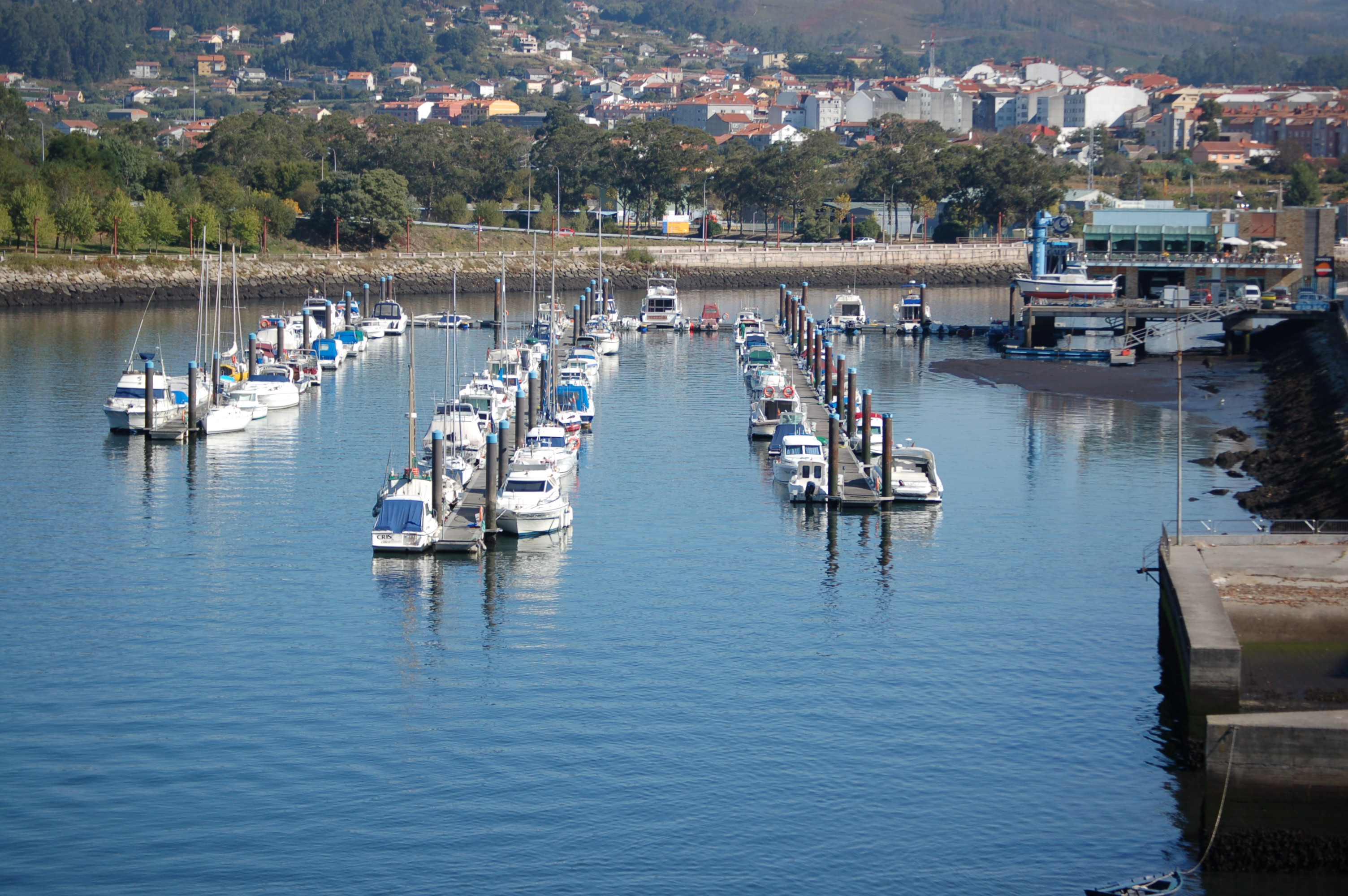
Puerto Deportivo de Pontevedra en la ría, entre el puente de la Barca y el puente de las Corrientes

Pontevedra es una ciudad bien comunicada con el resto de España. Existen diversos servicios de autobús que unen la ciudad con otras localidades de su área metropolitana y con numerosos destinos; las principales líneas interurbanas de las que dispone la estación de autobuses de Pontevedra capital, son las siguientes: Madrid, Tordesillas, Soutelo de Montes, Cangas del Morrazo, Vigo, Sangenjo, Santiago de Compostela, La Coruña, Ferrol, Orense, Lugo, Palencia, Benavente, Valladolid, Burgos, Logroño, San Sebastián, Vitoria, Zaragoza, Lérida, Barcelona, aeropuerto de Oporto, Oporto, Lisboa, El Grove, Cambados, Villagarcía de Arosa, Poyo, Redondela.

#### Aeropuertos
Los aeropuertos más cercanos a Pontevedra se encuentran bien comunicados con la ciudad por autopista: el aeropuerto de Peinador a 30 kilómetros al sur, el aeropuerto de Lavacolla a 70 km al norte, el aeropuerto de Alvedro a 120 km al norte y el aeropuerto de Oporto-Francisco Sá Carneiro, el aeropuerto más importante, a 160 km al sur.

#### Puertos
Pontevedra posee un puerto deportivo, el Puerto Deportivo de Pontevedra, y una dársena del puerto en Corvaceiras. La ciudad, cuyo puerto llegó a ser el más importante de Galicia en la Edad Moderna, lo perdió debido al enarenamiento provocado por el río Lérez y a la falta de calado para grandes navíos. Las funciones propias del puerto de Pontevedra han sido suplantadas por el puerto de Marín-Pontevedra a sólo 6 kilómetros de la ciudad.

## Patrimonio
El casco antiguo de la ciudad de Pontevedra fue el segundo de una ciudad de Galicia en ser declarado en su totalidad conjunto histórico-artístico (solamente once años después del de Santiago de Compostela), por decreto del 23 de febrero de 1951. Ha sido calificado por el periódico inglés The Guardian como una magnífica ciudad antigua.

### Arquitectura religiosa

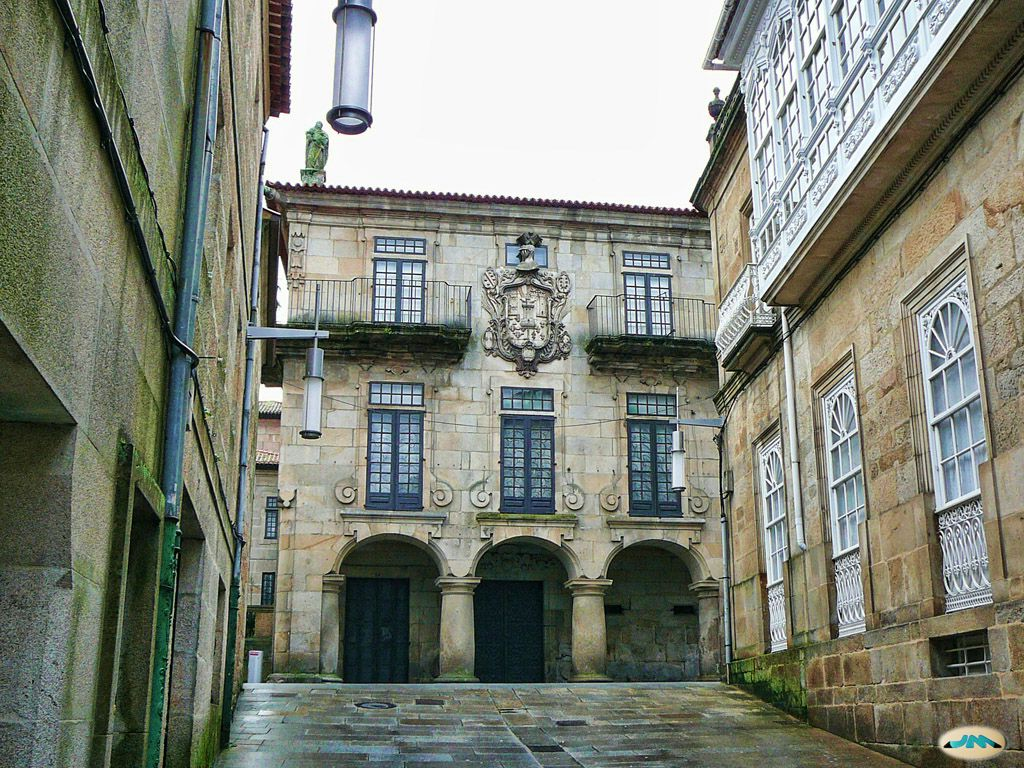
Palacio barroco de García Flórez

- Ruinas de Santo Domingo. Son los restos de la iglesia del convento de Santo Domingo que en la actualidad es un espacio del Museo Provincial de Pontevedra. Se conserva la cabecera de la iglesia con cinco ábsides góticos de finales del siglo XIV que constituyen el ejemplo de gótico más puro de Galicia. Abandonadas en el siglo XIX tras la desamortización, las ruinas fueron rescatadas a finales del siglo XIX por la Sociedad Arqueológica de Pontevedra y declaradas en 1895 monumento Nacional.[443]
- Real Basílica de Santa María la Mayor. La construcción de este edificio estuvo promovida por la poderosa cofradía del gremio de mareantes, que vivían en el barrio de A Moureira, a los pies de su fachada. Data del siglo XVI y está realizada en gótico tardío con influencia del estilo manuelino y renacentista. Destaca la fachada principal de estilo plateresco realizada por Cornielles de Holanda y el portugués Joao Nobre, el mejor ejemplo de retablo pétreo de Galicia. La contraportada sur destaca por relieves didácticos con escenas de historia sagrada y fábulas, así como representaciones de la ciudad con sus murallas. En el interior destacan sus bóvedas de crucería en forma de trébol de cuatro hojas.[444]

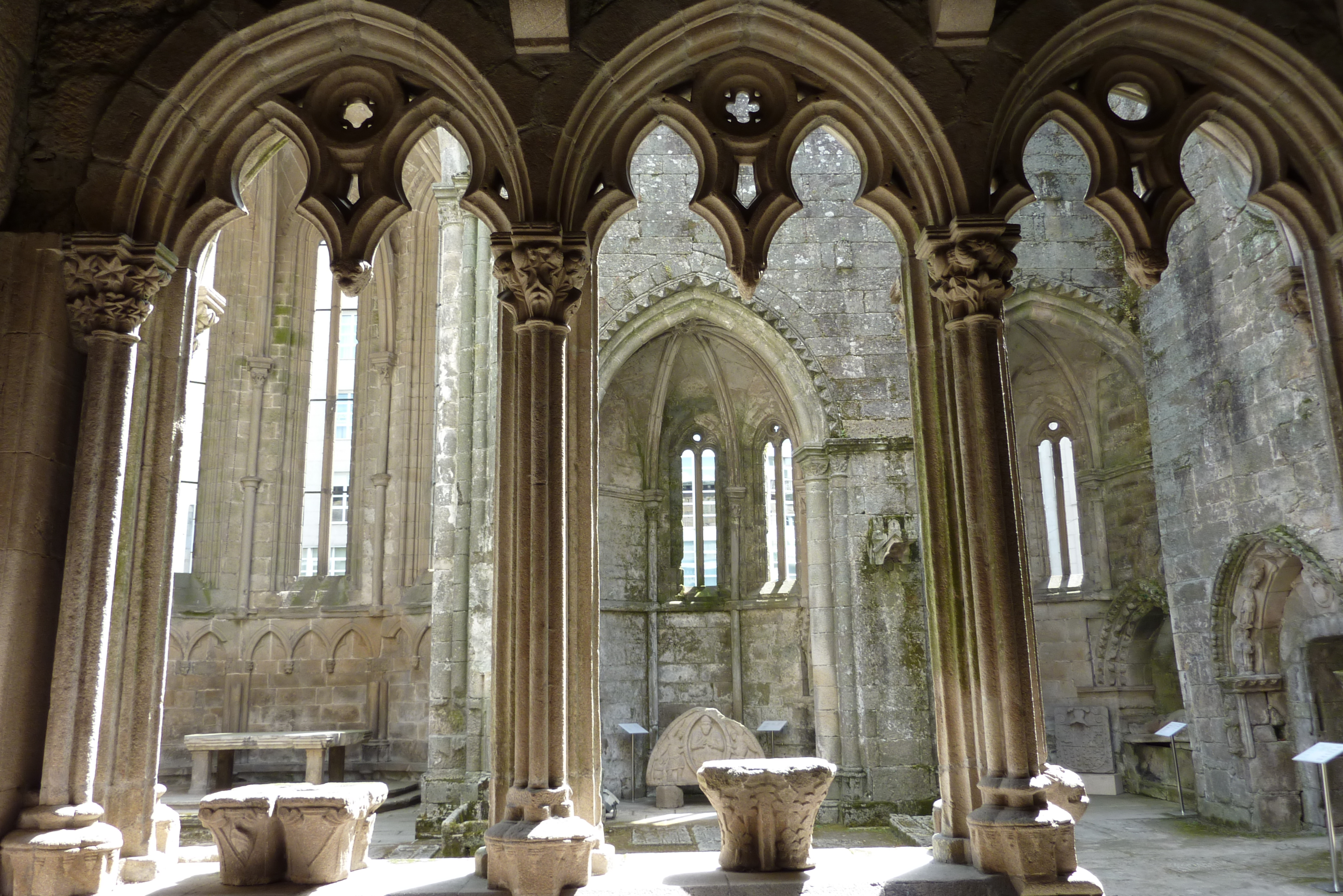
Ruinas góticas de Santo Domingo

- Capilla del Nazareno. Antigua capilla del convento de clausura de las hermanas Emparedadas data del siglo XVI. La imagen del Cristo Nazareno es muy venerada por los creyentes.[445]
- Iglesia de la Virgen Peregrina. Es el símbolo de la ciudad por su singularidad, única iglesia española de forma circular. El santuario de la Virgen Peregrina, patrona de la provincia de Pontevedra y del Camino portugués de Santiago fue edificado en el siglo XVIII en estilo barroco y neoclásico. Su planta es una concha de vieira, símbolo del Camino de Santiago y en su fachada se ubican imágenes de la Virgen, San José y Santiago, todos ellos ataviados de peregrinos. En el interior se guarda una imagen de la virgen del siglo XIX.[446]

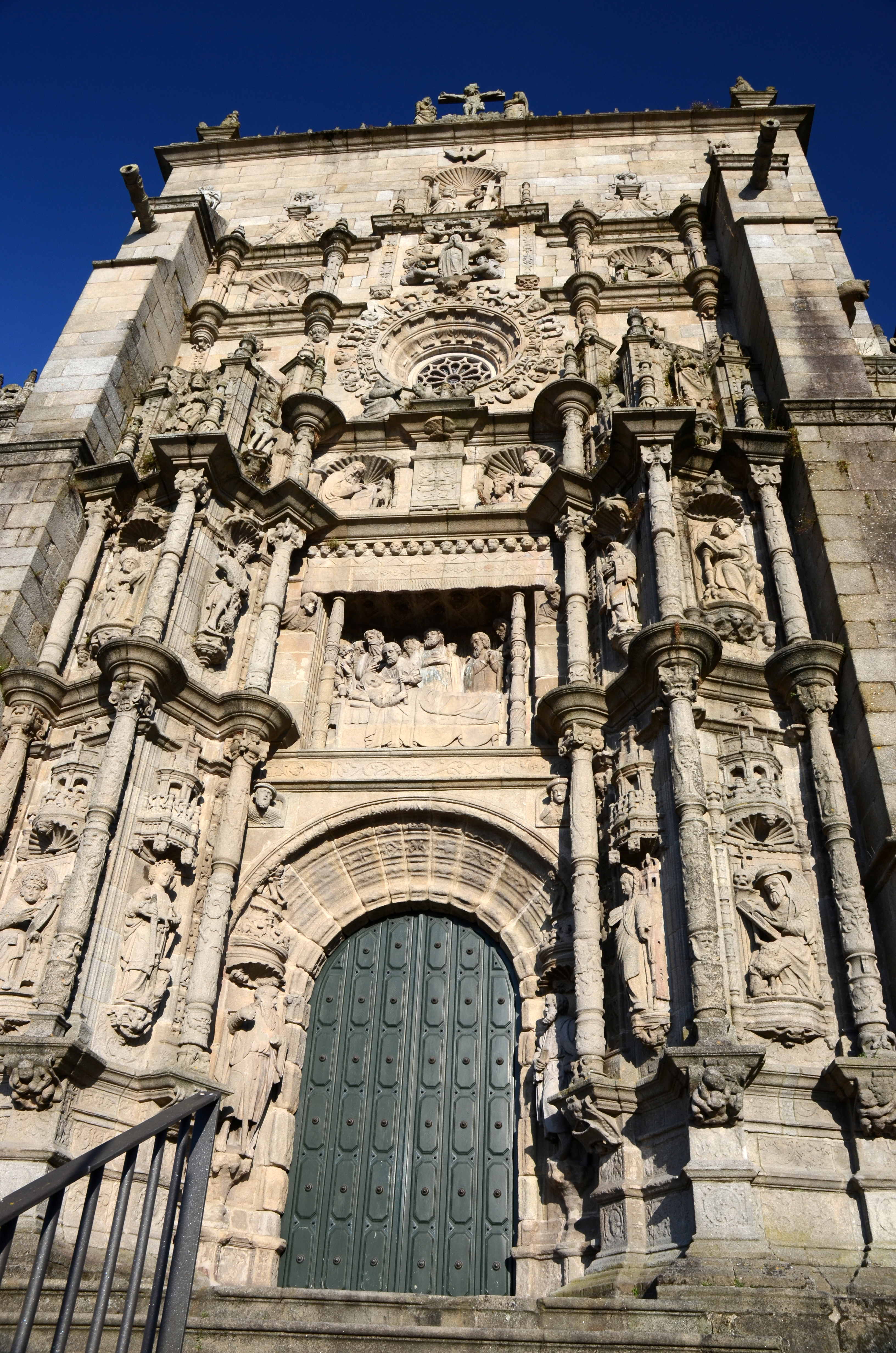
Basílica de Santa María la Mayor

- Iglesia de San Francisco. De estilo gótico data del siglo XIII y formaba parte del convento de San Francisco. La fachada románica con rosetón, es el único resto de la construcción primitiva. Tanto la iglesia como el convento fueron sometidos a muchas modificaciones a lo largo del tiempo, especialmente en la Edad Media y en Edad Moderna. Desde sus orígenes ha sido el lugar elegido para el entierro de las familias ilustres de la ciudad. En su interior destacan los sarcófagos del siglo XV y los de Paio Gómez Chariño (poeta y almirante de la armada) y su esposa.
- Convento de San Francisco. El edificio donde de ubicó durante décadas la Delegación Provincial de Hacienda fue parte de las instalaciones conventuales del convento de San Francisco. Adosada a la portada de este edificio está la única puerta de la muralla de la ciudad que se conserva.
- Iglesia de San Bartolomé. Se construyó en estilo barroco entre los siglos XVII y XVIII por los Jesuitas. Los retablos son barrocos y destacan las imágenes de San Ignacio de Loyola, San Francisco Javier y San Francisco de Borja, así como la imagen de la Virgen de la O patrona de la ciudad.[447]

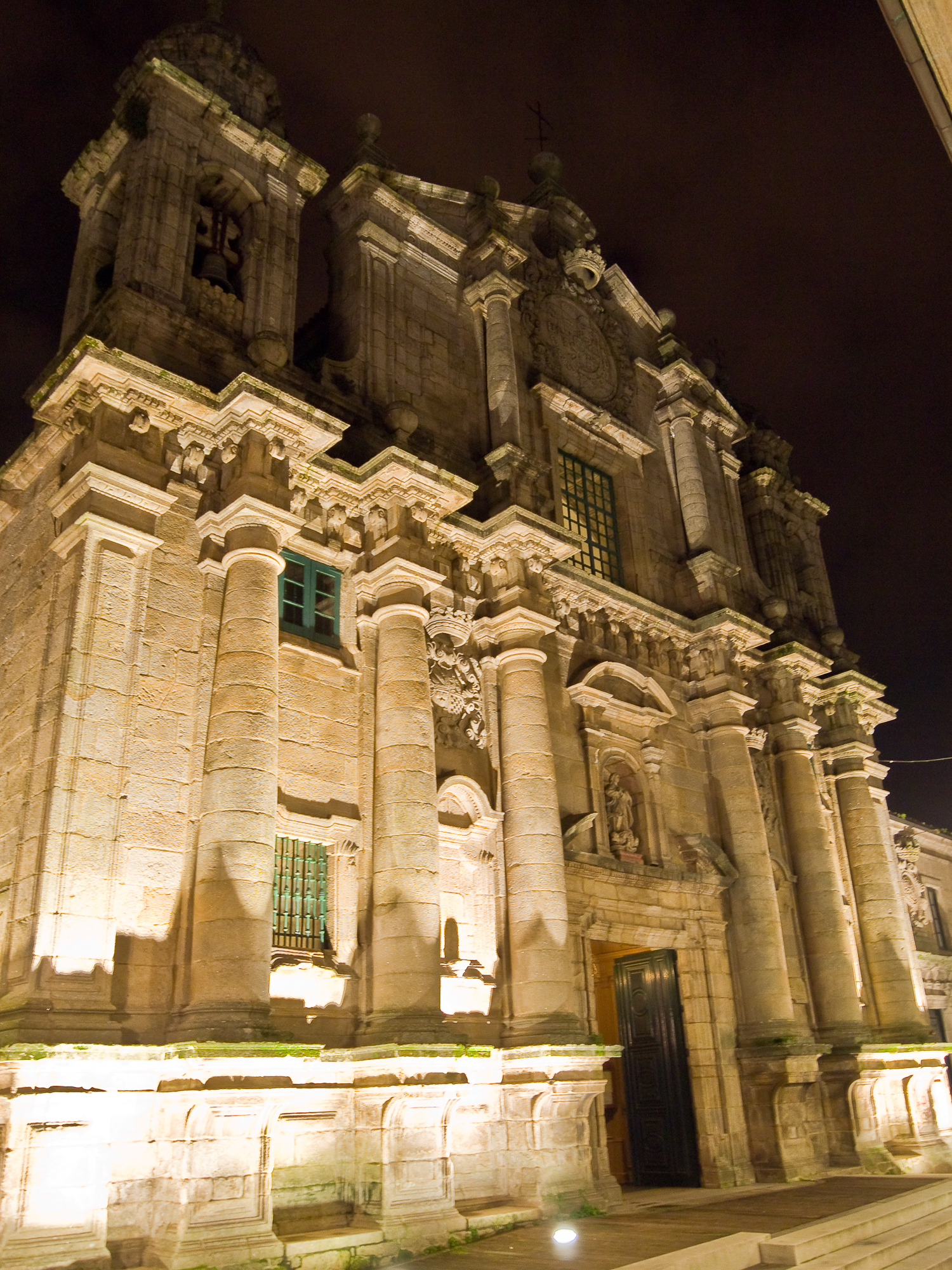
Iglesia de San Bartolomé.

- Colegio de la Compañía de Jesús. Fue erigido en el siglo XVII por mediación de Jorge de Andrade y de Antonio Mosquera Villar y Pimentel. La institución estuvo regida por la Compañía de Jesús desde 1650 a 1767, en el que los jesuitas fueron expulsados de Pontevedra. Posee un claustro interior y destacada escalinata. La iglesia de San Bartolomé era la iglesia de este gran colegio. Hoy conocido como «Edificio Sarmiento», forma parte del Museo de Pontevedra. Destaca su gran escudo de armas en la fachada.
- Convento de Santa Clara. La comunidad de monjas Clarisas se instaló en la ciudad en el siglo XIII. La iglesia del convento data del siglo XIV y el convento tuvo gran arraigo entre la población de la ciudad al ser el lugar elegido por las familias ilustres para el retiro de las hijas solteras.
- Iglesia de Nuestra Señora de los Placeres. Iglesia neogótica de finales del siglo XIX. Se encuentra en la parroquia de Lourizán.
- Santuario de las Apariciones. Situado en el interior del Convento de las Hermanas Doroteas, en el residió por algún tiempo sor Lucía, la principal vidente de las apariciones de la Virgen de Fátima, que aquí afirmó tener recibido la aparición del Inmaculado Corazón de María en la compañía del Niño Jesús.
- Capilla de las Ánimas. Capilla neogótica. Es un pequeño santuario dedicado a las ánimas situado en la calle del mismo nombre, en la parte trasera del Edificio Varela de Pontevedra.[448]
- Capilla de San Roque. Situada en el antiguo barrio marinero de A Moureira, de la que San Roque es el patrón. De estilo neoclásico incorpora elementos románicos de una iglesia anterior.[449]
- Monasterio de Lérez. De estilo barroco del siglo XVIII, está situado en la parroquia pontevedresa de Lérez.
- Iglesia de San Martiño de Salcedo en la parroquia de Salcedo. Construida entre 1754 y 1774 y dedicada al patrón de la parroquia, es un templo de estilo neoclásico que destaca por su sobriedad y simetría. Su fachada presenta una estructura de tres cuerpos verticales y dos torres gemelas laterales coronadas por cúpulas semiesféricas y cruces arzobispales. La entrada principal está formada por una portada adintelada sostenida por pilastras. Entre las torres, el conjunto se remata con una escultura ecuestre de San Martín de Tours. Tiene planta de cruz latina y bóvedas de cañón. Después de una profunda restauración fue reabierta en mayo de 2025.[450]
- Numerosos cruceros en el casco antiguo de la ciudad, entre los que destacan los de la plaza de las Cinco Calles del siglo XVIII con Adán y Eva comiendo la fruta prohibida, el de la plaza de Alonso de Fonseca que estuvo en su origen en el puente del Burgo o el de la plaza de la Leña, entre otros.[96][451][452]
- Iglesia de la Virgen del Camino. De estilo funcionalista y brutalista, se completó en 1986. Está situada en el barrio de A Eiriña.
- Iglesia de San José. De estilo moderno, data de 1983 y está en el barrio de Campolongo, delante de la plaza de la Constitución.
- Monasterio de Poyo. De estilo renacentista y barroco, está situado en el vecino municipio de Poyo a tan sólo 4 kilómetros del centro de Pontevedra capital.

### Arquitectura defensiva

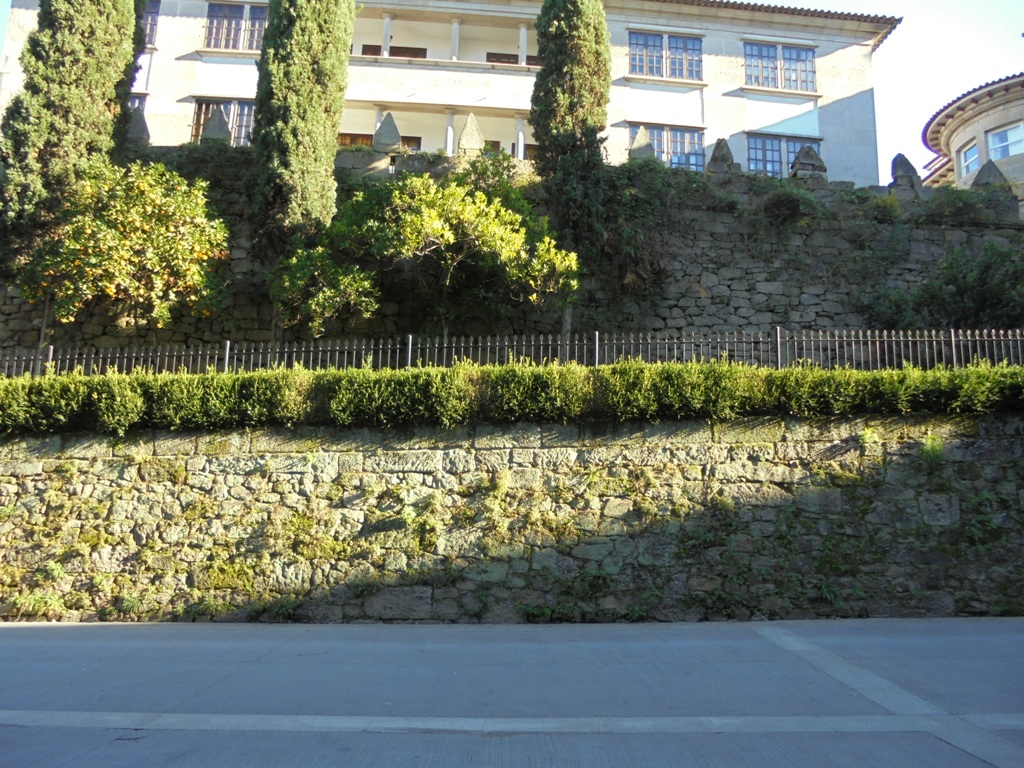
Paño de la muralla medieval.

- Muralla de Pontevedra. Los restos de la muralla medieval de la ciudad pueden verse en distintos puntos de la ciudad, especialmente en la calle Arzobispo Malvar, en el oeste del casco antiguo, en donde se conservan varios paños de la muralla en la parte superior de la calle y delante de la Basílica de Santa María la Mayor. Asimismo se encuentran vestigios de la muralla en la calle Sierra, en la planta baja del Edificio Castelao del Museo de Pontevedra.
- Puente del Burgo. De origen romano, el puente del Burgo fue reconstruido en el siglo XII y reformado en sucesivas ocasiones con posterioridad. En el siglo XV se cegó uno de los arcos al ser ampliada la muralla y se construyó la Torre-puente, que está presente en el escudo de Pontevedra, que fue destruida por los ingleses en 1719.

### Arquitectura civil hasta elsigloXIX
Pontevedra fue lugar preferido para residencia de la nobleza y de poderosas familias gallegas, coincidiendo con el auge del tráfico marítimo y las pesquerías en los siglos XV y XVI. Pocas ciudades tienen como consecuencia una tal riqueza en piedras armeras en las fachadas de palacios (pazos) urbanos y casas nobiliarias y ninguna ciudad gallega tuvo más solares con escudos de armas.

#### Palacios urbanos y casas nobles góticos, renacentistas y barrocos

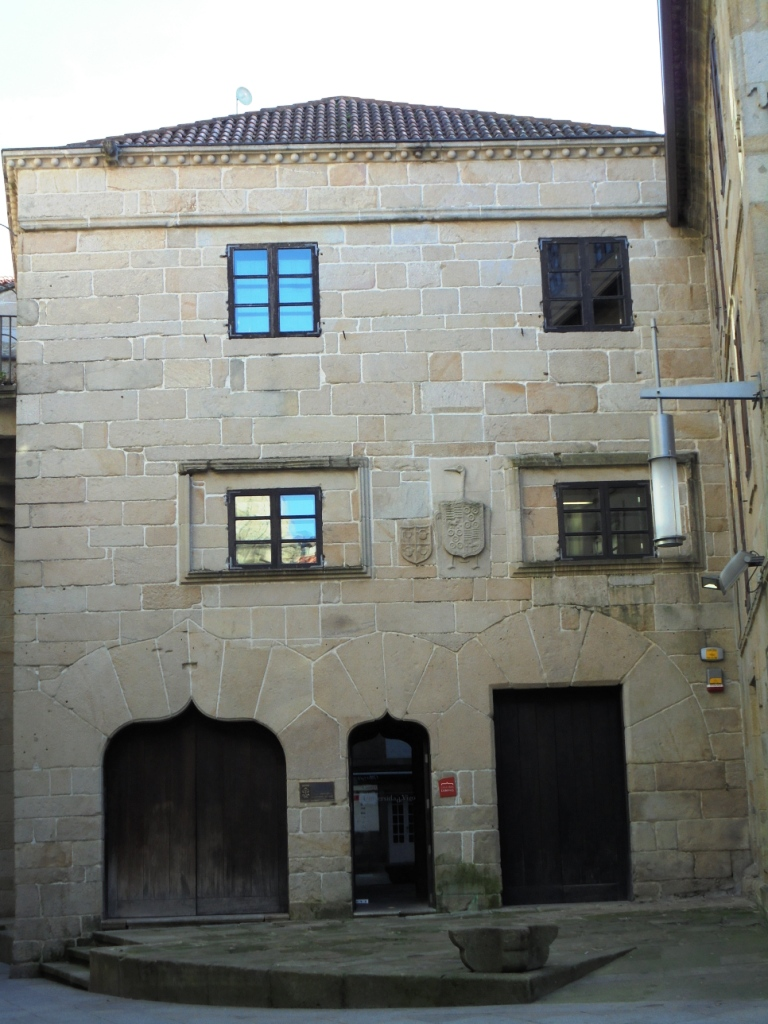
Casa de las Campanas.

- Casa de las Campanas. Edificio civil del siglo XV de estilo gótico-renacentista. Destaca el escudo en forma de garza en su fachada, que simboliza el linaje de los señores de García-Camba y la decoración de bolas en la parte superior. Destacan los arcos conopiales tardogóticos en la fachada.[454] Se considera como el edificio más antiguo de la ciudad y está ligado a la trata de vinos del Ribeiro y del coto de Lérez en el siglo XVI y con el pirata pontevedrés Benito Soto Aboal. El término Campanas proviene de Campás, un error de retraducción popular porque el nombre original es Casa de las Canpas: en galaicoportugués medieval, del siglo XV, canpas significa lápidas. Era Casa de las lápidas, en referencia a que debajo de la casa estaba el cementerio judío pontevedrés, que pervivió desde el siglo XI a 1492. En 2003 se encontraron allí lápidas con caracteres hebreos que se encuentran en el Museo de Pontevedra y confirman la historiografía judaica pontevedresa.[455]
- Casa de los Vaamonde. Casa noble renacentista del siglo XVI en la calle Armargura del casco antiguo, perteneciente a la familia Cadavid-García Caamaño. Posee portada con arco pinjante y escudo del linaje en la parte superior del mismo. Presenta asimismo una ventana con arco conopial en la fachada y decoración de bolas típica del renacimiento en la parte superior.
- Casa del Correo Viejo. Casa de estilo gótico tardío, con arco carpanel y alfiz con escudo. Está relacionada con el linaje de los Murga y de los Ibaizábal.
- Casa Rectoral de Santa María. Es un edificio renacentista del siglo XVI, situado en la plaza de Alonso de Fonseca enfrente a la Basílica y construido al mismo tiempo que la misma por uno de sus arquitectos.

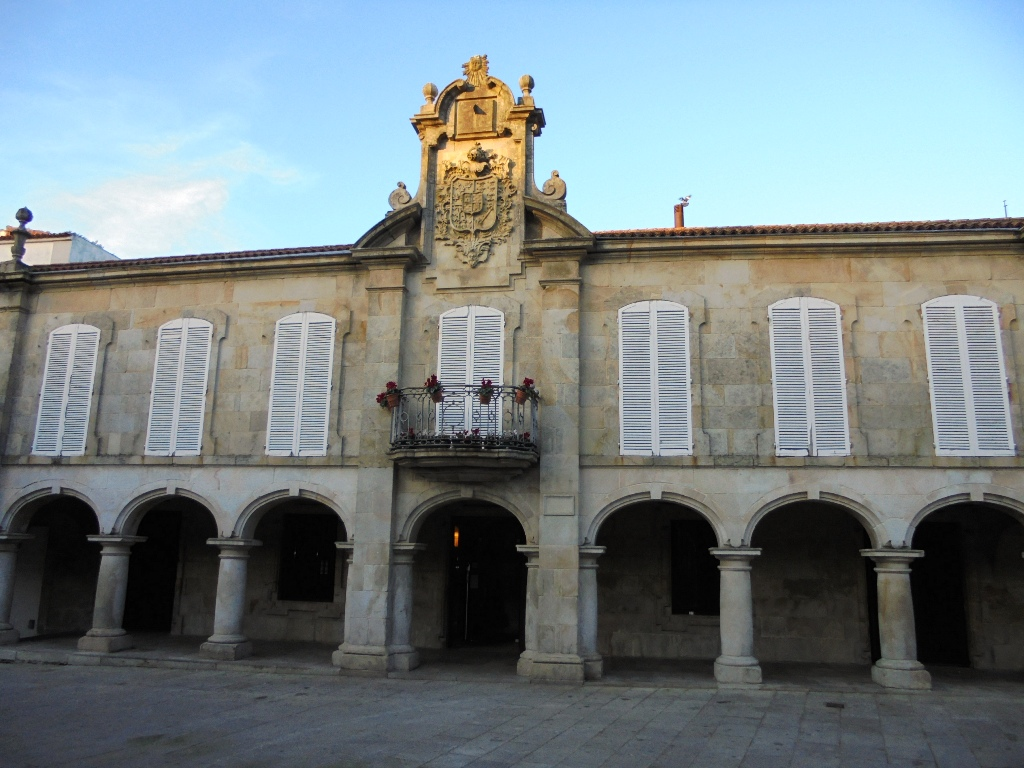
Palacio Barroco de Mugartegui, hoy sede del Consejo Regulador de Vinos Rías Baixas

- Palacio de los Condes de Maceda. Es un palacio de origen renacentista del siglo XVI y añadidos barrocos, que fue la residencia de los Condes de Maceda. Destaca su amplia portada neoclásica y su torre almenada y en el interior, la señorial escalinata de piedra. Está situado en el casco antiguo de la ciudad cerca del puente del Burgo. En la actualidad es un hotel de cuatro estrellas de la Red de Paradores de Turismo de España. Dispone de jardines en los que se ubica el restaurante.

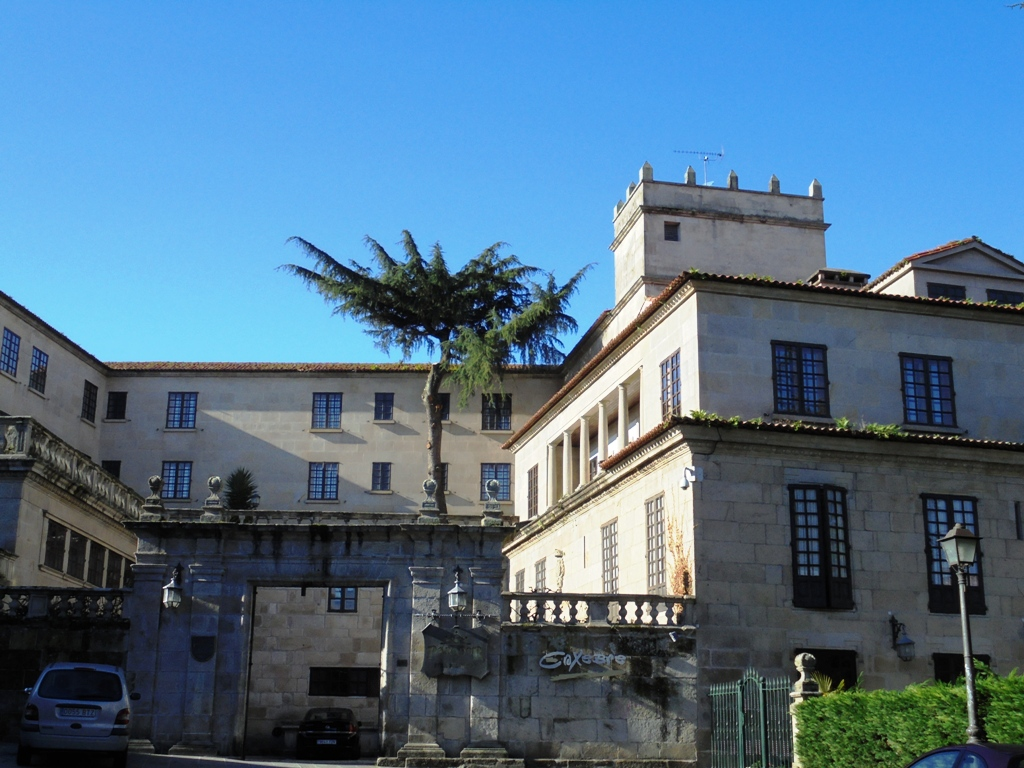
Palacio de los Condes de Maceda

- Pazo de Gago y Montenegro. En la plaza de Teucro se ubica este palacio urbano construido en el siglo XVI, con posteriores mejoras y reformas. Posee en su fachada un escudo de armas de grandes dimensiones que ocupa buena parte de la fachada y que es una pieza artística de primer orden del barroco en Galicia.
- Pazo de Mariño de Lobeira, originalmente del siglo XVI y reedificado en 1771. Está situado en la calle César Boente, que cierra con su característico arco la plaza de la Pedreira. En él murió Tristán de Montenegro.[456][457]
- Palacio de Mugartegui. Es el palacio de los Condes de Fefiñáns. Situado en la plaza de Mugartegui o plaza de la Pedreira, este edificio civil del siglo XVII es uno de los mejores ejemplares de arquitectura urbana barroca de Galicia. En la actualidad es la sede del Consejo regulador de denominación de origen Rías Bajas.

- Palacio de los Condes de San Román. Construido en 1744 y demolido en gran parte, queda en pie la fachada sur con algunas modificaciones en la plaza de Teucro y algunos vestigios en la calle Real integrados entre las edificaciones actuales.
- Pazo de García Flórez. Con el Palacio de Mugartegui, es uno de los mejores ejemplos de palacio urbano del barroco gallego. Fue levantado a finales del siglo XVIII. Destaca por su enorme escudo de armas en la fachada norte asoportalada, que en su origen estuvo policromado. Las dos estatuas situadas en las esquinas del tejado representan la Esperanza y la Fortaleza. En la actualidad es una de las sedes del Museo Provincial de Pontevedra.
- Pazo de Castro Monteagudo. Es un palacio urbano barroco del siglo XVIII, edificado en 1760. Como el palacio de García Flórez, es una de las sedes del Museo Provincial de Pontevedra y está unido a este por una estructura en arco de granito construida en 1943 que permite el paso entre los dos edificios.
- Pazo de los Marqueses de Aranda. Está situado en el número 12 de la calle Real con frente a la plaza de Teucro. Es de estilo barroco y fue mandado construir en el siglo XVIII por el primer marqués de Aranda, que era el alcalde mayor del Reino de Galicia. Destaca el escudo de armas en la fachada principal del linaje de Aranda y Guimarey con dos tenantes y la torre almenada en la esquina norte del edificio, con vistas a la plazuela de la Fuente de los Tornos.
- Casa de las Caras, edificio de origen renacentista y reforma barroca en la plaza de la Estrella (adyacente a la plaza de la Herrería), presenta en su fachada una serie de cuatro medallones renacentistas con caras de piedra que le dan nombre. Llamada también palacio de Barbeito, pues el linaje está relacionado con los Barbeito y Padrón, al igual que la casa del mismo nombre en la calle Real, construida para vivienda de un bisnieto del propietario de la Casa de las Caras, que también presenta una hilera de caras en su fachada.
- Casa de los Barbeito y Padrón. Se encuentra en la calle Real. Se construyó entre finales del siglo XVI y principios del siglo XVII. Tiene en la fachada una decena de caras de inspiración renacentista y cornisa multimoldurada barroca. Destaca el gran escudo de armas en el centro de su fachada.
- Pazo de Piñeiro y Moreira. En la calle Marqués de Aranda se encuentra este pazo barroco del siglo XVII de planta baja y un primer piso, con puertas balconeras en la parte superior y gran escudo de armas en la fachada que representa los linajes de Piñeiro, Bugarín, Moreira y Carballido. Lo mandó construir Pedro Piñeiro de Moreira, que fue notario del Santo Oficio y Teniente Juez de Pontevedra. En este edificio se instaló la primera Escuela Normal de Pontevedra.
- Pazo de A Parda. Al sur del barrio de A Parda se encuentra este pazo originario del siglo XVII, fundado por los hermanos Malvar y reformado en los siglos XVIII y XIX. En el siglo XX se convirtió en un relevante centro político bajo la propiedad del conde Bugallal, acogiendo incluso al Consejo de Ministros de Alfonso XIII. Destacan su arquitectura tradicional en granito, su torre almenada, su capilla barroca y sus amplios jardines románticos.

#### Arquitectura delsigloXIX

##### Edificios neoclásicos

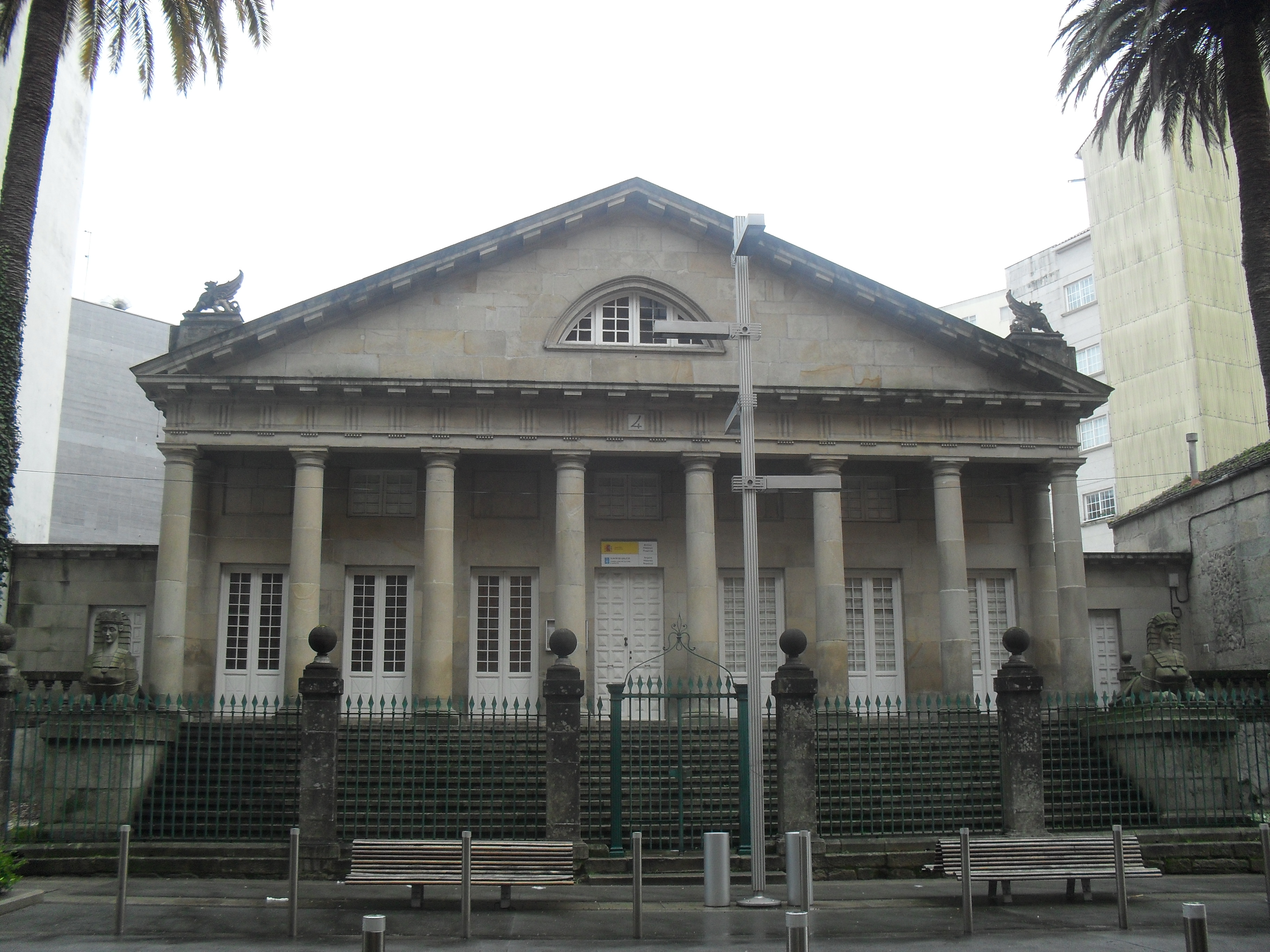
Casa de los Fonseca.

- Liceo Casino. Se empezó a levantar en 1864 con los materiales provenientes de la fortaleza de las Torres Arzobispales en el solar de la antigua iglesia de San Bartolomé el Viejo. Se inauguró en 1878 y se reinauguró en 1983, después de una profunda transformación debida a la reconstrucción después de los daños sufridos en un incendio en 1980.
- Teatro Principal. Se inauguró también en 1878 y originariamente funcionó como teatro del Liceo Casino hasta 1892.
- Cuartel de San Fernando. Antigua Maestranza y hoy sede de la Facultad de Bellas Artes, fue reedificado a partir de 1906 e inaugurado en 1909, y renovado en 1993 para acoger a los estudiantes universitarios de Bellas Artes y de la Escuela Superior de Conservación y Restauración de Bienes Culturales de Galicia.
- Casa de los Fonseca. De estilo neoclásico, se construyó a principios del siglo XX. Situado en el paseo de Colón, es en la actualidad la sede del Archivo Histórico Provincial. Se trata de un edificio clásico con frontón coronado por dos grifos alados y con un pórtico de ocho columnas clásicas. A cada lado del edificio hay dos estatuas de piedra de esfinges egipcias.

##### Edificios eclécticos
Los edificios eclécticos de finales del siglo XIX en Pontevedra son mayoritariamente Palacios públicos y edificios funcionales inspirados predominantemente en las corrientes de la arquitectura francesa de la época.
- Palacio de la Diputación de Pontevedra. Fue construido para ser la sede de la Diputación Provincial de Pontevedra. Es obra de Alejandro y Domingo Rodríguez Sesmero, de estilo ecléctico, inspirado en la arquitectura francesa. Su fecha de inicio fue 1884 y fue finalizado en 1890.

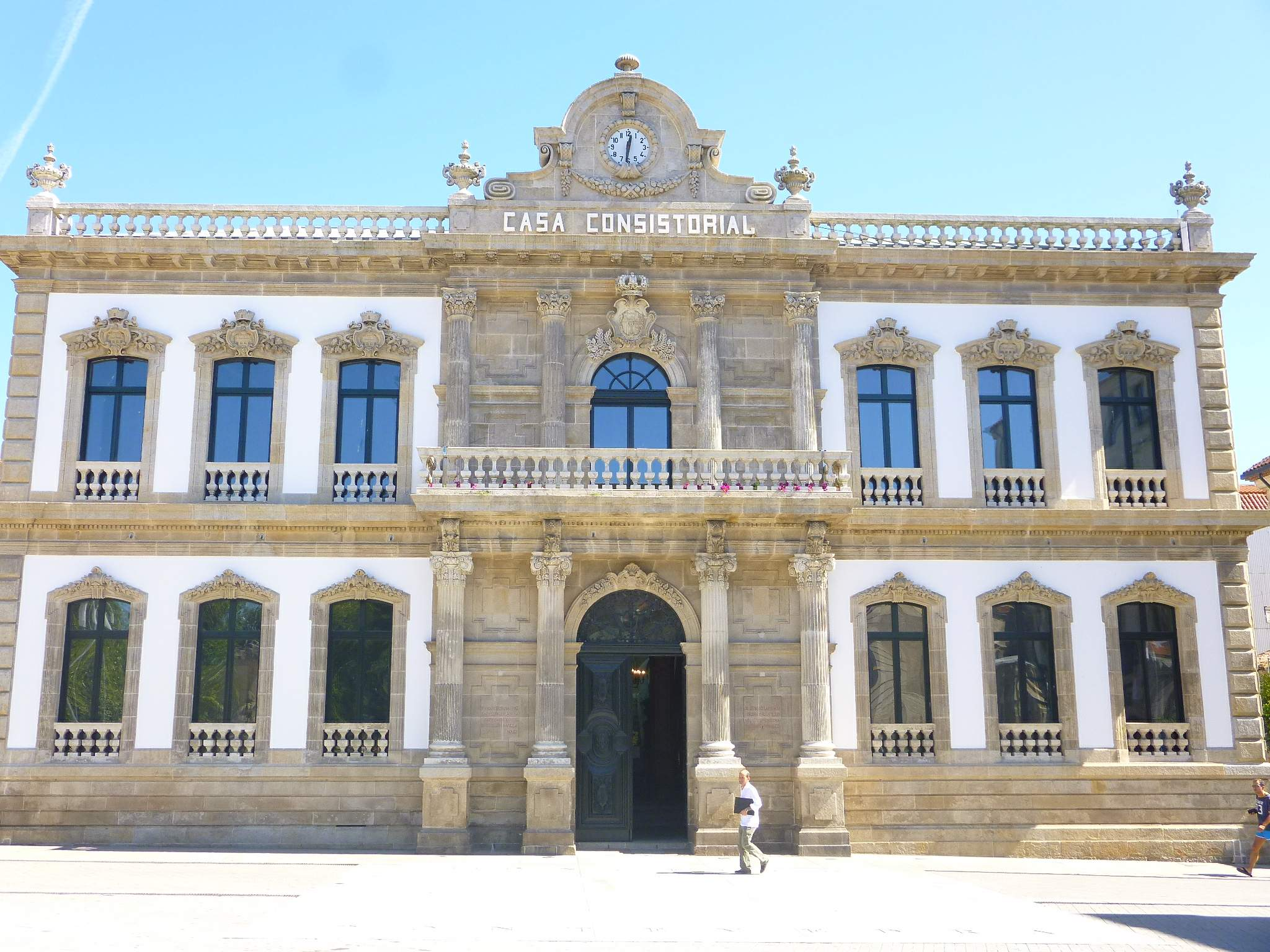
Casa consistorial

- Casa consistorial. Obra de Alejandro Rodríguez Sesmero, está inspirada en el estilo Segundo Imperio y en el estilo francés Luis XV. El arquitecto se inspiró en un palacete parisino de los arquitectos François-Joseph Nolau y Édouard-Emmanuel Convents. Data de 1880. La fachada presenta detalles decorativos como los capiteles adornados con guirnaldas de estilo Luis XV, el escudo de la ciudad y un reloj en el remate. Al lado del acceso trasero se ubica la obra escultórica de Ramón Conde denominada El Fiel contraste que recuerda el acto de dar fe de los pesos y medidas a la entrada de la ciudad.
- Palacete de las Mendoza. Se levanta en el solar del castillo medieval de los Arzobispos de Santiago. Fue construido en el siglo XIX por el arquitecto Alejandro Rodríguez Sesmero, autor también de la casa consistorial de estilo ecléctico con influencia de la arquitectura francesa y del Palacio de la Diputación Provincial de Pontevedra. En los años 80 fue el escenario principal de la grabación de Los gozos y las sombras de RTVE, basada en la novela de Gonzalo Torrente Ballester. En la actualidad es la sede de Turismo Rías Baixas.[458]
- Pazo de los Cru y Montenegro. También conocido como Casa del Arco, este pazo urbano fue erigido inicialmente en el siglo XV en la plaza de Méndez Núñez y transformado en el siglo XIX por la familia Muruais. Presenta fachada simétrica, balcones de forja y un arco de medio punto que comunica con la calle Don Gonzalo. En su jardín crece un magnolio centenario y en su frente luce el Escudo de los Doce Linajes, una de las piedras armeras más complejas de la ciudad. En el siglo XIX se convirtió en foco cultural gracias a la biblioteca y tertulias literarias de Jesús Muruais, frecuentadas por Valle-Inclán y otros prestigiosos intelectuales.
- Edificio Varela. Terminado de construir en 1898 para el comerciante Saturnino Varela tras la demolición del Hospital de San Juan de Dios, es un destacado ejemplo de arquitectura ecléctica afrancesada. Su fachada combina almohadillado clásico, balcones con forja ornamental y cubiertas en mansarda, reflejo del gusto burgués de la época. Tras albergar durante décadas una emblemática ferretería familiar, pasó en 2023 a manos de una sociedad privada.
- Mansión del Marqués de Riestra. Construida a finales del siglo XIX, presenta un estilo ecléctico con detalles modernistas. Su fachada bicolor combina ladrillos rosados con molduras y arcos decorativos. De planta cuadrada y tres pisos, conserva elementos originales como la antigua entrada de carruajes.
- Gobierno Militar de Pontevedra. Edificio diseñado por el arquitecto Alejandro Sesmero e inaugurado en 1892. Destacan sus arcos rebajados, balcón de piedra sostenido por columnas toscanas y una fachada trasera que guarda similitud compositiva con la principal y jardines privados.
- Escuela Normal y Escuela de Artes y Oficios. Antes, delegación provincial de educación y hoy edificio administrativo de la Diputación de Pontevedra. Fue construido a finales del siglo XIX para albergar la Escuela de Artes y Oficios y posteriormente la Escuela Normal mixta. Se trata de un edificio de tres plantas, destacable por su fachada de ladrillo cara vista y granito, ventanas trigeminadas, pilastras y detalles ornamentales como el escudo de España y balcones decorados.
- Edificio del Banco de España en la calle Michelena. Muestra de la arquitectura administrativa de principios del siglo XX. Fue inaugurado en 1903. Antigua sede de la delegación del Banco de España en la provincia de Pontevedra. Hoy es la sede de delegaciones provinciales de la Administración periférica del Estado en la capital pontevedresa.

### Fuentes y construcciones conmemorativas

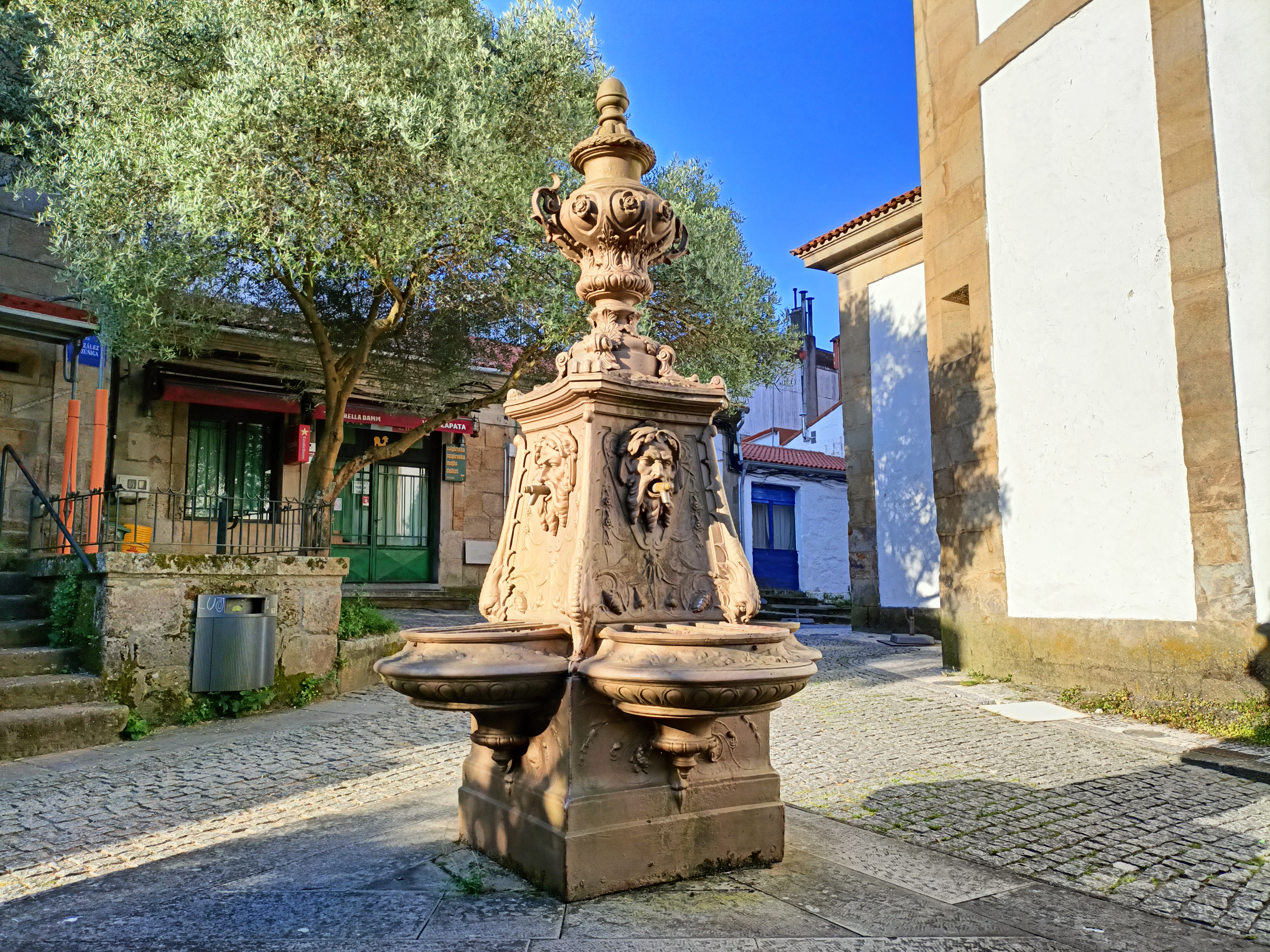
Fuente de fundición de hierro de 1887, de origen francés.